# San Fernando (Cádiz)
San Fernando —denominada hasta el año 1813 como Villa de la Real Isla de León y llamada coloquialmente como La Isla— es un municipio y ciudad situado en la provincia de Cádiz, en Andalucía (España). La localidad pertenece, junto a Cádiz, El Puerto de Santa María, Chiclana de la Frontera, Puerto Real y Rota, a la Mancomunidad de Municipios Bahía de Cádiz. Además, forma parte del área metropolitana de la Bahía de Cádiz-Jerez, aglomeración urbana polinuclear de la que forma parte junto a Cádiz, Jerez de la Frontera, El Puerto de Santa María, Chiclana de la Frontera y Puerto Real, siendo la tercera área metropolitana de Andalucía, por detrás de las de Sevilla y de Málaga, y la duodécima de España.
Según el INE, la localidad contaba en el año 2018, con 95 174 habitantes, lo que la convierte en la cuarta ciudad más poblada de la provincia gaditana, tras Jerez de la Frontera, Algeciras y Cádiz, la decimotercera de Andalucía y la sexagésima quinta de España. La densidad de población es considerablemente elevada, debido al número de habitantes y a su reducido término municipal. Su extensión superficial es de apenas 32 km², una de las más bajas de la provincia. Sus coordenadas geográficas son 36°28′ N, 6°12′ O. Se encuentra situada a una altitud media de 8 m y dista aproximadamente 14 kilómetros de la capital de la provincia.
La mayor parte del municipio se encuentra enclavada en la llamada isla de León, característica por su escasa altitud, y en la que destacan por altura el cerro de los Mártires y el cerro de Torre Alta. También pertenece a San Fernando el pequeño islote de Sancti Petri. La localidad limita geográficamente con Puerto Real (al norte y al este), con Cádiz (al oeste) y con Chiclana de la Frontera (al este y al sur); limita geográficamente con el caño de Sancti Petri (que separa a la Isla de Puerto Real y Chiclana), con la bahía de Cádiz, con el océano Atlántico y con el río Arillo (que la separa de Cádiz). La ciudad cuenta con dos playas, la atlántica y arenosa playa de Camposoto, extensa playa virgen que es el extremo sur del municipio, y la playa de la Casería, pequeña playa fangosa situada en aguas de la bahía, al norte del término municipal.
A pesar de estar habitada desde la prehistoria, como lo atestiguan los numerosos yacimientos arqueológicos descubiertos en la urbe, no fue hasta la llegada de los fenicios, que construyeron en la isla de Sancti Petri el Templo de Hércules e introdujeron actividades tan importantes para la ciudad como la salazón, cuando se asentó un núcleo de población en la isla. A partir de la llegada de este pueblo, que fundó la ciudad de Cádiz, se inicia la dependencia de San Fernando de la capital de la provincia. Posteriormente llegaron los cartagineses, que continuaron rindiendo culto al templo; los romanos, que establecieron industrias alfareras y construyeron un acueducto sobre el que más tarde se edificó el puente Zuazo, vía de acceso a San Fernando y, por lo tanto, a Cádiz; los visigodos y los árabes. En esta época se edificó el castillo de San Romualdo, en torno al cual creció la futura ciudad de San Fernando. En el año 1264 el rey castellano Alfonso X el Sabio arrebató la región gaditana a los árabes.
Tras la creación del Real Carenero, durante el reinado de los Reyes Católicos, se inicia un periodo de bonanza para la localidad, favorecido por el intercambio comercial con América. El establecimiento de la Marina fue un hecho decisivo para la ciudad, ya que, debido a la llegada de nuevos pobladores, supuso un importante progreso para la urbe, tanto en lo demográfico como en lo económico y lo cultural. A los militares se debe buena parte de los monumentos isleños: el Real Instituto y Observatorio de la Armada, el Arsenal de la Carraca y el Panteón de Marinos Ilustres, entre otros. Durante los siglos XVII y XVIII se edificaron otros importantes edificios de la por entonces villa: la imponente casa consistorial (una de las más grandes de España), la mayor parte de las iglesias (entre las que destacan la iglesia mayor, la iglesia del Carmen y la iglesia de San Francisco), el castillo de Sancti Petri y el Real Teatro de las Cortes.
Y es en el Teatro de las Cortes, por aquel entonces llamado Teatro Cómico, donde se dio lugar al acontecimiento más importante de la historia de San Fernando, acaecido a principios del siglo XIX, durante la Guerra de Independencia Española: la redacción de la primera constitución liberal española y la tercera del mundo, la Constitución Española de 1812. Durante el periodo que va desde septiembre de 1810 hasta febrero de 1811, mientras la isla de León era sitiada por las tropas napoleónicas y era, junto con Cádiz, el único bastión de la resistencia española frente al invasor, se reunieron en el Teatro de Comedias los diputados que elaboraron el texto constitucional que finalmente se promulgó en Cádiz, y por lo tanto la capitalidad de España se situó en San Fernando. Gracias a este hecho, la localidad obtuvo el título de Ciudad y el nombre de San Fernando, en honor al entonces monarca Fernando VII.
En 1823, a la caída del Trienio Liberal, la ciudad fue invadida por tropas francesas al servicio del absolutista Fernando VII, conocidas como los Cien Mil Hijos de San Luis, permaneciendo hasta 1828. Posteriormente la ciudad fue escenario de acontecimientos relevantes para el conjunto de la nación, como los hechos acaecidos durante la Revolución de 1868 (La Gloriosa), cuando el almirante Juan Bautista Topete se pronunció contra el gobierno de Isabel II, o durante la Primera República, tras la proclamación del Cantón de Cádiz, cuando se produjeron graves enfrentamientos en la localidad entre marinos y republicanos.
El siglo XX comienza con un periodo oscuro para la economía isleña, debido a la crisis de la industria naval, motivada por la pérdida de Cuba, Puerto Rico y Filipinas. Este hecho propició el cierre temporal de los astilleros de La Carraca. Además, a la crisis naval se unieron las de las salinas y las almadrabas, actividades que perdieron su anterior importancia y ya no la recuperaron. Los dos sucesos de más importancia para la ciudad en la primera mitad del siglo XX fueron la construcción de la nueva sede de la Capitanía General, en 1917 y el establecimiento en el Arsenal de la Carraca, en 1942, de la Empresa Nacional Bazán. En la segunda mitad del XX y la primera década del siglo XXI el crecimiento demográfico de San Fernando ha sido bastante notable, pasando de los 30 000 habitantes que tenía a principios de siglo hasta los 110 000 con los que cuenta en la actualidad; a pesar de ello la situación económica de la ciudad es mala, debido a la crítica situación del sector naval y a la inexistencia de otras industrias.
En 2008, con la aprobación de la Ley 8-08/PL-000003, San Fernando fue incluido entre los municipios de gran población de Andalucía, que se encuentran sometidos a un régimen de organización especial de acuerdo con la Ley de Grandes Ciudades de España.

## Toponimia

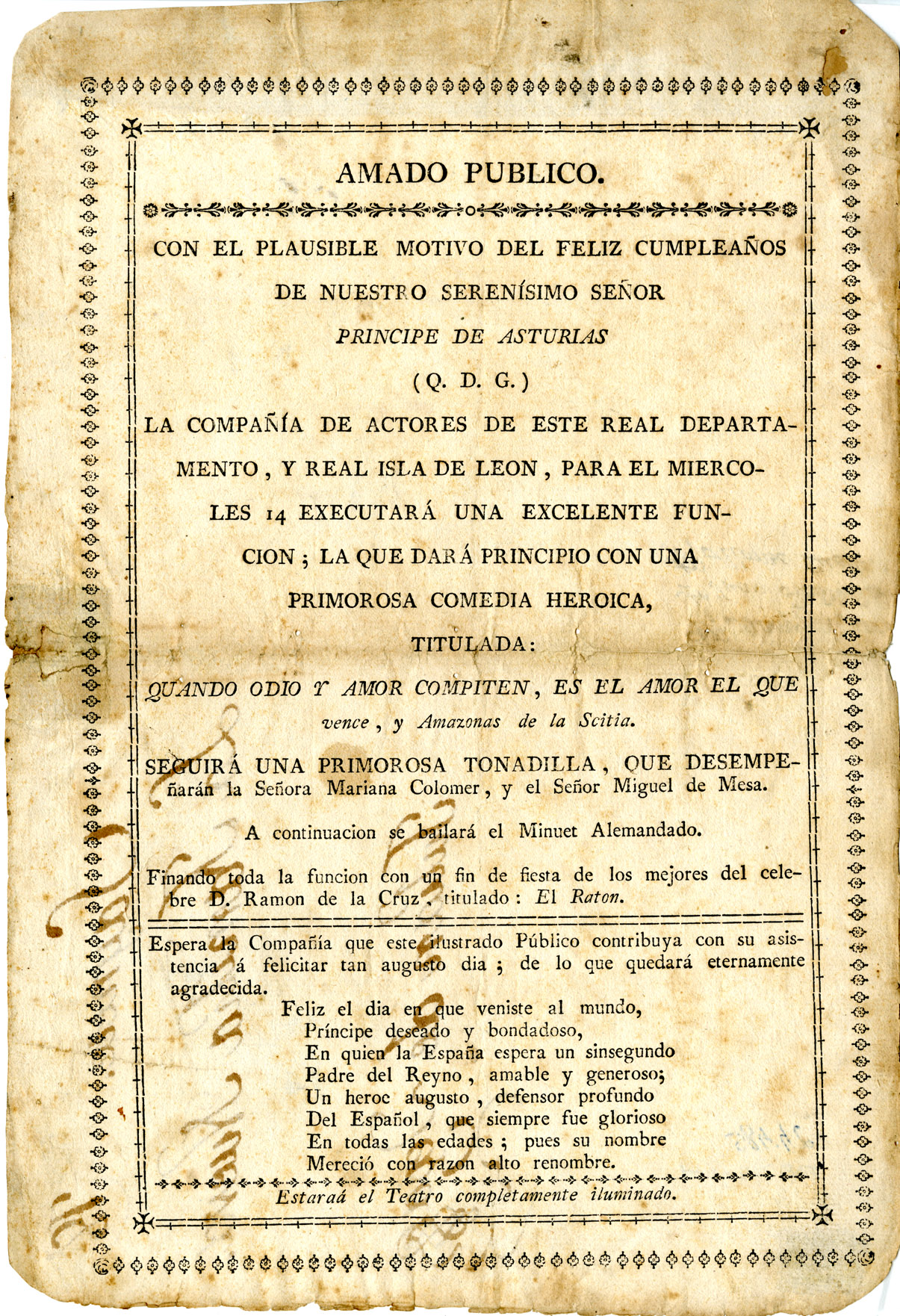
Programa de teatro donde se menciona la Real Isla de León

El actual nombre de San Fernando le fue otorgado, junto con el título de Ciudad, por el rey Fernando VII por los hechos acontecidos en la localidad durante la Guerra de Independencia Española. Este nombre no deriva de otro anterior, como sucede en muchos lugares. Anteriormente se conoció al municipio con el nombre de Isla de León (de ahí la denominación popular de La Isla), calificativo con el que se la conocía desde el siglo XV. El término isla era debido al elemento geográfico sobre el que se asienta la ciudad, y el término de León a la familia Ponce de León, que era la propietaria de la isla en el siglo XV. Aunque esta no es el único origen que se le atribuye al nombre de la isla de León: para algunos autores puede venir del famoso acto en el que Hércules venció y mató a un león, hecho que, según la leyenda, se pudo producir en las antiguas Islas Gadeiras (actual Bahía de Cádiz).

### Gentilicio
El gentilicio oficial por el que se conocen a los habitantes es el de isleño, -a, asignado por la antigua denominación de la ciudad. Aunque, como sucede con el nombre de la ciudad, existe una denominación popular para los habitantes de San Fernando: cañaílla. El origen de este gentilicio, que es el más común no solo en San Fernando sino en toda la región gaditana, está en el molusco del mismo nombre (Murex brandaris), que es muy común en la zona.

## Símbolos

### Escudo
El actual escudo de la localidad de San Fernando data del año 1821 y fue diseñado originariamente por Gregorio Rodríguez Polo de acuerdo con las leyes de blasón de la época. Posteriormente el escudo ha sufrido modificaciones hasta quedar como es en la actualidad. En el escudo se reflejan los ideales de la Constitución Española de 1812, carta magna que fue redactada en San Fernando.
Los elementos que aparecen en el escudo son el Puente Zuazo, entrada histórica de la ciudad, por la que no pudieron pasar los franceses; las ondas azur, que representan al Caño de Sancti Petri, brazo de mar que rodea la ciudad y que servía en el pasado como defensa natural; las Columnas de Hércules, que representa la conquista, según la mitología, de las islas Gadeiras por parte de Hércules; la llave de oro, que refleja la inexpugnabilidad de la ciudad frente a los invasores; los años 1810 y 1820, fechas importantes para la localidad, el lema Unión y Fuerza, que representa los ideales de la Constitución y de la Defensa de la ciudad; y el sol naciente, que refleja la esperanza del pueblo en los ideales de libertad. El escudo está coronado por la Corona Real. Durante la República se suprimió la Corona Real y se añadió un ancla, símbolo que representaba la presencia de la Marina en la ciudad.
El escudo de San Fernando está representado en el escudo de la provincia gaditana, junto a otros escudos de la provincia. El blasón isleño aparece concretamente en el segundo cuartel de la parte superior, entre los escudos de los municipios de Algeciras y Arcos de la Frontera.

### Bandera
La bandera del municipio isleño ha sido completamente blanca desde su adopción en 1989 hasta el 2010. Tras la conmemoración del Bicentenario de las Cortes de Cádiz este color ha sido sustituido por el azul. En el centro de la bandera se sitúa el escudo municipal.

## Geografía

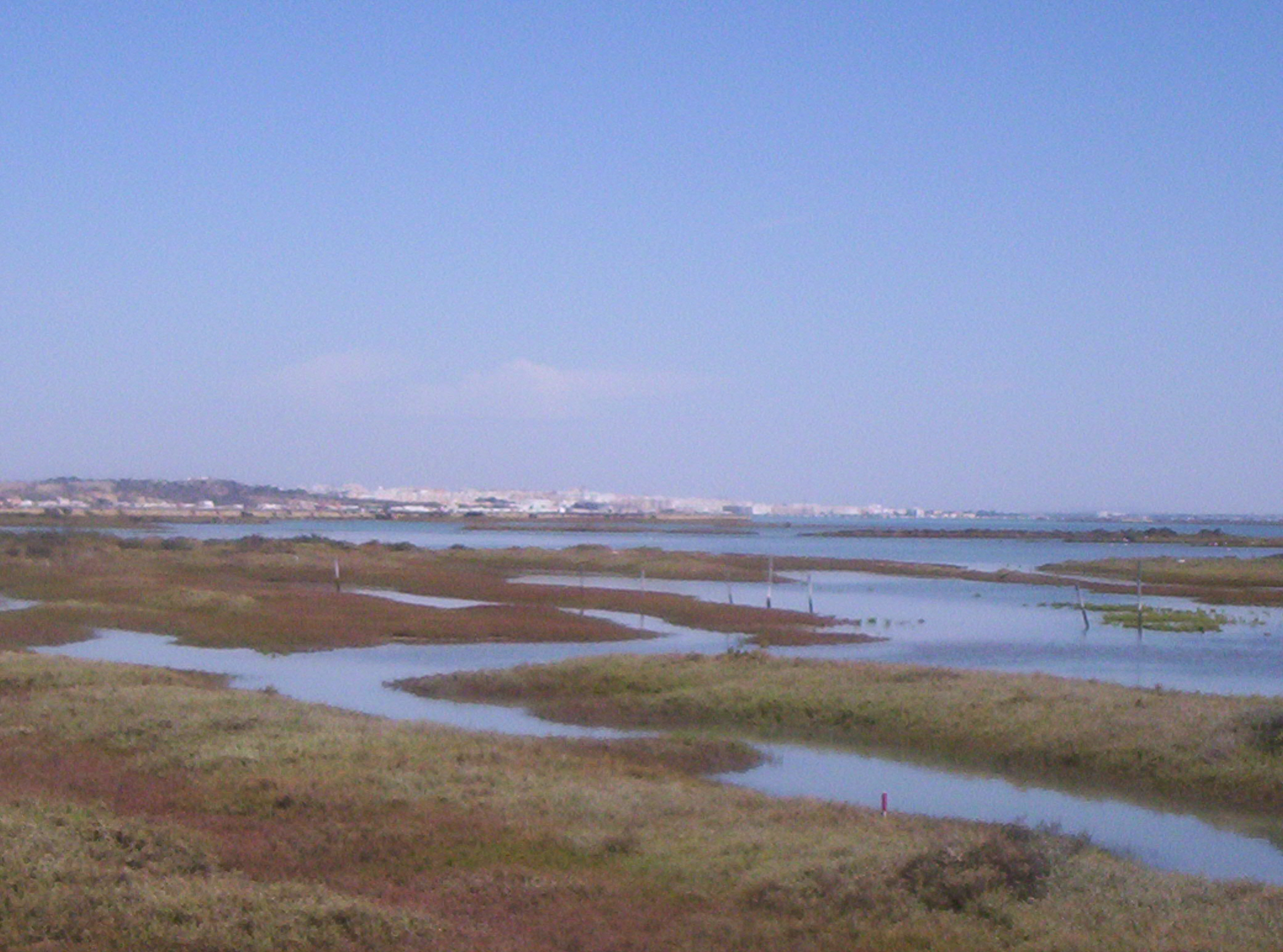
Caño de Sancti Petri desde Chiclana con San Fernando al fondo

La ciudad de San Fernando se encuentra en el extremo meridional del continente europeo, al sur de la península ibérica, en la costa atlántica andaluza (llamada como Costa de la Luz). Se encuentra a 14 kilómetros del centro de Cádiz. El municipio se encuentra enclavado al fondo del saco interno de la bahía de Cádiz, en la Isla de León, que forma, junto con Cádiz, un tómbolo arenoso separado del continente por el Caño de Sancti Petri. Además de la Isla de León pertenecen a San Fernando el islote fangoso sobre el cual se asienta el Arsenal de la Carraca, situado al norte del municipio, y el Islote de Sancti Petri, al sur.
San Fernando es eminentemente llano, con zonas situadas incluso por debajo del nivel del mar, y muy fangoso, siendo surcado por numerosos caños mareales, como el Caño de Sancti Petri y el Río Arillo. Es muy poco frecuente encontrarse algún terreno elevado, destacando el cerro de los Mártires, donde se levanta la ermita del Cerro de los Mártires), que alcanza los 35 m de altitud; y el cerro de Torre Alta (donde se encuentra el Real Observatorio de Marina), que es una de las mayores alturas de todo el municipio, con 40 m de altitud. El centro urbano se encuentra a 25 m sobre el nivel del mar.
El término municipal de San Fernando está rodeado de agua por todos sus lados: por el Caño de Sancti Petri, por el caño de Río Arillo, por el océano Atlántico y por la Bahía de Cádiz. Está limitado al Norte y al Noreste por el Caño de Sancti Petri, que lo separa de Puerto Real; al Noroeste por la Bahía de Cádiz; al Oeste por el Río Arillo, que lo separa de Cádiz (excepto en una pequeña franja del istmo gaditano en el que el caño ha sido cegado por fango y arena); al Este y al Sureste también por el Caño de Sancti Petri, que lo separa de Chiclana de la Frontera; y al Sur y al Suroeste por el océano Atlántico.
| Noroeste: Bahía de Cádiz      | Norte: Bahía de Cádiz y Puerto Real | Noreste: Puerto Real                        |
| Oeste: Cádiz y Bahía de Cádiz |                                     | Este: Puerto Real y Chiclana de la Frontera |
| Suroeste Océano Atlántico     | Sur: Océano Atlántico               | Sureste: Chiclana de la Frontera            |

### Geología
La historia geológica de San Fernando se inicia en el cerro de los Mártires y sus alrededores, lugar donde se han encontrado los materiales más antiguos, tales como arcillas y yesos con cantos de areniscas y dolomías, así como pequeños bloques de rocas eruptivas. La situación de estos materiales en esta zona del sur isleño es el motivo de que en este lugar se hayan encontrado los restos de presencia humana primitiva más antiguos de toda la localidad. A partir de la Era Terciaria aparecen otros materiales, también en la zona de Camposoto y del cerro de los Mártires. Del Mioceno datan las margas blancas de la ladera norte del cerro, conocidas como albarizas o moronitas. Del Plioceno son las arenas amarillas de la cara sur del cerro y de las zonas próximas a la playa de Camposoto. Al Pleistoceno Superior pertenece la piedra ostionera, conglomerado cementado formado por restos de conchas marinas y piedras erosionadas sobre la que se asientan las ciudades de Cádiz, El Puerto de Santa María, Puerto Real, Chiclana de la Frontera y San Fernando. Esta piedra ostionera es el material más utilizado en las principales construcciones de la bahía de Cádiz. El actual término municipal de San Fernando, es decir, la Isla de León, es el resultado de la combinación de factores climáticos y tectónicos acaecidos durante el período Pleistoceno. Posteriormente el mar se encargaría de terminar de moldear el paisaje gaditano. El depósito de sedimentos del río Guadalete formaría las islas sobre las que los fenicios levantaron la ciudad de Gadir: el archipiélago de las Gadeiras. Estas tres islas (Erytheia y Kotinoussa, que se encontrarían repartidas entre la actual Cádiz y el Islote de Sancti Petri; y el islote sobre el que se asentaría San Fernando, del que no hay acuerdo para nombrar (Antípolis o Cimbis) evolucionarían hasta convertirse en la actual isla gaditano-isleña.

### Orografía
La formación geológica de San Fernando ha sido debida principalmente, como en el resto de la bahía gaditana, a la sedimentación de materiales arrastrados por el río Guadalete. Este hecho ha provocado que la altitud media del municipio sea de ocho metros, aunque en las afueras de la ciudad, es decir, en las marismas y salinas, se alcancen niveles inferiores al nivel del mar.
Aunque casi todo el municipio está formado por sedimentación de materiales, existen zonas que presentan materiales anteriores a estos depósitos, datados del Mioceno y del Plioceno. El cerro de los Mártires es la parte más antigua de la ciudad, aunque su altitud es de aproximadamente veinte metros, lo que quiere decir que hay edificios en la urbe más altos que este cerro. A pesar de ser la formación de relieve más antigua de San Fernando no por ello es la de mayor altitud. La mayor altitud de la localidad es el cerro de Torre Alta, situado en el centro-oeste del centro urbano y de unos treinta metros de altitud. Sobre este cerro se construyó el Observatorio Astronómico de Marina y la Torre Alta, así como en el cerro de los Mártires se edificó una pequeña ermita en honor a los copatronos de la ciudad, San Servando y San Germán.

### Costas
El municipio de San Fernando, como ciudad costera de la Bahía de Cádiz, se encuentra en la Costa de la Luz. El litoral de San Fernando se puede dividir en tres partes: la zona de la bahía, que comprende desde el Arsenal de la Carraca hasta el caño de Río Arillo; la costa oceánica, que comprende toda la playa de Camposoto desde Torregorda hasta la Punta del Boquerón (además del Islote de Sancti Petri); y el litoral del Caño de Sancti Petri, desde La Carraca hasta la punta del Boquerón.
La franja de costa de la bahía, es decir, en la parte noroccidental del municipio, se caracteriza por la presencia de fango en la orilla. Destacan la Punta Cantera, promontorio rocoso de superficie triangular que se adentra en el saco interno de la bahía y que cuenta con un conjunto de polvorines militares y con una muralla; la playa de la Casería y Caño Herrera, pequeñas playas con poca arena pues la cimentación del puente Carranza construido en 1969 impide su regeneración natural por la corriente de las mareas con las corrientes de las mareas. Por tanto necesitan que Medio Ambiente las regenere[cita requerida]. En la que destaca la presencia de las tres torres más altas de la ciudad; y dos pequeñas ensenadas, la Ensenada de Santibáñez, entre punta Cantera y río Arillo, donde se encuentra el Centro Comercial Bahía Sur; y la Ensenada de Ossio, entre la punta y la playa. En el extremo norte de San Fernando y bañado por aguas de la bahía se encuentra el Arsenal de la Carraca, armería y astillero militar; y en el sur el Río Arillo, brazo de mar que separa Cádiz de San Fernando.
En la porción de costa atlántica, en la parte suroccidental del municipio, se encuentra la playa de Camposoto. Esta playa virgen se extiende desde el límite con Cádiz hasta la Punta del Boquerón, que es el límite sur de la localidad isleña. Esta playa, también conocida como playa del Castillo, se encuentra a unos cuatro kilómetros del núcleo urbano y tiene una longitud de seis km, de los que solo dos son utilizables por la población civil, ya que el resto es propiedad del Ministerio de Defensa. Esta playa se caracteriza por presencia de una serie de dunas y por la existencia de dos búnkeres de la Guerra Civil (el Búnker 1 y el Búnker 2). En la Punta del Boquerón también existen fortificaciones, aunque más antiguas (la Batería de Aspiroz, la de Urrutia y la de San Genís). Frente a la playa se encuentra el Islote de Sancti Petri, pequeña ínsula sobre la que se levanta el castillo del mismo nombre y en la que la leyenda sitúa el antiguo Templo de Hércules Gaditano. bordea el margen oriental de la ciudad, desde el Arsenal de la Carraca hasta la Punta del Boquerón. Este brazo de mar separa a la isla de Cádiz y San Fernando del resto de la península. De él parten otros caños menores: el Caño del Zaporito (junto al molino de mareas homónimo), el Caño Zurraque (junto al Puente Zuazo) y los caños de las Astilas o caño 16, la Machina, Epantatajero y la Culebra (en los alrededores de La Carraca), además de ser la desembocadura del chiclanero Río Iro.

### Clima
San Fernando tiene un clima subtropical, con influencias del clima Mediterráneo, y con importantes influencias del océano Atlántico, que suaviza y modera las temperaturas durante todo el año. La temperatura media ronda los 18,6 °C. La ciudad disfruta de aproximadamente 3000 horas de sol al año. Las precipitaciones medias rondan los 476 mm, siendo diciembre el mes más lluvioso y los meses de verano los más secos.
| Parámetros climáticos promedio de San Fernando (1991-2020)                 | Parámetros climáticos promedio de San Fernando (1991-2020) | Parámetros climáticos promedio de San Fernando (1991-2020) | Parámetros climáticos promedio de San Fernando (1991-2020) | Parámetros climáticos promedio de San Fernando (1991-2020) | Parámetros climáticos promedio de San Fernando (1991-2020) | Parámetros climáticos promedio de San Fernando (1991-2020) | Parámetros climáticos promedio de San Fernando (1991-2020) | Parámetros climáticos promedio de San Fernando (1991-2020) | Parámetros climáticos promedio de San Fernando (1991-2020) | Parámetros climáticos promedio de San Fernando (1991-2020) | Parámetros climáticos promedio de San Fernando (1991-2020) | Parámetros climáticos promedio de San Fernando (1991-2020) | Parámetros climáticos promedio de San Fernando (1991-2020) |
| Mes                                                                        | Ene.                                                       | Feb.                                                       | Mar.                                                       | Abr.                                                       | May.                                                       | Jun.                                                       | Jul.                                                       | Ago.                                                       | Sep.                                                       | Oct.                                                       | Nov.                                                       | Dic.                                                       | Anual                                                      |
| -------------------------------------------------------------------------- | ---------------------------------------------------------- | ---------------------------------------------------------- | ---------------------------------------------------------- | ---------------------------------------------------------- | ---------------------------------------------------------- | ---------------------------------------------------------- | ---------------------------------------------------------- | ---------------------------------------------------------- | ---------------------------------------------------------- | ---------------------------------------------------------- | ---------------------------------------------------------- | ---------------------------------------------------------- | ---------------------------------------------------------- |
| Temp. máx. media (°C)                                                      | 15.7                                                       | 16.4                                                       | 18.5                                                       | 20.2                                                       | 23.4                                                       | 26.4                                                       | 28.1                                                       | 28.9                                                       | 27.0                                                       | 23.9                                                       | 19.0                                                       | 16.6                                                       | 22.0                                                       |
| Temp. mín. media (°C)                                                      | 9.0                                                        | 9.7                                                        | 11.6                                                       | 13.3                                                       | 16.0                                                       | 19.1                                                       | 20.8                                                       | 21.5                                                       | 19.9                                                       | 17.0                                                       | 12.6                                                       | 10.2                                                       | 15.1                                                       |
| Precipitación total (mm)                                                   | 55.6                                                       | 49.2                                                       | 59.8                                                       | 41.5                                                       | 23.9                                                       | 3.3                                                        | 0.4                                                        | 5.8                                                        | 28                                                         | 58.5                                                       | 81.2                                                       | 69.2                                                       | 476.4                                                      |
| Fuente: Agencia Estatal de Meteorología (medias y precipitación 1991-2020) |                                                            |                                                            |                                                            |                                                            |                                                            |                                                            |                                                            |                                                            |                                                            |                                                            |                                                            |                                                            |                                                            |

### Entorno natural

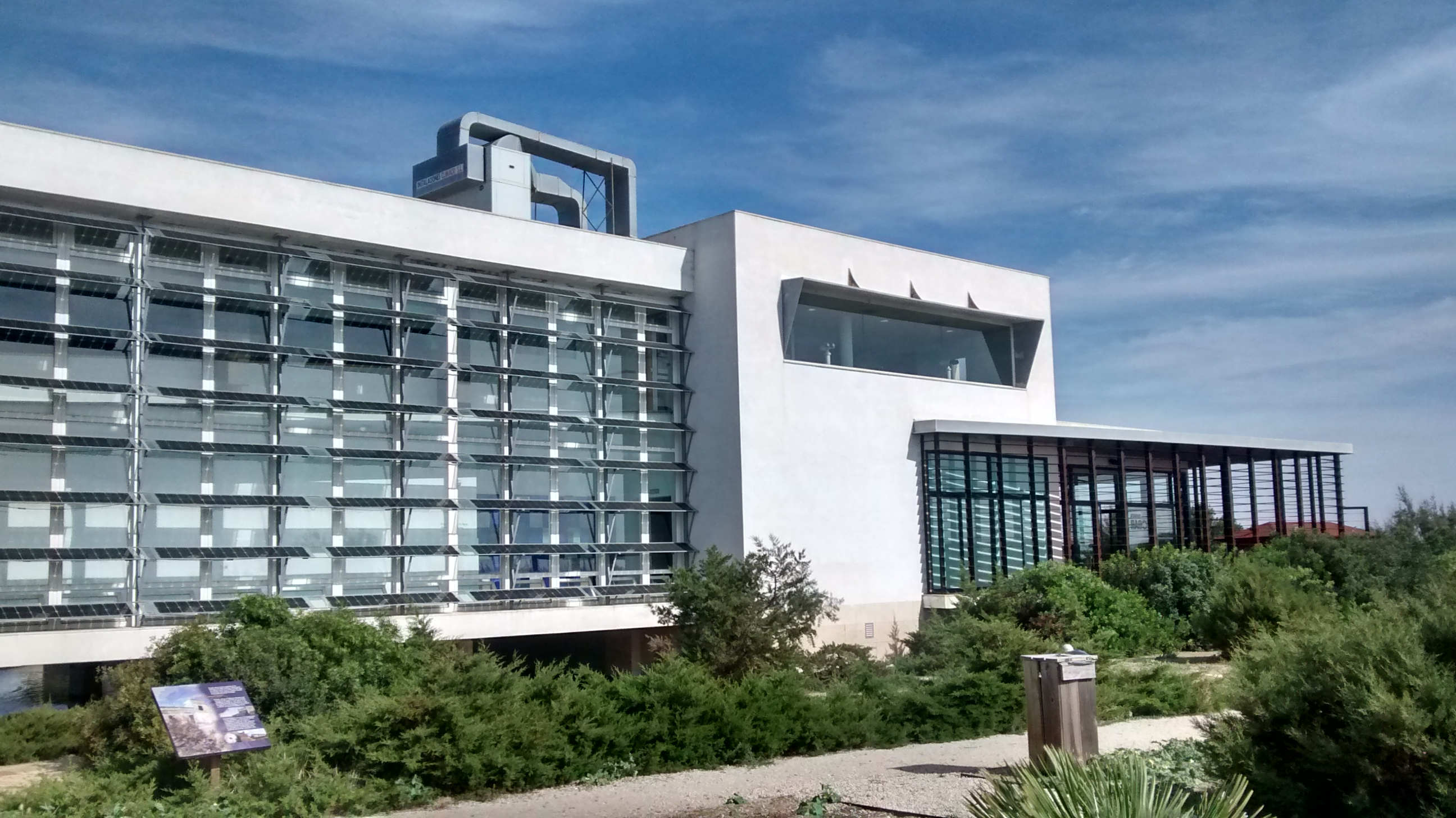
Centro de visitantes del parque natural Bahía de Cádiz en San Fernando

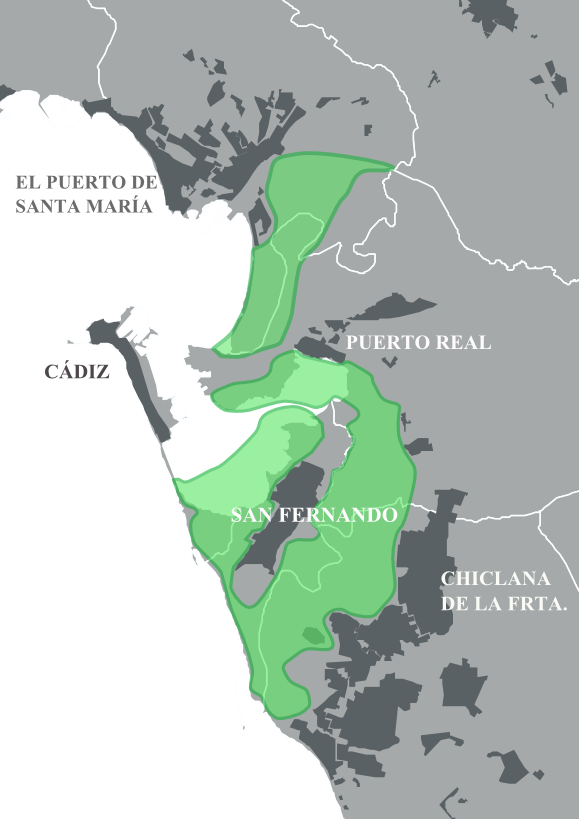
Mapa del parque natural de la Bahía de Cádiz, situado en los municipios de Cádiz, San Fernando, Puerto Real, Chiclana de la Frontera y El Puerto de Santa María

Casi tres cuartas partes del término municipal de San Fernando se encuentra dentro del parque natural de la Bahía de Cádiz. Esta parte está formada por marismas, caños y antiguas salinas; gran parte de ella está inundada permanentemente y otra parte durante la pleamar. Dentro del municipio hay varias zonas de interés ecológico: el Paraje Natural de la Isla de Sancti Petri, el Charco de Camposoto (laguna dulcícola) y la Punta del Boquerón. La influencia del mar y el clima mediterráneo son las claves que determinan las especiales características ecológicas de este humedal.
En las zonas litorales fangosas son abundantes las cañaíllas, verdigones, almejas, camarones y cangrejos, también presentes en las salinas donde además se capturan los llamados pescados de estero: lenguados, lubinas, doradas y lisas. la extracción de sal ha sido una de las actividades fundamentales en el desarrollo económico de la ciudad, aunque actualmente apenas existen salinas en funcionamiento, ya que han sido sustituidas por piscifactorías. La crisis de este sector ha tenido efectos muy negativos para el medioambiente isleño, ya que ha supuesto el relleno y desecación de miles de hectáreas de marisma para uso urbano.
Aves como los alcatraces, somormujos, cormoranes, gaviotas y varias especies limícolas (denominadas así porque están adaptadas para alimentarse en el fango o limo) son frecuentes en las playas. En las zonas de esteros y salinas anidan cigüeñuelas, garzas y avocetas. Tras su transformación para cultivos acuáticos también acuden especies como el flamenco o el águila pescadora.

#### Playas

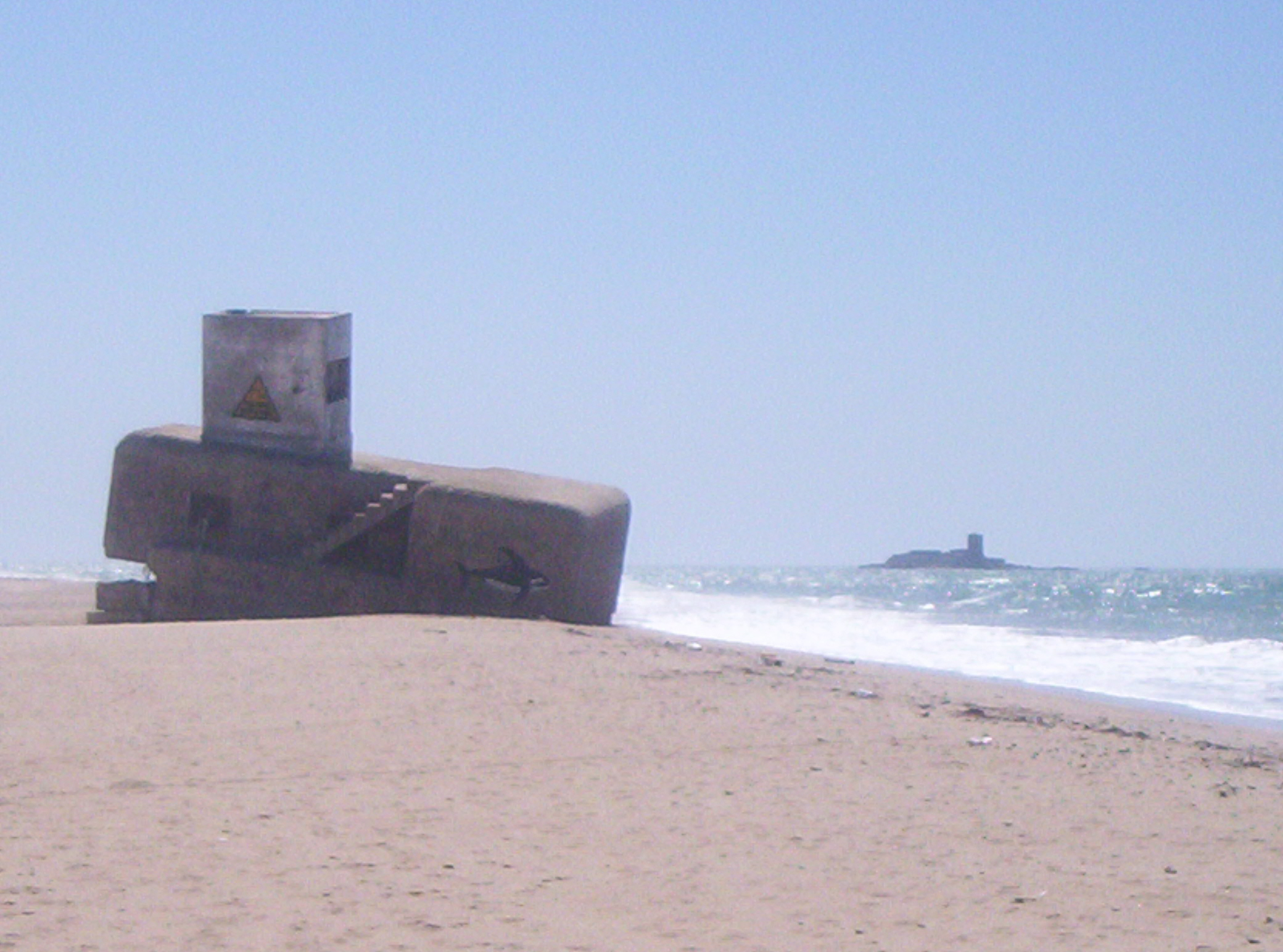
Playa de Camposoto con castillo de Sancti Petri al fondo

- Playa de Camposoto: es una de las mejores playas del litoral gaditano y, por extensión, de España, con 9 km de costa. Se encuentra situada en el parque natural de la Bahía de Cádiz. Está considerada una de las playas más limpias y vírgenes del litoral por la calidad de sus aguas, no estando autorizado en ella ningún tipo de construcción fija ni permanente. Magnífico sistema dunar, se extiende desde el castillo de Sancti Petri, (lugar denominado Punta del Boquerón hasta el río Arillo (final del término municipal). Asimismo cuenta con todos los servicios propios para la comodidad y seguridad propios del turismo además de ser portadora de bandera azul.[49][50] Sin embargo, esta playa se caracteriza por el estado natural en el que se encuentra, y no por su turismo.[51]
- Playa de la Casería: con vistas a la bahía de Cádiz, alberga uno de los tres clubes de pesca existentes en la ciudad. Junto a la playa se levantan las tres torres de la Casería de Ossio, los edificios más altos de la ciudad. Es tradicional de esta playa la celebración la Noche de San Juan con la quema de los Juanillos.

#### Senderismo
Existen cuatro senderos en las afueras del núcleo urbano:
- Sendero La Leocadia-Tres Amigos-Río Arillo[53]
- Sendero Salina Dolores
- Sendero Punta del Boquerón
- Sendero del Caño Carrascón

### Urbanismo

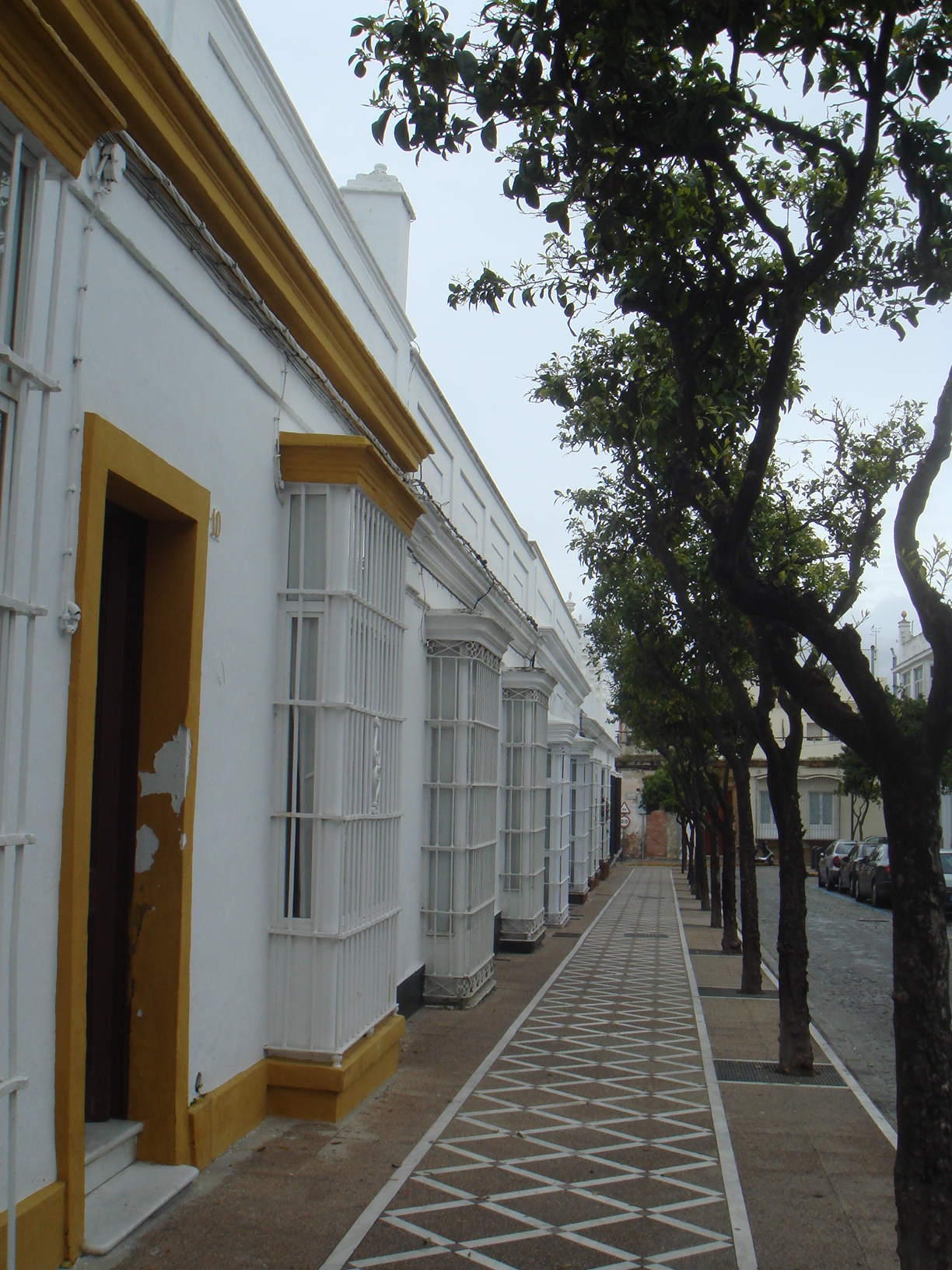
La céntrica calle Maestro Portela, llamada popularmente calle Ancha

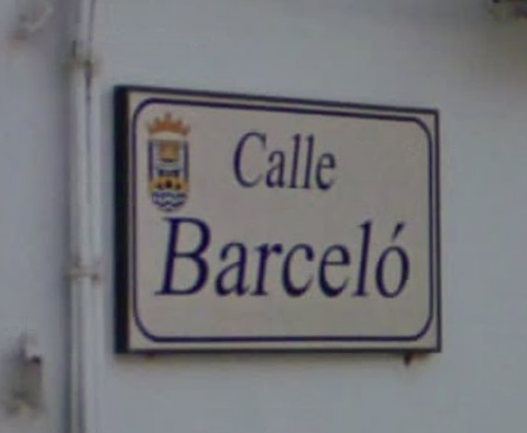
Placa que señala el nombre de una calle de la ciudad (en este caso la calle Barceló) con el escudo municipal

La moderna ciudad de San Fernando surgió en la Edad Media, cuando el rey castellano Alfonso X el Sabio, tras la reconquista de la región en el año 1264, comenzó a repoblar estas tierras con gentes procedentes de Cantabria (procedentes de Santander, Laredo y Castro Urdiales). A partir del siglo XVI la ciudad comenzó a aumentar su población, y continuó creciendo el los siglos XVII, XVIII y XIX. El siglo XX ha sido el de mayor crecimiento, ya que la ciudad ha crecido de tal manera que apenas quedan terrenos en los que seguir construyendo.
Anteriormente, habían existido pequeños núcleos de población, poblados que no podían compararse con la vecina y próspera Cádiz pero que contaban con abundantes industrias alfareras, de extracción de púrpura y de salazón de pescado, además de almadrabas, salinas y zonas de cultivo, cuyos productos eran transportados a la capital gaditana. En época romana existían dos pequeños poblamientos, el Ad Pontem (en torno al viejo acueducto sobre el que se asienta el Puente Zuazo) y el Ad Herculem (cerca del antiguo Templo de Hércules Gaditano, en el actual Islote de Sancti Petri). En época republicana los notables gaditanos construyeron en la isla viviendas residenciales (como sucedería en la Edad Moderna), por lo que se convirtió en el segundo núcleo de población más grande de la Bahía de Cádiz, por supuesto, tras Cádiz.
Los repobladores cántabros construyeron pequeños núcleos urbanos en torno al castillo de San Romualdo, conocido como Logar de la Puente y alrededor del Real Carenero. La adquisición de la Isla de León por parte de la familia Zuazo fue un hecho a tener en cuenta en el desarrollo de la localidad, ya que esta familia, y especialmente Pedro de Zuazo, promovieron el desarrollo de actividades agrícolas y salineras en la localidad, además de reconstruir el viejo puente (por esto se llama Puente Zuazo).
El descubrimiento de América y el posterior intercambio comercial fueron claves en el crecimiento urbano de la localidad. En el siglo XVI surgieron viviendas en torno al camino Real (que transcurriría en la actualidad por la calle Real) que comunicaba Cádiz con el resto de la península ibérica. Alrededor de este camino Real fueron construyéndose más viviendas e incluso la primera iglesia de la localidad, un pequeño convento de las Carmelitas. A partir del siglo XVII los señores de Cádiz establecen en la isla sus cotos de caza y, como en época romana, construyen viviendas para uso recreativo.
El siglo XVIII es fundamental en el desarrollo urbano de la ciudad, ya que en esta centuria se levantaron los principales monumentos de la localidad: el Observatorio, castillo de Sancti Petri, la iglesia mayor, la del Carmen y la de San Francisco, la de la Divina Pastora y la del Cristo de la Vera Cruz, además de comenzarse las obras del Arsenal de la Carraca (que sustituyó al decadente Real Carenero), del Ayuntamiento y del Panteón de Marinos Ilustres. Se comenzó a construir la Población Militar de San Carlos y se delimitó completamente la calle Real. Estos dos últimos hechos son de importancia mayúscula para el crecimiento urbano de San Fernando. La población militar de San Carlos, núcleo de población situado al norte del municipio, cerca de La Carraca, surge por la necesidad de albergar a los militares que trabajaban en el Arsenal y en otras dependencias de la Armada. La delimitación de la calle Real fue muy importante para el crecimiento de la ciudad, ya que a partir de ella se construyeron las distintas calles del Casco Antiguo de la localidad.
El planteamiento de la casa típica isleña es muy semejante al de la casa romana, que constaba de una dependencia de entrada que daba acceso a un amplio patio descubierto rodeado en su totalidad por las distintas piezas de la casa. Este patio dispone a veces de un pozo en su centro, de zócalos de cerámica, policromas baldosas y hermosos medios puntos acristalados. Uno de los ejemplos más conocidos es el Patio del Cambiazo, caserío del siglo XVIII.
En el siglo XIX la ciudad comienza tímidamente a expandirse hacia la periferia. En este siglo se construye el Real Teatro de las Cortes y la plaza de toros, inaugurada el 16 de julio de 1871; además de terminarse el Consistorio y, en parte, el Panteón.
Pero es sin duda en el siglo XX cuando la ciudad crece de manera espectacular, sobre todo en el último cuarto y en el siglo XXI. El crecimiento de la población motivó la construcción de viviendas para albergar a los nuevos pobladores. En 1932, durante la Segunda República, se construyen las llamadas casas baratas, viviendas de precios muy asequibles para los ciudadanos humildes. A mediados de siglo comenzaron a surgir barriadas periféricas, como la Bazán, San Ignacio o Carlos III. En los años noventa se construyó, el Centro Comercial Bahía Sur, uno de los mayores complejos de ocio de Andalucía. A principios del presente siglo se construyeron nuevas urbanizaciones periféricas, como Camposoto.

## Historia

Mapa del Archipiélago de las Gadeiras en época fenicio-romana

La historia de la ciudad de San Fernando está marcada por su situación geográfica, cercana al estrecho de Gibraltar (es decir, a estar situada muy próxima al límite entre el océano Atlántico y el mar Mediterráneo); y por estar situada junto a la trimilenaria ciudad de Cádiz, a la que estuvo unida hasta su emancipación, en el siglo XVIII. La proximidad al mar y el paisaje ha influido muy notablemente en el desarrollo de la localidad. Actividades como la pesca, la extracción de sal en las salinas o la salazón del pescado, además de la industria naval, han sido los oficios a los que se han dedicado, desde hace tres mil años, los habitantes de la Isla de León.

### Prehistoria
Los principales restos arqueológicos anteriores al Ser Humano hallados en el término municipal de San Fernando se han localizado en el sur de la ciudad: cerro de los Mártires, Camposoto y Gallineras. Se tratan principalmente de restos de trilobites (artrópodos extintos), de primitivos cetáceos y de prehistóricas ostras, datados en su mayor parte del Plioceno.
Las primeras constancias de asentamiento humano en San Fernando datan del Paleolítico Inferior y se han encontrado principalmente en la zona del cerro de los Mártires y de Camposoto. Sin embargo, existen mayores referencias de poblamiento humano datados del Paleolítico Superior y, sobre todo del Epipaleolítico. Del periodo neolítico se han encontrado numerosos restos arqueológicos, sobre todo en la Barriada de Camposoto, de los que destaca el Poblado Neolítico de Camposoto y también en el Campo de hockey. En este poblado se ha encontrado, además de restos de alfares y de industrias metalúrgicas, una serie de enterramientos en los que se han hallado restos humanos de hasta seis mil años de antigüedad. Los alfares de Camposoto fueron abandonados alrededor del siglo IV a. C., trasladándose al cerro de Torre Alta.

### Edad Antigua

#### Presencia fenicia y cartaginesa
Los fenicios fueron el primer pueblo en asentarse en el archipiélago de las Gadeiras. Este pueblo de comerciantes llegó a las tierras gaditanas a finales de II milenio a. C., fundando la ciudad de Cádiz en el año 1104 a. C.. En aquella época, la actual ciudad de San Fernando se situaba en su mayor parte en la Isla de Antípolis (sin contar las actuales zonas de marismas, que estaban sumergidas), excepto el actual Islote de Sancti Petri, que se situaba en la Isla de Kotinoussa. Los fenicios no llegaron a construir una ciudad en la isla de Antípolis, aunque a partir del siglo VIII a. C. establecieron en esta numerosas industrias alfareras. Algunos de estos alfares, conocidos como Hornos Púnicos y Fenicios, se conservan actualmente en una céntrica plaza de la ciudad. Aparte de estos hornos, existen otros que se encuentran en el Museo Histórico Municipal. Además de industrias alfareras, los fenicios establecieron otras industrias en San Fernando, algunas de las cuales fueron de gran importancia para la economía isleña hasta bien entrado el siglo XX. El aprovechamiento de las marismas para la extracción (salinas) y la salazón del pescado, además de la extracción de púrpura del molusco Murex brandaris (conocido popularmente como cañaílla), son actividades introducidas por los fenicios. Los fenicios mantuvieron importantes relaciones comerciales con el pueblo tartésico, cultura megalítica que se desarrolló en el valle del Guadalquivir, sobre todo por la importancia de las minas de cobre y estaño tartésicas.
Pero el hecho más importante que sucedió en la antigua San Fernando durante la colonización fenicia fue la construcción del Templo de Hércules Gaditano, que se situaría en el actual Islote de Sancti Petri. Según algunos autores clásicos, en este santuario se encontraban los restos del héroe mitológico Hércules, y otras reliquias como el cinturón de Teucro y el Árbol de Pigmalión. También se dice que, en este templo, Julio César tuvo un sueño que le predecía el dominio del mundo después de haber llorado ante el busto de un Alejandro Magno, por haber cumplido su edad sin haber alcanzado un éxito importante.

Los sacerdotes, que son los únicos que tienen el honor de penetrar en el santuario, han cerrado su entrada a las mujeres y cuidan de alejar de él a los puercos. Llevan ante el altar vestidos de un solo color; el lino cubre sus miembros; una cinta pelusíaca brilla en sus temporales. Por lo general, cuando ofrecen incienso cúbrense con un vestido talar, y cuando inmolan víctimas dicha vestimente va bordada de púrpura, según vieja costumbre; llevan los pies descalzos y la cabeza pelada, y guardan celibato. En los altares arde un fuego que no ha de apagarse nunca. Imagen alguna ni estatua de los dioses llenan con sus majestades divinas el santo lugar, ni les infunden sacro respeto.
Silius Italicus, político y poeta romano

Tras la Batalla Naval de Alalia (535 a. C.), los cartagineses o púnicos, provenientes de la antigua colonia fenicia de Cartago, al Norte de África, se convirtieron en el pueblo dominante en el Mediterráneo. Los cartagineses se adueñaron de las colonias fenicias en Iberia, en ellas Cádiz. En San Fernando, los púnicos, al igual que los fenicios, no construyeron una ciudad, aunque mantuvieron las industrias fenicias, de las que destacan los alfares, algunos de los cuales se conservan, junto a otros anteriores, en el recinto de Hornos Púnicos y Fenicios. Además, los púnicos conservaron los rituales en el Templo de Hércules-Melkart, en el que Aníbal ofreció al dios Melkart sus votos antes de emprender la conquista de Italia. Los cartagineses permanecieron en la zona hasta el año 206 a. C., cuando fueron derrotados por las tropas romanas de Escipión el Africano.

#### Dominación romana

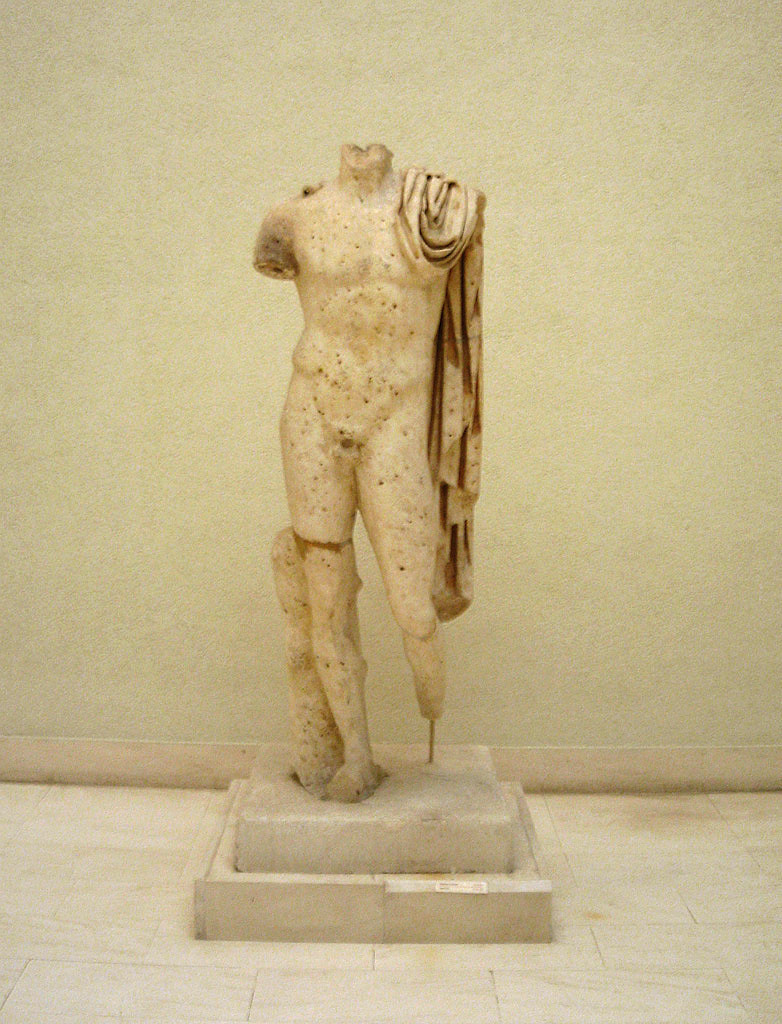
Estatua de un emperador romano encontrada en la zona del Templo de Hércules

Tras la entrada en Cádiz, en el año 206 a. C., del general romano Publio Cornelio Escipión (Escipión El Africano), victorioso tras su lucha con los cartagineses, se inicia el periodo de colonización romana en San Fernando. En época romana, Antípolis y el Templo de Hércules formaron parte del Conventus Gaditanus. Durante esta época, existió una pequeña población en el Islote de Antípolis. Esta se denominaba Ad Pontem y se situaría cerca del actual Puente Zuazo, al este de la isla. A los romanos se debe, en parte, la existencia de este puente, ya que en esta época existía un acueducto sobre el actual Caño de Sancti Petri, que transportaba agua desde El Tempul (Jerez) hasta Cádiz. Los romanos mantuvieron las industrias alfareras y de salazón del pescado, y, además, dieron fama a la comarca, que era conocida en todo el Imperio gracias al Garum, salsa de pescado hecha de vísceras fermentadas de pescado de gran consideración para los romanos. Otras actividades introducidas por los romanos fueron la agricultura y la industria manufactureras.
Junto al Templo de Hércules, existió otro poblado, llamado Ad Herculem. El templo continuó siendo un lugar de culto, aunque a estas funciones se le unió la de centro administrativo. Ejerciendo el cargo de cuestor en Hispania con el pretor Cayo Antistio Veto, Julio César llegó a Gades en el año 68 a. C. Según cuenta la leyenda, este lloró amargamente ante una estatua de Alejandro Magno situada en el Templo de Hércules. Durante la guerra guerra civil entre César y Pompeyo, el templo fue saqueado por el general pompeyano Varrón, aunque tras la victoria de César los tesoros fueron devueltos al templo.

### Edad Media

#### Invasiones bárbaras y musulmana
La Edad Media comenzó con un periodo de crisis, que afectó a toda Europa, debido a la crisis y posterior caída del mundo romano. La comarca de Gades se fio especialmente afectada por estos sucesos, debido a la pérdida de importancia comercial y estratégica de Cádiz. Esta crisis en el comercio gaditano perjudicó gravemente a San Fernando, ya que en la Isla de Antípolis tenían los mercaderes gaditanos sus segundas residencias, además de numerosas industrias.
La crisis del Imperio Romano favoreció la entrada de los pueblos germánicos en Hispania. En el año 409, los vándalos, pueblo procedente de las costas del mar Báltico, llegaron a la región gaditana, en la que permanecieron hasta el año 429. Los visigodos, aliados de Roma, se establecieron en Hispania en el siglo V. A pesar de ello, el sur de la península ibérica no fue dominado por los godos hasta el siglo VII, debido a la presencia bizantina en la zona. Los bizantinos permanecieron en Gades hasta el año 620.
Los visigodos permanecieron en San Fernando hasta el año 711, año en el que los musulmanes invadieron Hispania. Estos, conocedores de la debilidad de los visigodos, organizaron una expedición al mando Tariq Ibn Ziyad, que derrotó a las tropas visigodas del rey Rodrigo en la Batalla de Guadalete. Tras este enfrentamiento, se inicia el periodo de dominación musulmana en San Fernando. Durante esta época, la localidad formó parte del iqlim de Qadis, en la Cora de Saduna, durante el Califato; y, posteriormente, de la Taifa de Arcos y de la Taifa de Sevilla. Durante la época almorávide se destruyó el Templo de Hércules, cuando el almirante almorávide Ben Maimun ordenó su derribo para apoderarse de los tesoros de este, que no llegó a encontrar. En esta época se construyó probablemente el castillo de San Romualdo, en torno al cual se formó un pequeño núcleo de población, y, quizás también, el actual Real Carenero, aunque las construcciones que hoy en día se conservan datan de después de la Reconquista.

#### Reconquista
Los musulmanes fueron expulsados a mediados del siglo XIII, cuando en el año 1264 el rey Alfonso X El Sabio conquistó la Bahía de Cádiz y la incorporó al Reino de Castilla. Posteriormente, vendrían repobladores del norte de España, principalmente cántabros (de Santander, Laredo y Castro Urdiales) aunque también vinieron castellanos y gallegos. Con la llegada de estos nuevos habitantes, comenzó a surgir un poblado el torno al castillo de San Romualdo, conocido en aquella época con el nombre de Lugar o Logar de la Puente. El castillo de la Puente y las tierras que rodeaban a este pasaron a ser propiedad de la familia Zuazo, tras cederle los terrenos el rey Juan II a Juan Sánchez de Zuazo. Durante el señorío de los Zuazo, especialmente con Pedro de Zuazo, se establecieron numerosos campos de cultivo y salinas. De esta familia se debe el nombre del Puente Zuazo, ya que de esta época son las primeras referencias que existen sobre este. A finales del siglo XV la isla fue comprada por los Ponce de León, de ahí el nombre tradicional de Isla de León.

### Edad Moderna

#### Ataque piratas

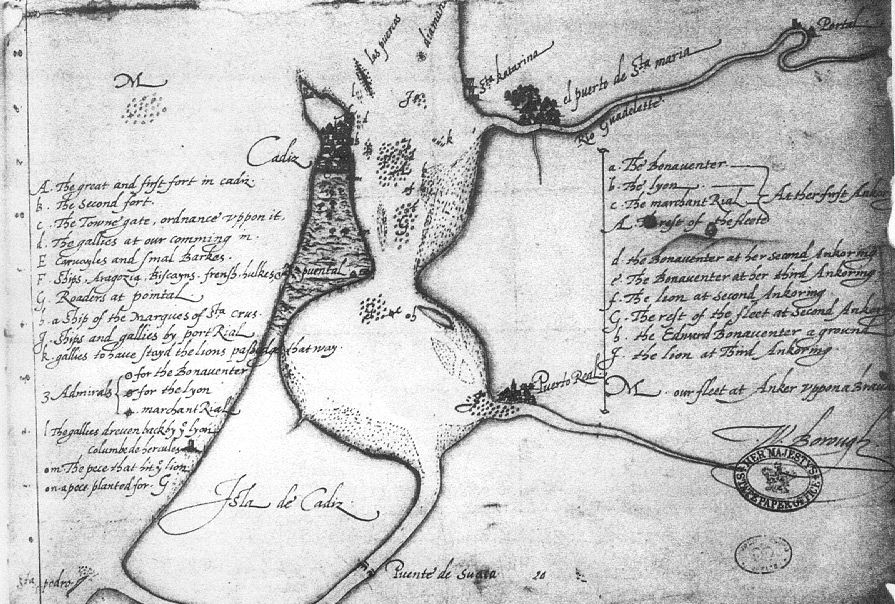
Mapa de Drake del ataque a Cádiz

A comienzos de la Edad Moderna fueron muy comunes en la Isla de León los pillajes y asaltos por parte de bandas piratas. Durante el siglo XVI y aún durante el XVII se sucedieron numerosos ataques piratas y corsarios que asolaron la comarca gaditana. En el año 1587 el corsario inglés Francis Drake atacó Cádiz, dentro de las operaciones de la Guerra anglo-española de 1585-1604. En 1596 los ingleses volvieron a atacar la bahía gaditana, consiguiendo saquear la ciudad. En San Fernando se produjeron combates entre asaltantes y defensores, sobre todo en el Puente Zuazo, en cuya defensa destacó la actuación del capitán español Martín de Echaide. Pese a todo, la población fue saqueada por los ingleses. En 1625, una escuadra anglo-holandesa intentó asaltar Cádiz, sin conseguirlo. En 1656 se volvió a producir otro incidente con Inglaterra, cuya flota derrotó a la española. Finalmente, en 1702, ingleses y holandeses atacaron sin éxito la bahía gaditana.
Para prevenir futuros ataques y defender la costa se realizaron una serie de mejoras en las fortificaciones de la villa. El Puente Zuazo fue fortificado y dotado de baluartes defensivos. Se construyeron torres vigías, como Torre Alta y Torre Chica y se fortificó la antigua Alcantarilla. En 1717 se construyó el castillo de Sancti Petri, que controlaba la entrada de buques en el caño del mismo nombre.

#### Crecimiento urbano y económico
La población continuó asentada en torno al castillo de San Romualdo y al Real Carenero, aunque a lo largo de los siglos XVII y XVIII se establecieron nuevas viviendas y construcciones a lo largo del Camino Real de Cádiz (actual calle Real), en especial comerciantes gaditanos que tenían en San Fernando sus segundas residencias (a pesar de ello la población no llegaba a los trescientos habitantes). La actividad económica se concentró en los astilleros Real Carenero y en la Almadraba de Hércules, aunque estos entraron en crisis a mediados del siglo XVII.
Fue con la llegada al poder de los Borbones, a principios del siglo XVIII, cuando la Isla de León su época de mayor desarrollo. Este hecho se debió al establecimiento de la Armada, que instaló en la villa el Arsenal de la Carraca y la Población Militar de San Carlos. Esta nueva actividad naval en la ciudad promovió el nombramiento de su primer Ayuntamiento como ciudad independiente por Real Decreto de Carlos III con el nombre de Villa de la Real Isla de León, en 1766; aunque ya antes, en 1729, en tiempos de Felipe V, la localidad dejó de pertenecer a la casa de Arcos para incorporarse a la Corona. Dentro del edificio del Ayuntamiento resalta la Biblioteca del Almirante Miguel Lobo, con más de seis mil obras donadas por tal benefactor. A finales de la centuria, también se construyó el Real Instituto y Observatorio de la Armada, el cual es el responsable de la hora oficial del país. Durante este siglo se construyeron la mayor parte de las iglesias isleñas, como la iglesia mayor, la de El Carmen, la de San Francisco, la de La Pastora y la del Cristo de la Vera Cruz. También se comenzaron las obras del Panteón de Marinos Ilustres y la calle Real quedó totalmente delimitada.

### Edad Contemporánea

#### Las Cortes Generales de 1810

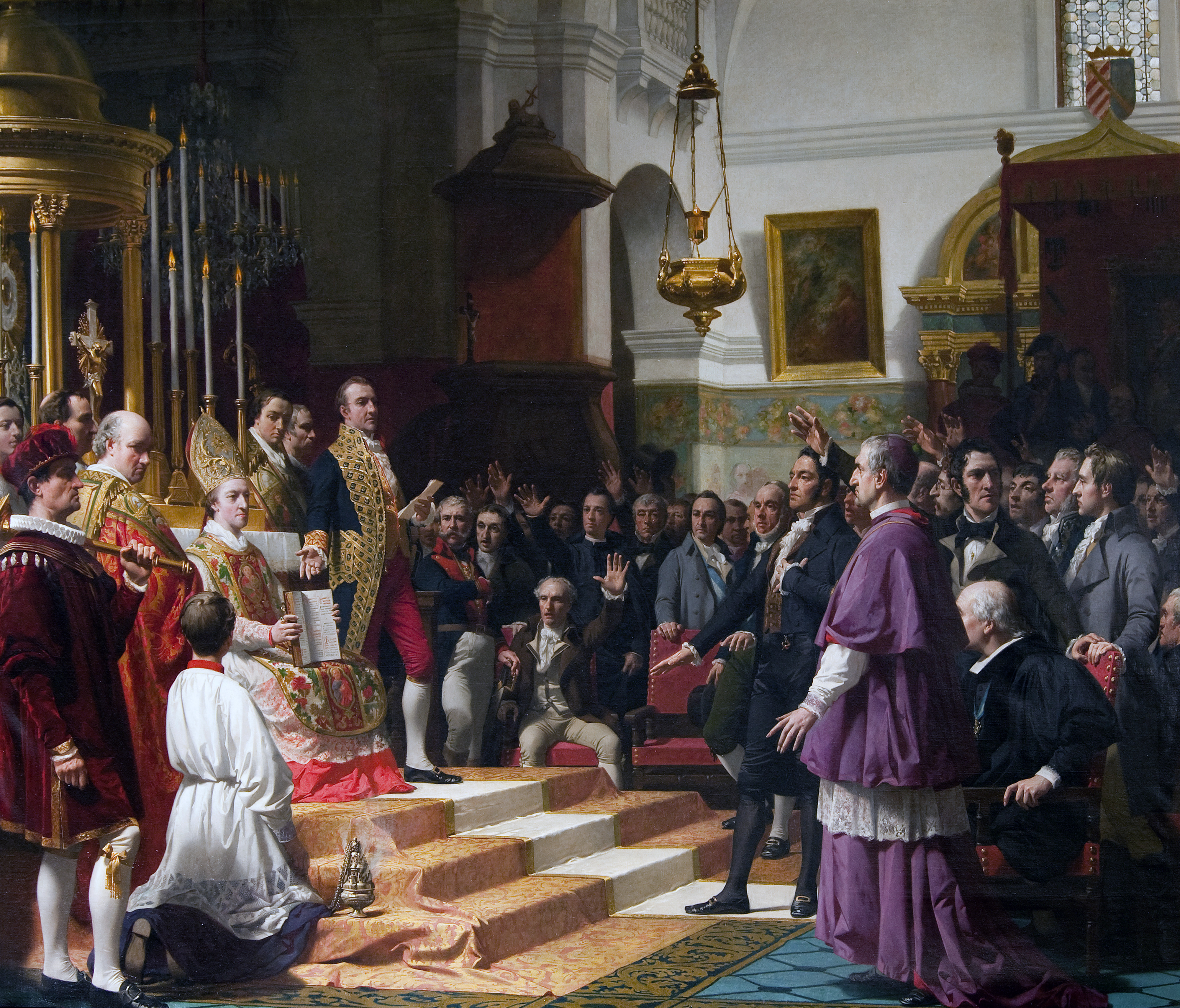
Juramento en la iglesia mayor parroquial de San Pedro y San Pablo de la ciudad. Expuesto como tal en el Congreso de los Diputados de Madrid

Durante la Guerra de la Independencia Española, la ciudad sería protagonista de la vida política española al ser, junto a Cádiz, el único territorio de la España peninsular no ocupado por los franceses. Debido a que la capital de la provincia se encontraba asediada por la fiebre amarilla, se reunieron por primera vez en el Ayuntamiento de la Real Villa de la Isla de León, en la mañana del 24 de septiembre de 1810, los diputados de las Cortes Generales y Extraordinarias.
Refieren las crónicas que de varios y apartados puntos de la península, habían acudido gentes a la Isla de León para presenciar el acontecimiento, nuevo para aquellas generaciones y grandioso y extraordinario por sí mismo, de la apertura de las Cortes. Desde muy temprano empezaron a dirigirse, desde diferentes puntos de la Isla, al designado para la ceremonia.
Siendo las nueve de la mañana, la Regencia reunió a los diputados en la sala capitular de este Ayuntamiento. Aquí fue celebrada la conferencia preparatoria en la que, según se refiere el Conde de Toreno, se dio a los diputados una minuta del juramento.
El Consejo de Regencia se instaló en el convento de la Compañía de María, trasladándose las religiosas al convento de la orden de las Capuchinas en Cádiz.
El día 24 de septiembre de 1810, a las nueve y media de la mañana, los diputados formados con el Consejo de Regencia se trasladaron a la iglesia mayor de San Pedro y San Pablo y celebraron la Santa Misa. Tras el Evangelio, Don Nicolás María de Sierra, Notario Mayor del Reino, pronunció por dos veces la fórmula del juramento:

¿Juráis la Santa Religión Católica, Apostólica, Romana, sin admitir otra en estos Reinos? ¿Juráis conservar en su integridad la nación española y no omitir medio para liberarla de sus injustos opresores? ¿Juráis conservar a nuestro muy amado Soberano Don Fernando VII todos sus dominios, y en su defecto a sus legítimos sucesores, y hacer cuantos esfuerzos sean posible para sacarlo del cautiverio y colocarlo en el trono? ¿Juráis desempeñar fiel y lealmente el encargo que la nación ha puesto a vuestro cuidado, guardando las leyes de España, sin perjuicio de alterar, moderar, y variar aquellas que exigiesen el bien de la nación?
Don Nicolás María de Sierra

Y habiendo respondido todos los señores diputados: «Sí, juramos», pasaron de dos en dos a tocar el Libro de los Santos Evangelios. En la iglesia mayor de San Fernando se dieron cita 296 de los 300 diputados de los cuales 220 correspondían a la península, Ceuta, Melilla y Canarias y 80 eran los que representaban a los españoles de América y Filipinas. La nómina de diputados incluía personas de todo tipo. Había 90 eclesiásticos, 56 abogados, 49 funcionarios, 39 militares y 15 catedráticos de universidades. Al respecto hay que subrayar que el clero no actuó como estamento sino que cada individuo adoptó las posiciones que creía oportunas.

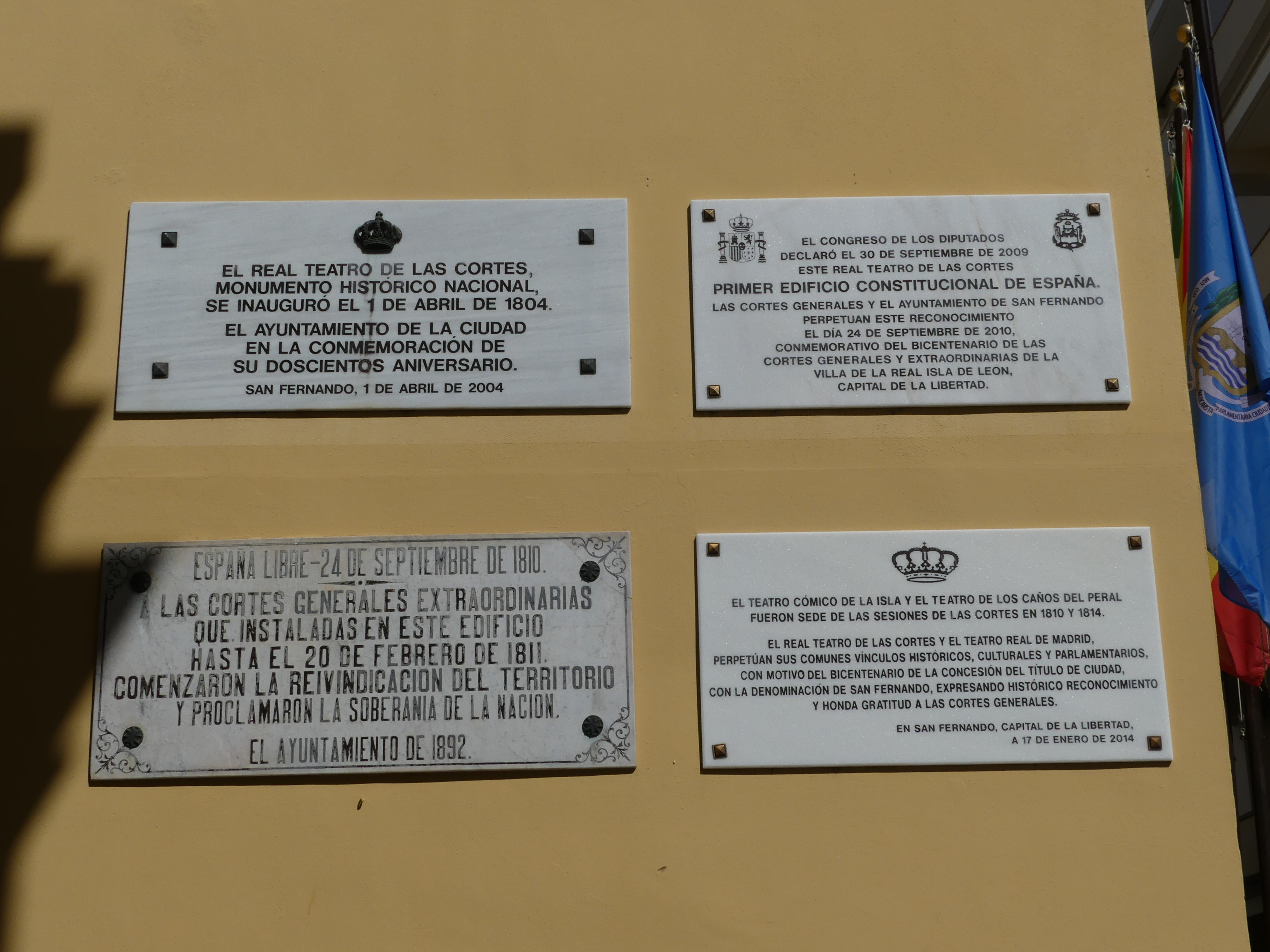
Placas conmemorativas en la fachada del Real Teatro de las Cortes

Las Cortes Generales permanecieron en el teatro cómico de la ciudad (más tarde conocido como Real Teatro de Las Cortes) hasta el 20 de febrero de 1811, trasladándose posteriormente a Cádiz, donde fue promulgada la Primera Constitución Democrática de la Historia de España (denominada popularmente La Pepa por ser publicada el 19 de marzo de 1812). Durante su estancia en San Fernando, se estableció un Gobierno Provisional en la hasta ese momento, Capitanía General, se estableció como capital del Reino a la Real Villa de la Isla de León, se introdujo el principio de la soberanía nacional, la separación de poderes y la inmunidad de los Diputados en el ejercicio de su labor y como representantes de la nación.
Debido a su valiente comportamiento ante los franceses, Fernando VII otorgó el título de ciudad a la Isla de León y cambió su nombre por actual el de San Fernando. El 17 de julio de 2001, S.M. Juan Carlos I otorgó el título de Real al teatro en atención a estos valores históricos y constitucionales.

#### Sucesos revolucionarios en elsigloXIX
En los años posteriores a la retirada del ejército invasor francés se produjeron otros acontecimientos que volvieron a poner a San Fernando en el centro de todas las miras. En 1823, tres años después del pronunciamiento del teniente coronel Rafael de Riego en el municipio sevillano de Las Cabezas de San Juan, que puso fin al gobierno absolutista y dio paso a un nuevo periodo constitucional, un ejército al mando del Duque de Angulema e integrado por soldados franceses y voluntario realistas, conocido como los Cien Mil Hijos de San Luis, volvió a asediar las plazas de san Fernando y Cádiz. Esta vez los franceses consiguieron entrar, permaneciendo hasta 1828.
En septiembre de 1868, el almirante Juan Bautista Topete inició en la bahía gaditana la Revolución Gloriosa, cuyas principales consecuencias fueron la salida de Isabel II, la institución del Gobierno Provisional del llamado Sexenio Revolucionario y la promulgación de la Constitución democrático-liberal de 1869. En San Fernando se constituyó Junta Revolucionaria Local.

Españoles: La ciudad de Cádiz puesta en armas con toda su provincia […] niega su obediencia al gobierno que reside en Madrid, segura de que es leal intérprete de los ciudadanos […] y resuelta a no deponer las armas hasta que la Nación recobre su soberanía, manifieste su voluntad y se cumpla. […] Hollada la ley fundamental […], corrompido el sufragio por la amenaza y el soborno, […] muerto el Municipio; pasto la Administración y la Hacienda de la inmoralidad; tiranizada la enseñanza; muda la prensa […]. Tal es la España de hoy. Españoles, ¿quién la aborrece tanto que no se atreva a exclamar: "¿Así ha de ser siempre?" […] Queremos que una legalidad común por todos creada tenga implícito y constante el respeto de todos. […] Queremos que un Gobierno provisional que represente todas las fuerzas vivas del país asegure el orden, en tanto que el sufragio universal echa los cimientos de nuestra regeneración social y política. Contamos para realizar nuestro inquebrantable propósito con el concurso de todos los liberales, unánimes y compactos ante el común peligro; con el apoyo de las clases acomodadas, que no querrán que el fruto de sus sudores siga enriqueciendo la interminable serie de agiotistas y favoritos; con los amantes del orden, si quieren ver lo establecido sobre las firmísimas bases de la moralidad y del derecho; con los ardientes partidarios de las libertades individuales, cuyas aspiraciones pondremos bajo el amparo de la ley; con el apoyo de los ministros del altar, interesados antes que nadie en cegar en su origen las fuentes del vicio y del ejemplo; con el pueblo todo y con la aprobación, en fin, de la Europa entera, pues no es posible que en el consejo de las naciones se haya decretado ni decrete que España ha de vivir envilecida. […] Españoles: acudid todos a las armas, único medio de economizar la efusión de sangre […], no con el impulso del encono, siempre funesto, no con la furia de la ira, sino con la solemne y poderosa serenidad con que la Justicia empuña su espada. ¡Viva España con honra!
Lo firman Juan Prim, Domingo Dulce, Francisco Serrano, Ramón Nouvillas,
Rafael Primo de Rivera, Antonio Caballero de Rodas y Juan Bautista Topete.

La salida del nuevo rey Amadeo I en 1873, supuso la proclamación de la Primera República. Mientras que Cádiz se constituye como Cantón Independiente, en San Fernando se produces enfrentamientos entre el capitán general del Departamento Marítimo y el Ayuntamiento, que organiza a los Voluntarios de la República. La milicia federalista se organiza creando el Comité de Salud Pública de La Isla, preparada para hacer frente al ataque de los militares. Desde Cádiz, el alcalde Fermín Salvochea telegrafía al Capitán General para que se una al movimiento cantonal, pero este se niega a unirse a la revolución, ya que la Armada dependía del Gobierno Central de la República. El 19 de julio se inician los combates entre Voluntarios e Infantes de Marina, enfrentamientos que se prolongaron hasta principios del mes de agosto, cuando lleguen las tropas del General Manuel Pavía. Pese a los combates, las únicas víctimas mortales fueron cuatro voluntarios, entre ellos el alcalde de San Fernando.

#### Crisis y crecimiento
A finales del siglo XIX, se botaron en el Arsenal de la Carraca dos importantes buques: el cañonero Alcedo (primer barco de hierro) y el submarino Isaac Peral (primer submarino). A pesar de ello, la pérdida de los últimos territorios de ultramar dejó importantes secuelas en la industria naval española, por lo que en La Carraca fueron despedidos numerosos trabajadores. En 1906 se inauguró el primer tranvía que unía Cádiz y San Fernando y en 1928, el mercado central. La construcción de la moderna sede de la Capitanía General en 1917 y el establecimiento en 1924 de la Fábrica Naval de San Carlos supusieron un nuevo impulso para la industria naval en San Fernando.
La Segunda República Española trajo, como en el resto de España, nuevas ilusiones para una parte de los habitantes de San Fernando, en especial para las clases populares. La construcción en 1932 de las llamadas Casas Baratas, las nuevas relaciones laborales, el intento de construir una sociedad y enseñanza laicas, etc., fueron un reflejo de la obra modernizadora republicana. Pero las esperanzas de los ciudadanos se vieron frustradas por el golpe de Estado de julio de 1936 y la guerra civil que provocó. Los militares del Departamento Naval (fundamentalmente marinos e infantes de marina) asentados en la ciudad, al mando del vicealmirante de la Armada, José M.ª Gámez Fossi y teniente coronel de IM Ricardo Ricardo Olivera Manzorro, se sumaron inmediatamente a la sublevación y el mismo 18 de julio de 1936, al atardecer, la legalidad republicana había sido abolida a punta de pistola y la ciudad estaba en poder de los militares rebeldes y falangistas. La represión que se inicia ese mismo día fue brutal. En la dura postguerra se crearon los astilleros de la Empresa Nacional Bazán (1942) y se construyó el Muelle de Gallineras.
A partir de los años cincuenta comenzó el crecimiento urbano de San Fernando, que provocó la necesidad de construir nuevas barriadas fuera del Casco Urbano, como La Ardila. En 1981 se derribó el antiguo hospital de Marina y se construye el actual Hospital Militar de San Carlos.
La ciudad de San Fernando se esfuerza por modernizarse y por restaurar sus principales monumentos (castillo de Sancti Petri, castillo de San Romualdo, casa consistorial, puente Zuazo). El año 2010 fue un año muy importante para la ciudad, ya que conmemoró el Bicentenario de las Cortes de Cádiz y se disputó el XIV Campeonato Iberoamericano de Atletismo de 2010, dentro de los actos del Bicentenario. Ahora se encuentra inmersa en la preparación del 250 aniversario de su constitución como Ciudad, tras su independencia de Cádiz, efeméride que tendrá lugar en 2016 con una serie de eventos de gran relevancia, cuyo programa lo está realizando una comisión ciudadana coordinada por el Ayuntamiento.[cita requerida]
En la actualidad la alcaldesa es Patricia Cavada Montañés (PSOE), tras las elecciones celebradas en mayo de 2015.

## Administración y política

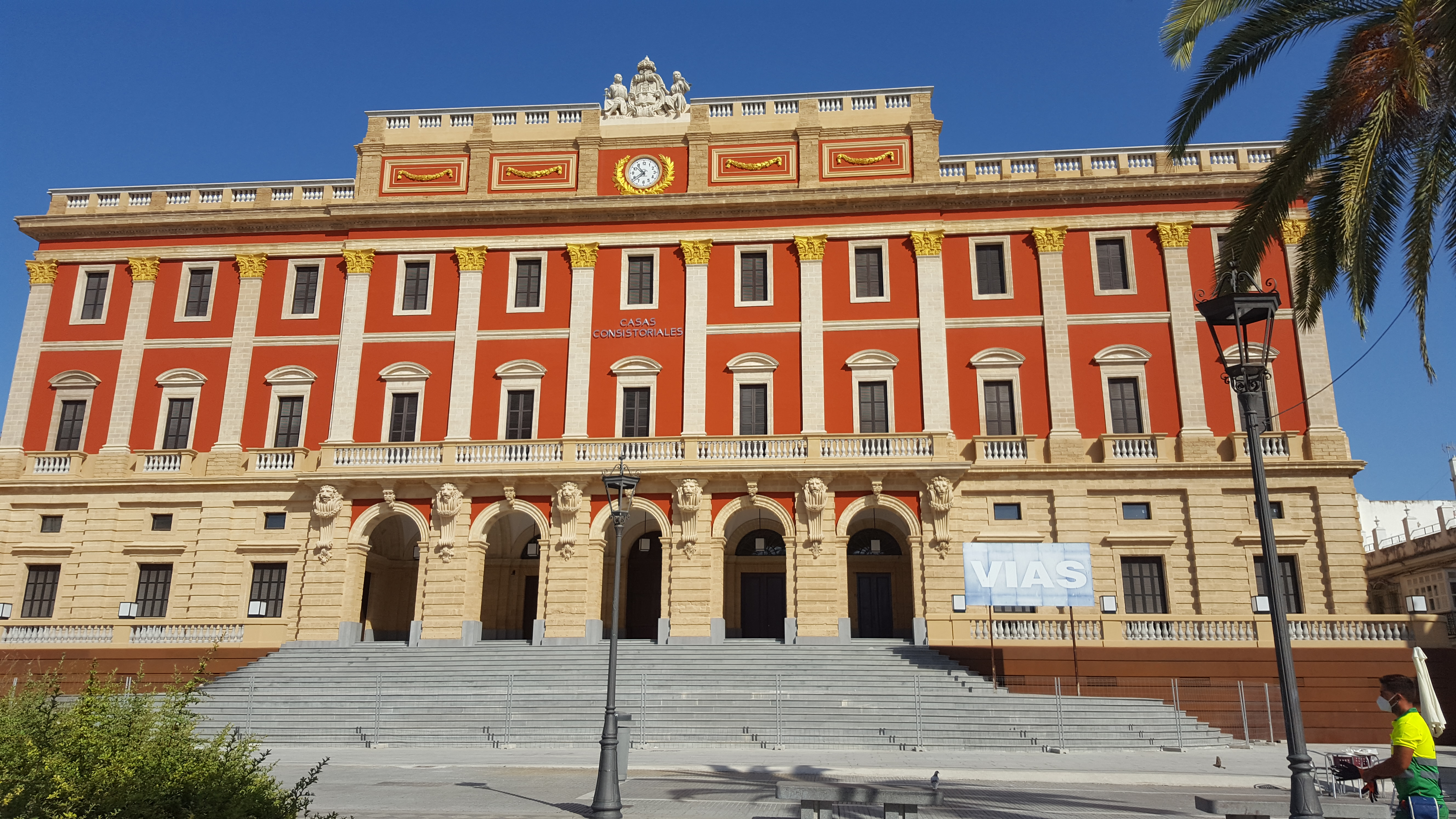
Ayuntamiento de San Fernando

### Gobierno municipal
La administración política local de San Fernando se realiza a través del Ayuntamiento de la ciudad, cuyos miembros son elegidos democráticamente cada 4 años. Los ciudadanos con derecho a voto son las personas empadronadas en San Fernando mayores de 18 años, tanto españoles como ciudadanos de la Unión Europea. El número de concejales que forman el gobierno local son 25, según la Ley del Régimen Electoral General.
| Periodo   | Nombre                   | Partido | Partido                                                 |
| --------- | ------------------------ | ------- | ------------------------------------------------------- |
| 1979-1983 | Avelino Arias Soto       |         | Partido Andalucista (PA)                                |
| 1983-1989 | Avelino Arias Soto       |         | Partido Socialista Obrero Español de Andalucía (PSOE-A) |
| 1989-2005 | Antonio Moreno Olmedo    |         | Partido Andalucista (PA)                                |
| 2005-2011 | Manuel María de Bernardo |         | Partido Andalucista (PA)                                |
| 2011-2015 | José Loaiza              |         | Partido Popular de Andalucía (PP)                       |
| 2015-act. | Patricia Cavada          |         | Partido Socialista Obrero Español de Andalucía (PSOE-A) |

| Partido político                                        | 2023   | 2023  | 2023       | 2019   | 2019  | 2019       | 2015   | 2015   | 2015       | 2011   | 2011  | 2011       | 2007   | 2007   | 2007       |
| Partido político                                        | Votos  | %     | Concejales | Votos  | %     | Concejales | Votos  | %      | Concejales | Votos  | %     | Concejales | Votos  | %      | Concejales |
| Partido Socialista Obrero Español de Andalucía (PSOE-A) | 18 263 | 46,03 | 13         | 15 471 | 39,19 | 11         | 11 873 | 29,76  | 8          | 13 741 | 34,00 | 9          | 11 091 | c31,62 | 9          |
| Partido Popular de Andalucía (PP)                       | 10 166 | 25,62 | 7          | 7145   | 18,10 | 5          | 9247   | 23,17  | 7          | 14 128 | 34,95 | 10         | 9852   | 28,09  | 8          |
| Vox                                                     | 4715   | 11,88 | 3          | 3405   | 8,62  | 2          | 447    | 1,12   | 0          | —      | —     | —          | —      | —      | —          |
| Unidad Andalucista (UA)                                 | 2750   | 6,93  | 2          | —      | —     | —          | —      | —      | —          | —      | —     | —          | —      | —      | —          |
| Izquierda Unida (IU)                                    | 1211   | 3,05  | 0          | 1322   | 3,34  | 0          | 1873   | 4,69   | 0          | 2138   | 5,29  | 1          | 1194   | 3,40   | 0          |
| Podemos-Sí Se Puede                                     | 1102   | 2,77  | 0          | 2750   | 6,96  | 2          | 5759   | 114,43 | 4          | —      | —     | —          | —      | —      | —          |
| Ciudadanos (CS)                                         | 364    | 0,91  | 0          | 3978   | 10,07 | 2          | 4278   | 10,72  | 3          | —      | —     | —          | —      | —      | —          |
| Andalucía Por Sí (AxSí)                                 | —      | —     | —          | 4341   | 10,99 | 3          | —      | —      | —          | —      | —     | —          | —      | —      | —          |
| Partido Andalucista (PA)                                | —      | —     | —          | —      | —     | —          | 4946   | 14,40  | 3          | 4591   | 11,36 | 3          | 1896   | 4,91   | 0          |
| Ciudadanos por San Fernando (CxSF)                      | —      | —     | —          | —      | —     | —          | —      | —      | —          | 2962   | 7,33  | 2          | —      | —      | —          |

### Justicia
San Fernando pertenece al partido judicial del mismo nombre, n.º 9 de Cádiz, del que es cabeza de partido y abarca exclusivamente a la ciudad de San Fernando. Actualmente se ejerce el poder judicial en la localidad a través de 3 juzgados de Primera Instancia e Instrucción y 1 juzgado Decano.

#### Organización territorial
El municipio de San Fernando no cuenta con una división administrativa oficial. El gobierno de la ciudad dividió la ciudad en 13 distritos, pero poco después esta división fue abolida. Sin embargo, existen barrios bien diferenciados en la ciudad, bien por su identidad propia, bien porque en origen eran pueblos distintos. Entre ellos destacan:
- La Ardila: barriada situada al Sur de la localidad, entre la avenida Pery Junquera y la calle Real, y construida en la segunda mitad del siglo XX. Por su construcción relativamente reciente y por ser un barrio casi exclusivamente residencial, carece de edificios destacables, destacando la parroquia de San Servando y San Germán.[77]
- Casería de Ossio: barrio periférico situado al Norte del municipio y junto a la playa homónima, la Casería de Ossio está separada del resto de la ciudad por la vía férrea y la carretera CA-33. la inmensa mayoría de las viviendas son casas bajas, aunque recientemente se han edificado en esta playa los edificios más altos de la ciudad, las tres Torres de la Casería de Ossio.
- La Pastora: céntrica barriada situada en el centro-Este de la ciudad, cerca de la calle Real, en el tramo en que esta transcurre junto al castillo de San Romualdo. Esta barriada presenta viviendas típicas de la ciudad; su edificio más importante es la iglesia de la Divina Pastora.
- Gallineras: barrio periférico de san Fernando, situado entre el cerro de los Mártires y el Caño de Sancti Petri, en la carretera Este de la playa de Camposoto. Sus construcciones más importantes son ermita del Cerro de los Mártires y el Muelle de Gallineras, pequeño puerto pesquero y deportivo.
- Camposoto: barrio periférico de reciente construcción, situado al sur de la ciudad, cerca de la playa. Carece de edificios con valor arquitectónico destacado. Al ser un barrio de reciente construcción alberga al núcleo de población más joven.
- El Parque: céntrica barriada situada al Oeste de la calle Real, junto al ayuntamiento y al cerro de Torre Alta, debe su nombre al parque Almirante Laulhé, en el que se encuentra el pabellón municipal. El edificio más destacado es el Templo de San José Artesano.
- Sacramento: barrio del centro de la ciudad situado al oeste de la calle Real y al sur de la barriada El Parque. Debe su nombre al parque Sacramento. Destaca el campo municipal Bazán, reformado recientemente.
- Bazán: periférica barriada situada al norte de la ciudad, separada de la Población Militar de San Carlos por la vía del ferrocarril. Construida a mediados del siglo XX para albergar a los trabajadores de los astilleros de la Empresa Nacional Bazán, sus edificios son de escaso valor arquitectónico, de los que destacan Parroquia de la Sagrada Familia.[78]
- Carlos III: barrio situado al norte de la ciudad, separada del resto de la localidad por la carretera CA-33. Esta barriada, situada al sur de la Barriada Bazán y muy próxima a la Estación de San Fernando-Centro, es un conjunto de edificios de escaso valor arquitectónico construidos, como otras barriadas isleñas, a mediados del siglo XX para albergar a militares.
- Constitución: barrio periférico al sur de la ciudad que destaca el complejo deportivo Gómez Castro, IES La Bahía, y unos diversos edificios altos.
- El Boquete: barriada, llamada oficialmente como Barriada Diputación, situada junto a la carretera CA-33, frente a la Barriada Carlos III, debe su nombre popular al lugar en la que está asentada, una hondonada formada tras la explotación de una cantera de piedra ostionera aquí situada.
- El Cristo: barrio céntrico, subdividido en El Cristo Viejo (en la que destaca Capilla del Cristo) y El Cristo Nuevo.
- El Carmen: barriada situada al Sureste de la ciudad, junto a la calle Real. Debe su nombre a la iglesia conventual del Carmen. En este barrio nació y se crio el cantaor Camarón de la Isla.
- Barriada Andalucía: céntrico barrio situado al oeste de la calle Real.
- El Merendero: barriada situada al nordeste del barrio de la Pastora; se articula en torno a la plaza homónima. En ella se sitúa el Centro de Educación de Adultos María Zambrano.
- San José: barrio periférico situado entre la Bazán y Carlos III.
- Población Militar de San Carlos: núcleo de población comenzado a construir en el siglo XVII, en el que vive personal militar, situado al norte de la ciudad. De gran importancia para el desarrollo de la localidad, las obras de construcción se iniciaron en 1786 bajo la dirección de Gaspar de Molina y Saldívar, tercer Marqués de Ureña, y proyectado por el conocido arquitecto italiano Francisco Sabatini. Destacaban los tres edificios situados al final del paseo Capitán Monforto: el Panteón de Marinos Ilustres, mausoleo en el que descansan los restos mortales de numerosos marinos españoles; la Escuela de Suboficiales, situada en el mismo edificio que el Museo Naval; y el antiguo Archivo, edificio gemelo del de la Escuela de Suboficiales que desapareció en un incendio. A finales del siglo XX se construyó junto a los terrenos del viejo Archivo el Hospital de Marina, que sustituyó al antiguo hospital. Además existen varios acuartelamientos militares, el más destacado es el Tercio de Armada (TEAR), unidad de Infantería de Marina responsable de aquellas misiones terrestres que se inician desde el mar.
- Población del Arsenal de la Carraca: el Arsenal, situado en el extremo Norte del municipio, contaba en el año 2009 con una población de 7 habitantes.[79]

## Demografía
San Fernando cuenta con una población de 93 645 habitantes (INE 2024).
| Gráfica de evolución demográfica de San Fernando entre 1842 y 2021                                                  |
| |
| Población de derecho según los censos de población del INE Población de hecho según los censos de población del INE |

Hasta mediados del siglo XVII no se constituyó en la antigua Isla de León un núcleo de población estable, que contaba en aquella época con unos 300 habitantes. A partir del siglo XVIII, y gracias al establecimiento de la Marina, la villa vivió un periodo de crecimiento constante de su población, pasando durante dicha centuria de 400 a unos 4000 pobladores. Esta línea continuó durante el siglo siguiente, destacando el periodo de la invasión napoleónica, cuando se refugiaron en la localidad los diputados de las Cortes y numerosos ciudadanos que huían de los franceses. Durante el siglo XIX y la primera mitad del XX el crecimiento demográfico de San Fernando continuó siendo positivo y regular, con lo que llegó hasta casi los 30 000 habitantes en 1900 y hasta los 40 000 en 1950. Pero es a partir de la década de los 50 cuando la ciudad vivió una época de enorme crecimiento poblacional, duplicando sus habitantes en tan solo 30 años.

### Población por núcleos
Desglose de población según el Padrón Continuo por Unidad Poblacional del INE.
| Núcleos               | Habitantes (2023) | Varones | Mujeres |
| --------------------- | ----------------- | ------- | ------- |
| Arsenal de la Carraca | 14                | 8       | 6       |
| San Fernando          | 93927             | 45720   | 48207   |

## Economía
La economía de San Fernando ha estado marcada a lo largo de la historia por su situación geográfica, junto al mar y próxima a la ciudad portuaria de Cádiz. Desde la época de dominación fenicia, las salinas y los esteros, al igual que la industria almadrabera y la agricultura, han sido la base de la economía isleña. Pero en la actualidad, estas salinas y esteros se han tenido que reconvertir en piscifactorías, que son bastante más rentables, y en las que se crían doradas...
También ha sido y es muy importante para la localidad la industria naval, establecida en la localidad en tiempos de los Reyes Católicos con la construcción del Real Carenero. Posteriormente se construyó el Arsenal de la Carraca, mejor situado que el viejo Carenero y en el que se han realizado numerosos buques, entre ellos el Submarino Peral o las naves Descubierta y Atrevida. Ya en el siglo XX se edificaron nuevas instalaciones, como la Fábrica de Artillería de San Carlos (en 1924) y los astilleros de la Empresa Nacional Bazán (en 1942), amén de la industria auxiliar que les apoyaba. Pero la crisis del sector naval, iniciada en la década de los 90, ha afectado gravemente a la ciudad, reduciendo la actividad de los astilleros Bázan (actualmente llamado Navantia, después de haberse llamado Izar) y obligando a cerrar la Fábrica de San Carlos, tras un fracasado intento de reconversión. Actualmente los astilleros de la empresa Navantia en la ciudad experimentan un buen momento, teniendo asegurada su carga de trabajo hasta 2012.
Para la economía de San Fernando, los acuartelamientos que la Armada Española tiene en la localidad han sido tradicionalmente muy importantes, ya que ha motivado que muchos militares y marinos hayan residido en la ciudad. De entre las instalaciones militares destacan el ya mencionado Arsenal de la Carraca, el Panteón de Marinos Ilustres, en que descansan los restos mortales de destacados militares españoles, el Real Instituto y Observatorio de la Armada, punto de gran relevancia en la geografía europea del siglo XVIII, cuando fue trasladado a la Isla de León desde su emplazamiento en Cádiz, el Hospital Militar de San Carlos, la Escuela de Suboficiales y el Tercio de la Armada, además de otras instalaciones y acuartelamientos. También este sector se encuentra en un mal momento, motivado por el traslado de instalaciones militares a otros lugares del país.
La crisis de las industrias tradicionales de San Fernando ha provocado que el municipio tenga que buscar nuevas fuentes de ingresos, sobre todo en el sector turístico, para lo que intenta aprovechar su clima, su playa y sus monumentos. Actualmente la localidad cuenta con un polígono industrial en su territorio (polígono industrial Fadricas), dedicado al sector servicios y a la pequeña industria; en sus cercanías, aunque en el municipio de Puerto Real, se encuentra asimismo el polígono industrial Tres Caminos. En San Fernando se encuentran los consulados de Francia y Chile.

### Centros comerciales y mercados municipales

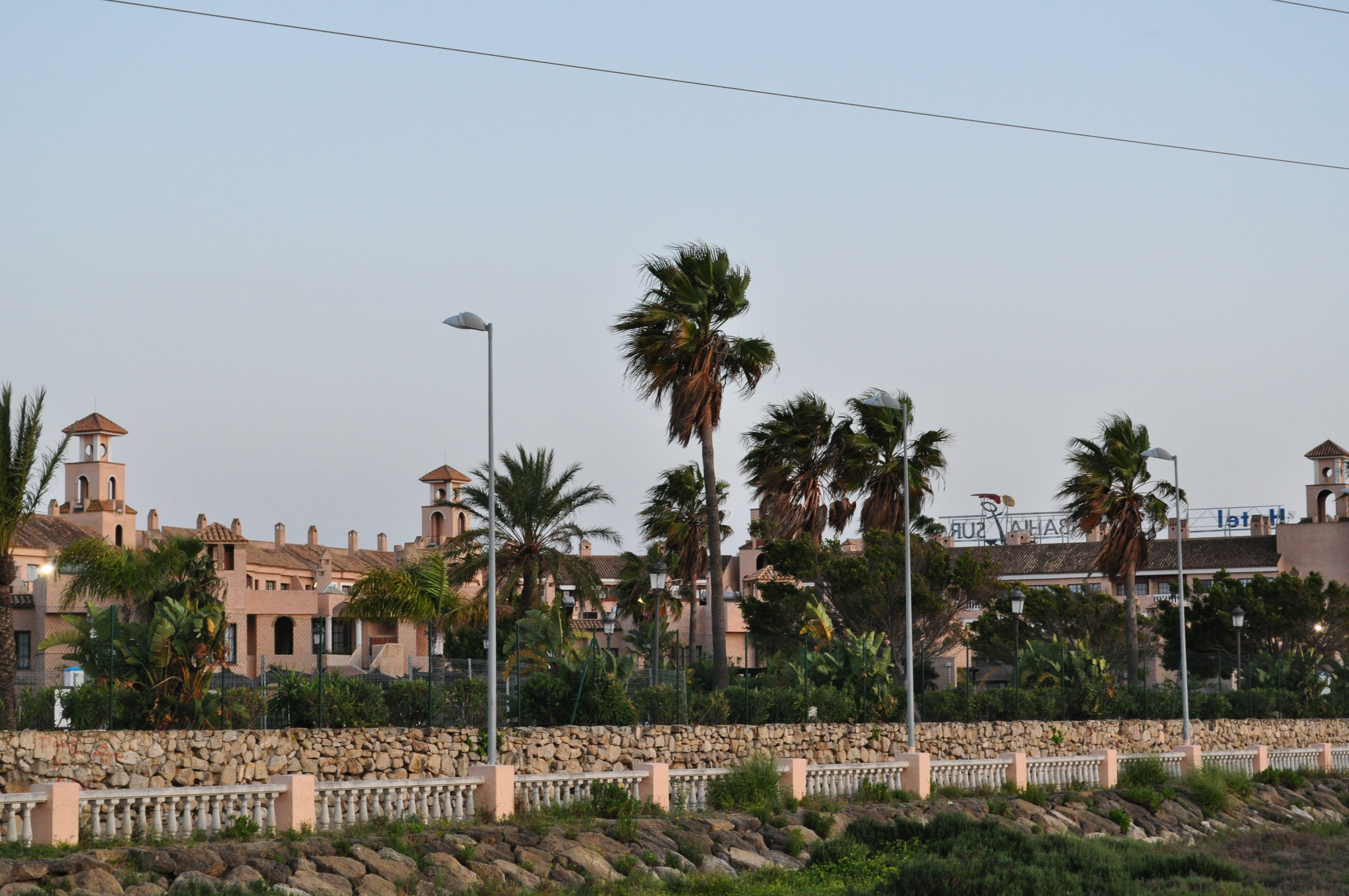
El centro comercial Bahía Sur es un amplio espacio de ocio que cuenta con instalaciones deportivas, comerciales y hoteleras

- Centro Comercial Bahía Sur: centro comercial construido en 1992, situado frente a la bahía gaditana. Alberga grandes superficies como Carrefour o Zara, además de la Ciudad Deportiva y el Estadio Iberoamericano. Está considerado como el mayor centro comercial de Andalucía, gracias a la gran variedad de entretenimiento, ocio y tiempo libre, comercio y deporte.[85]
- Centro de Ocio San Fernando Plaza: centro comercial situado en el centro de la ciudad. Además de poseer variadas tiendas, posee 9 salas de cine (Cines SF. Plaza).
- Mercado Central: ubicado en el centro de la ciudad, junto a la Ayuntamiento (calle Calderón de la Barca), cuenta con 3 plantas y un total de 3900 m².[86] Su construcción data del año 1926, sustituyendo al antiguo mercado y lonja de la ciudad. Entre 1996 y 1999, el Mercado Central permaneció cerrado al público para ser reformado.
- Mercado de San Antonio: ubicado en el barrio del Carmen (calle Juan Van Halen) y cuenta con 2 plantas y un total de 1100 m².[87] Fue inaugurado en el año 1968.
- Mercados ambulantes: el principal mercado ambulante es el que se instala todos los jueves en el paseo de La Magdalena (cerca de la entrada Este a la ciudad) y es conocido popularmente como los gitanos.[88] También existen mercados menores en las inmediaciones del Mercado San Antonio (miércoles) y del Mercado Central (sábados).

## Servicios

### Educación
La ciudad cuenta en la actualidad con 44 centros de educación infantil, 26 de primaria, 12 centros que imparten formación secundaria, 9 centros de bachillerato, 7 centros en donde se imparten grados de Formación Profesional, 3 centros de adultos, 2 centros de educación especial. Además, existe en San Fernando un conservatorio de música.
En San Fernando hay también una Escuela Oficial de Idiomas. Fue creada en el año 1991 y es una de las Escuelas Oficiales de Idiomas más antiguas de la comunidad autónoma de Andalucía. En ella se imparte inglés, francés y alemán.

La ciudad cuenta con un centro de educación universitaria, el Real Instituto y Observatorio de la Armada, en el que se forma al personal de la Armada Española que precise instrucción físico-matemática. En este centro de Educación Superior se imparten las siguientes clases:
1. Curso de Estudios Superiores en Ciencias Físico-Matemáticas
2. Curso Máster en Astronomía, Geodesia y Geofísica
3. Cursos de Doctorado
4. Colaboración con la Escuela de Geodesia y Topografía del Ejército de Tierra

Además, cerca de San Fernando se encuentran los distintos campus de la Universidad de Cádiz. Dentro de la Comarca de la Bahía de Cádiz se encuentran el Campus de Cádiz y el Campus de Puerto Real, ambos comunicados con el municipio isleño mediante la red de Cercanías. También se encuentran dentro de la Provincia de Cádiz el Campus de Jerez y el Campus Bahía de Algeciras.

### Sanidad
La ciudad de San Fernando cuenta con varios centros sanitarios, tanto de la sanidad pública como de la privada. Son tres los centros de salud existentes: Cayetano Roldán, Rodríguez Arias 
y Joaquín Pece, pertenecientes al Servicio Andaluz de Salud.Un cuarto se encuentra en obras desde hace ya varios años, ubicado en la zona de Camposoto. El Hospital de San Carlos, anteriormente perteneciente al Ministerio de Defensa, es ahora del SAS, combinando la sanidad militar con la civil desde 2005, siendo actualmente exclusivamente civil. Además de los centros de salud pública, existen varias clínicas privadas que operan en la ciudad.

### Comunicaciones

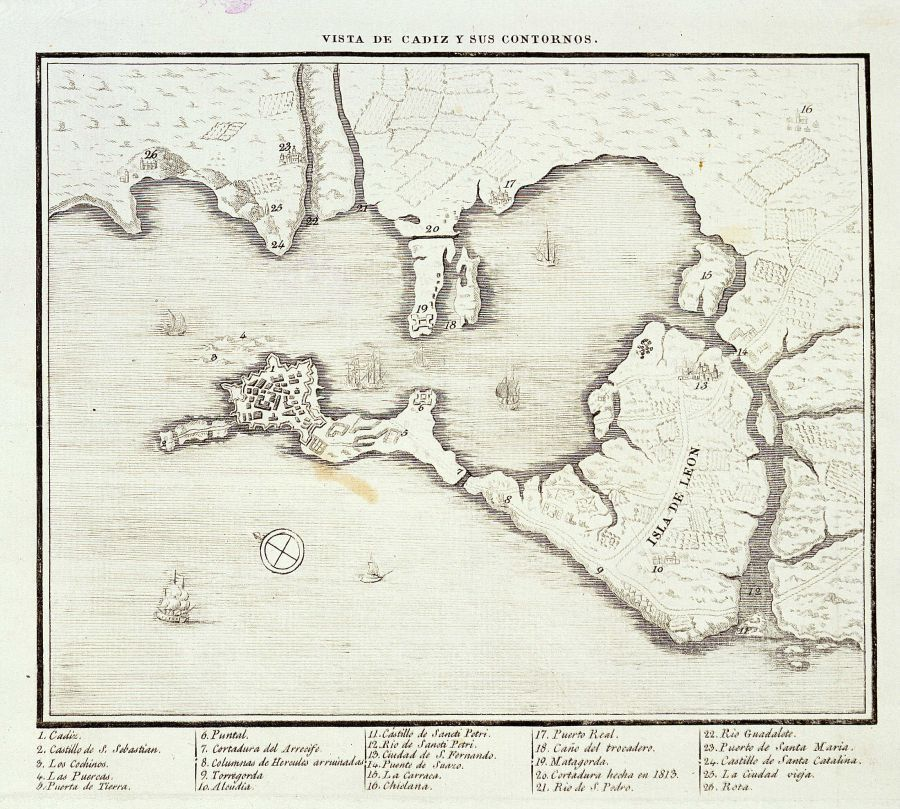
El puente (número 14 en la carta del) fue secularmente, la única comunicación terrestre de la ciudad de Cádiz y de la Isla de León con la península

El municipio de San Fernando está situado en el centro del área metropolitana de la Bahía de Cádiz-Jerez, región que cuenta con buenas carreteras, líneas férreas, instalaciones portuarias (puerto de la Bahía de Cádiz) y un aeropuerto (Aeropuerto de Jerez).
La situación geográfica de San Fernando, rodeada de agua por todas partes, ha dificultado las comunicaciones terrestres tanto de esta ciudad como de la localidad de Cádiz. Este problema ha sido subsanado mediante la construcción de puentes tanto para el tránsito de vehículos como de trenes.

#### Carreteras

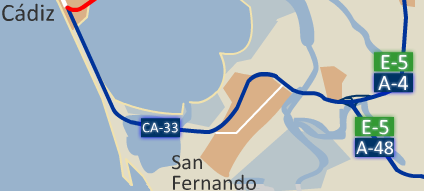
Carretera CA-33

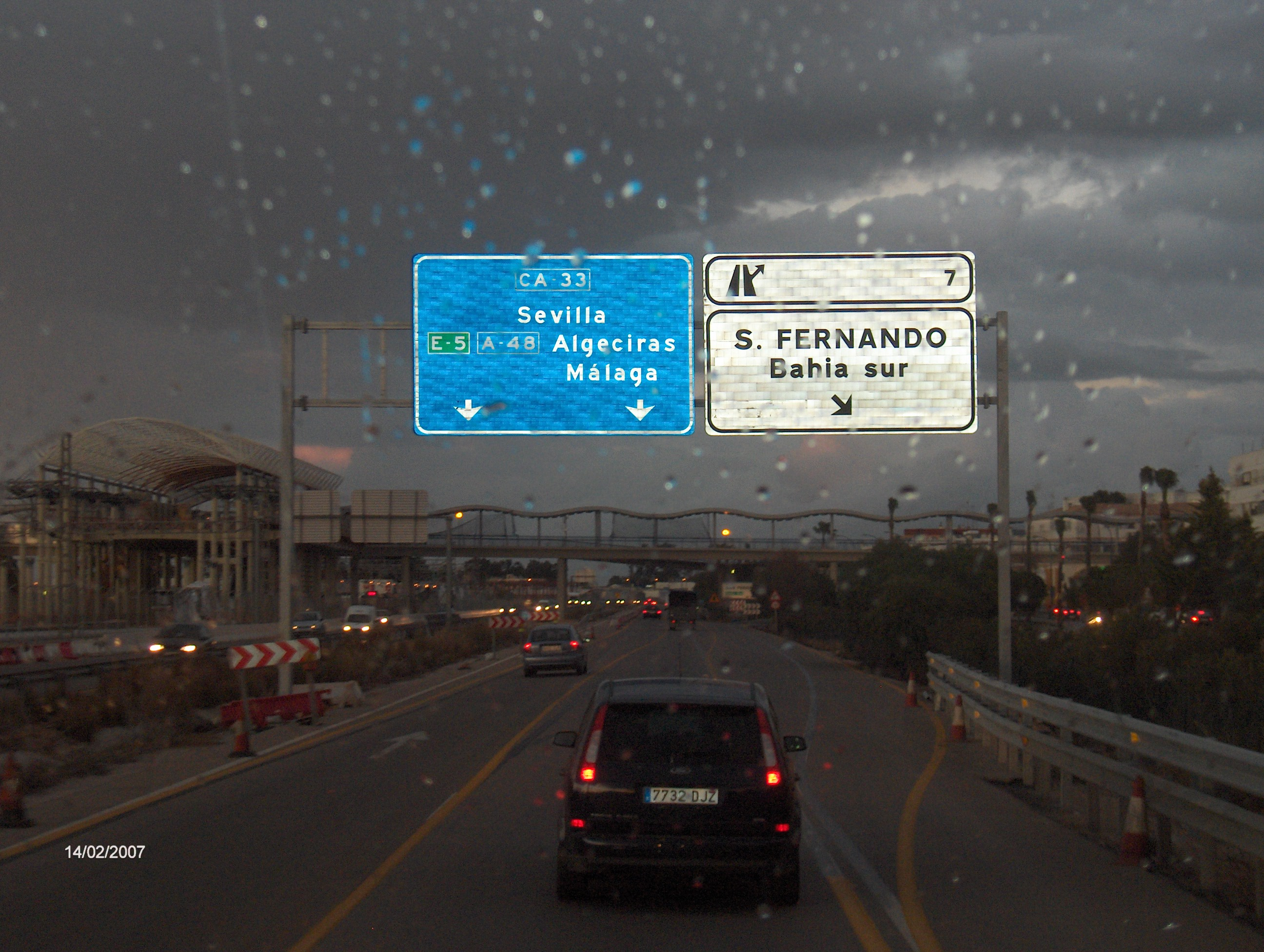
La CA-33 a la altura de la Estación de San Fernando-Bahía Sur

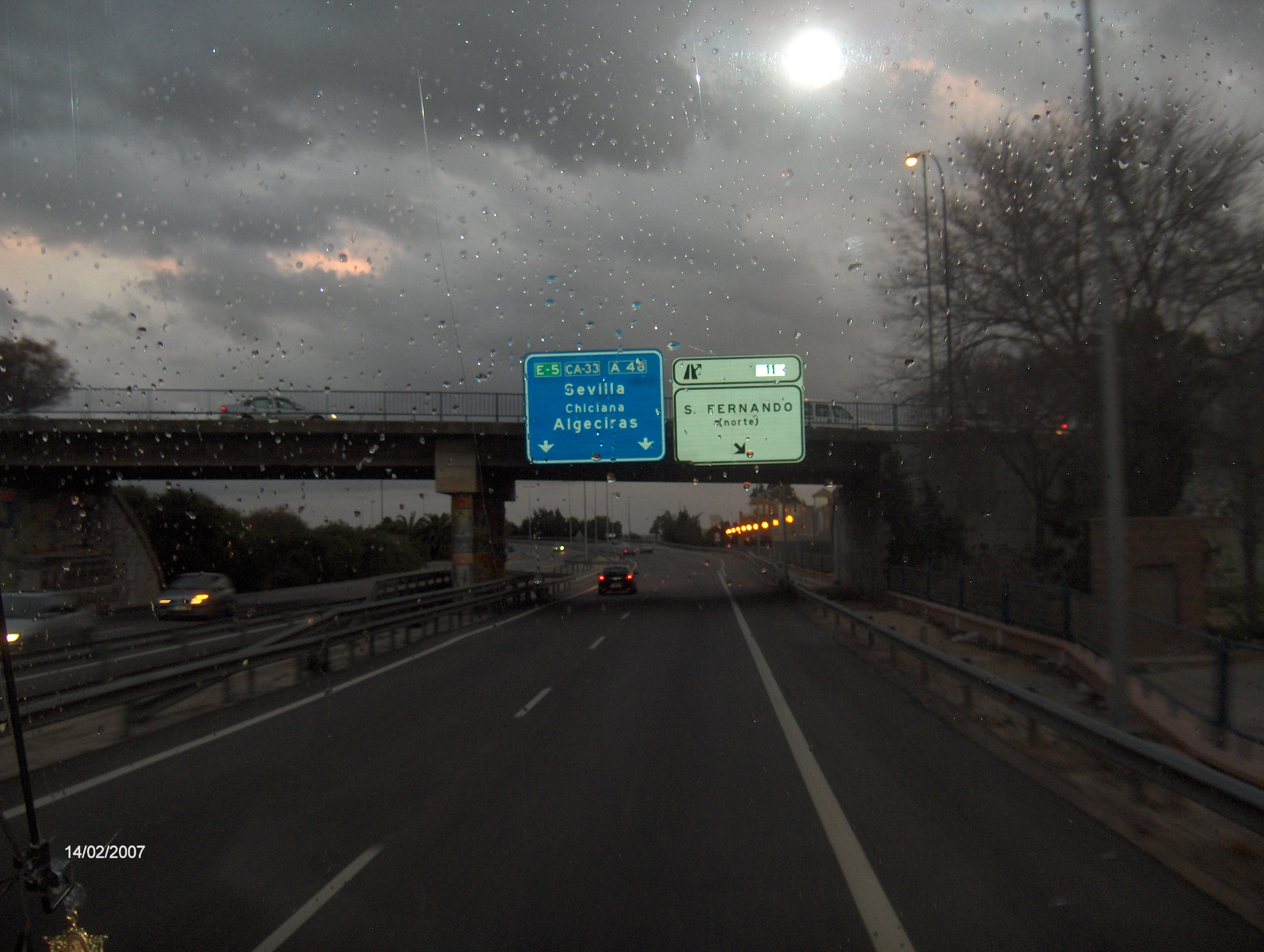
Salida de San Fernando, cerca del Puente Zuazo

La ciudad de San Fernando cuenta con buenas carreteras que la comunican con los municipios vecinos y con las principales ciudades españolas. La CA-33 (variante de la antigua N-IV) es la única carretera de acceso a la localidad desde la península ibérica, además de unir la ciudad con Cádiz. La Autovía del Mediterráneo (A-7), que llega hasta Barcelona. La Autovía del Sur (A-4) comunica la localidad con Jerez, Sevilla, Córdoba y Madrid. La A-4, la A-7 y la CA-33 enlazan junto al polígono industrial Tres Caminos (hecho al que el polígono debe su nombre), a las afueras del municipio.
Por estar situado en una isla, las vías de acceso son puentes. En el Este (Península) los accesos son el Puente Zuazo y otro puente paralelo más reciente, ambos sobre el Caño de Sancti Petri. Por el Oeste (Cádiz), la vía de acceso es un puente sobre el caño de Río Arillo.

#### Autobús
Autobús urbano
La ciudad de San Fernando cuenta con dos líneas de autobús urbano que unen el centro con las zonas periféricas de la localidad: la línea Bahía Sur-Ardila-Bazán-Casería de Ossio (línea 1)y la línea Gallineras-Camposoto-Barriada Bazán (línea 2).
- Línea Bahía Sur-Ardila-Bazán-Casería de Ossio (Línea 1): comunica el Centro Comercial Bahía Sur, al oeste de la localidad, con la Casería de Ossio, al norte del municipio, para continuar hasta la barriada Casería de Ossio. Esta línea transcurre a través del centro-sur (avenida Rafael Alberti, avenida al-Ándalus, Hornos Púnicos), del este de la ciudad (calle Buen Pastor, calle San Marcos, calle San Juan Bosco) y del norte (barriada Bazán, avenida Carlos III, Estación) hasta llegar a la Casería de Ossio.[99][100]

- Línea Gallineras-Camposoto-Barriada Bazán (Línea 2): comunica la barriada de Gallineras, barrio del sur de San Fernando cercana a la playa de Camposoto, con la barriada Bazán (al norte). Transcurre por el sur de la ciudad (calle Buen Pastor, avenida de la Constitución de 1978), por el centro-sur (avenida León Herrero, avenida al-Ándalus), por el centro (avenida Reyes Católicos, calle Calatrava) y por el centro-norte (paseo General Lobo, avenida Carlos III).[101][102]

Autobús metropolitano
Existen nueve líneas metropolitanas de autobús que unen la localidad de San Fernando con los otros cinco municipios del área metropolitana de la Bahía de Cádiz-Jerez (Cádiz, Chiclana de la Frontera, Jerez de la Frontera, Puerto Real, El Puerto de Santa María) y con Medina Sidonia. Además cuenta con dos líneas que comunican la ciudad con los Campus Universitarios de Puerto Real y Jerez (Universidad de Cádiz).
- M-010 Cádiz-San Fernando Norte: línea que une directamente a San Fernando con la capital de la provincia. En San Fernando hay siete paradas: Ponce de León, avenida Al-Ándalus, avenida Almirante León Herrero, parque Almirante Laulhé, Reyes Católicos, calle Ruiz Marcet (a la altura del colegio Quintanilla) y Apeadero FC-Hospital San Carlos.
- M-011 Cádiz-San Fernando Sur: línea que une directamente a San Fernando con la capital de la provincia. En San Fernando hay ocho paradas: avenida Constitución 1978 - Comisaría de Policía, avenida Constitución 1978 - Instituto, Ronda del Estero, calle San Onofre, calle Manuel de Falla, calle San Marcos, avenida San Juan Bosco y plaza de Juan Vargas.
- M-021 Cádiz-Cementerio: une Cádiz con el cementerio de Chiclana, atravesando San Fernando. Existen dos paradas: Barriada La Ardila y plaza de Juan Vargas-Ambulatorio.
- M-120 Chiclana-San Fernando: une directamente San Fernando con Chiclana de la Frontera. Existen siete paradas: plaza del Castillo, calle Escaño, avenida Reyes Católicos, parque Almirante Laulhé, avenida Almirante León Herrero, Estación de Bahía Sur y Bahía Sur.
- M-130 San Fernando-Campus: une San Fernando con el Campus de Puerto Real. Existen doce paradas: Apeadero FC-Hospital San Carlos, calle Comandante Ruiz Marcet, avenida Reyes Católicos, parque Almirante Laulhé, avenida Almirante León Herrero, avenida Al-Ándalus, avenida Ponce de León, avenida Constitución 1978 - Instituto, calle San Onofre, calle San Marcos, avenida San Juan Bosco y plaza Juan Vargas.
- M-940 M-941 M-944 Cádiz-Medina Sidonia: estas tres líneas de autobuses unen Cádiz con Medina Sidonia, a través de San Fernando. En San Fernando hay una parada: avenida San Juan Bosco.
- M-960 El Puerto de Santa María-San Fernando: une San Fernando con El Puerto de Santa María a través de Puerto Real y el Barrio Jarana. La ciudad cuenta con una sola parada: avenida San Juan Bosco.

Autobús provincial
Desde San Fernando salen autobuses diariamente a:
- Madrid
- Sevilla
- Granada
- Almería
- Málaga
- Algeciras
- Murcia
- Cartagena
- Irún
- Ferrol
- La Línea de la Concepción
- Tarifa
- Arcos de la Frontera
- Barbate
- Chipiona
- Sanlúcar de Barrameda

#### Ferrocarril

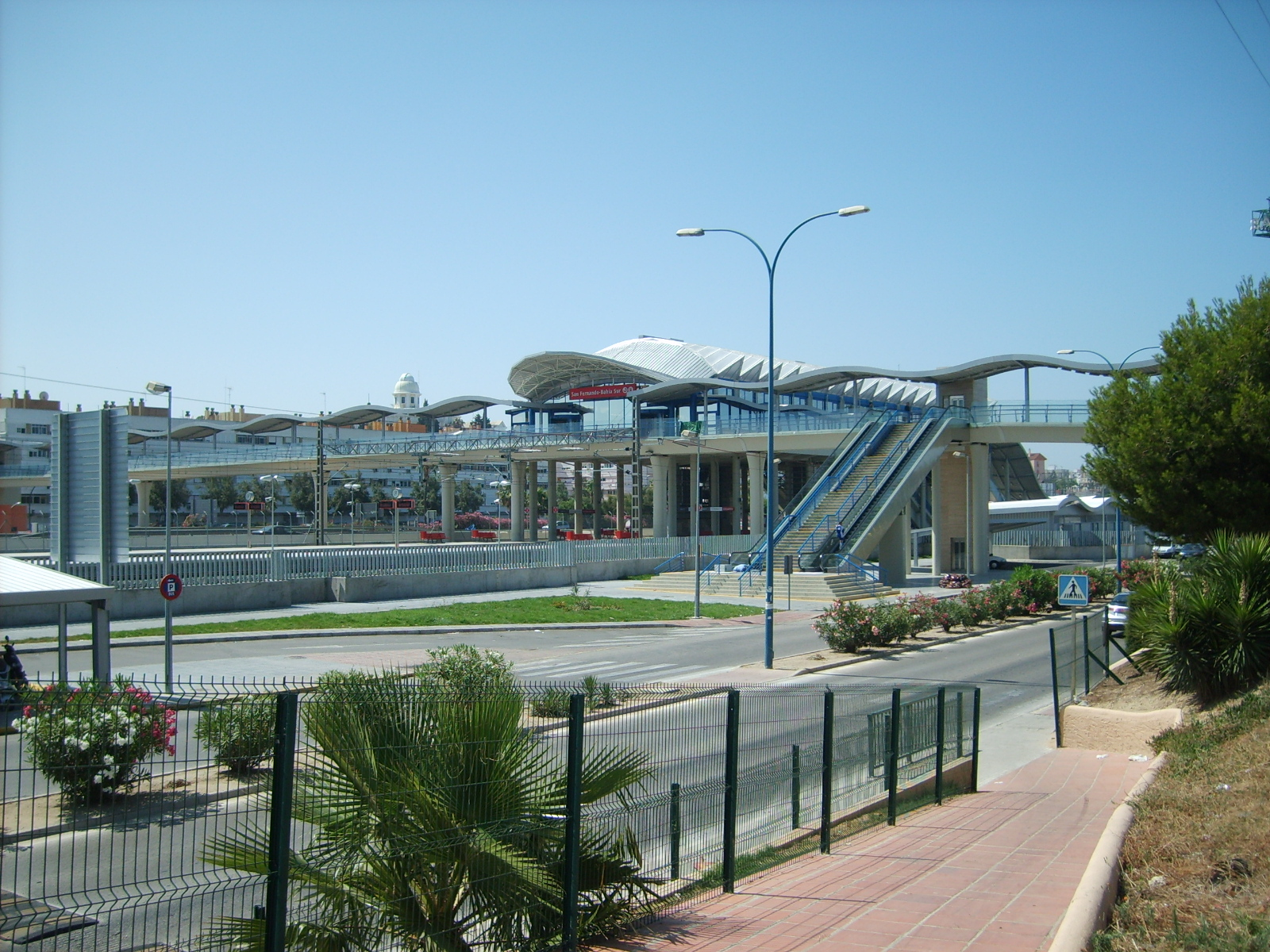
La estación de San Fernando-Bahía Sur es la principal de la ciudad. Anteriormente era tan solo un apeadero en el que paraban los viajeros que se dirigían al Centro Comercial Bahía Sur, pero tras la construcción en el año 2007 de unas modernas instalaciones se convirtió en la estación central

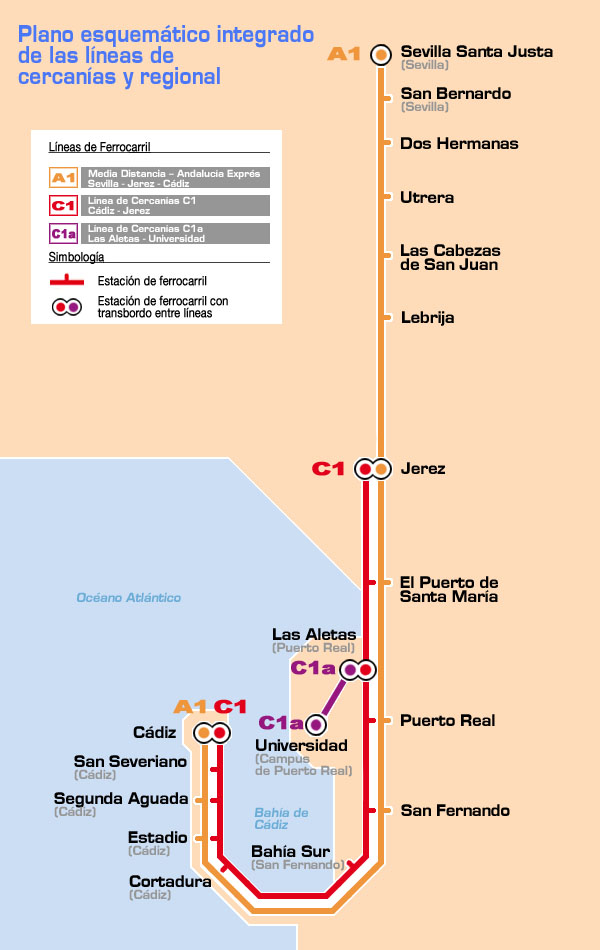
Líneas del Ferrocarril Cádiz-Jerez y Cádiz-Sevilla

El municipio de San Fernando es atravesado por una línea de ferrocarril desde 1868. La primera línea unía la localidad con ciudades como Cádiz, El Puerto de Santa María, Jerez de la Frontera, Sevilla y Madrid. Posteriormente esta línea ha sido remodelada en numerosas ocasiones, para adaptarla a los medios de las diferentes épocas; actualmente, se encuentra en proceso de desdoble, casi finalizado, para permitir un aumento en su capacidad. Para el paso del tren se tuvieron que construir dos puentes: el Puente de Hierro (que salva el Caño de Sancti Petri) y otro puente que salva el Río Arillo.
Desde siempre, la ciudad de San Fernando ha contado con una estación de ferrocarriles, situado entre la Población Militar de San Carlos y el paseo General Lobo, pero en 1992 se construyó un apeadero junto al Centro Comercial Bahía Sur. Desde el año 2007 este apeadero es la principal estación de la ciudad. En la actualidad, las estaciones de San Fernando forman parte de la Línea C-1 de Cercanías Cádiz, y son parada de 27 trenes al día que unen la ciudad con Cádiz] y 21 con Jerez de la Frontera. Del mismo modo, entre San Fernando y Sevilla existen 13 servicios diarios, uno para Córdoba y Jaén y, ya en ámbito de Grandes Líneas, tres al día con Madrid.
Estaciones de ferrocarril
En la actualidad, la localidad de San Fernando cuenta con dos modernas estaciones de ferrocarril:
- Estación de San Fernando-Bahía Sur: esta estación, construida en el año 1992 como apeadero en el que paraban los viajeros que querían ir al Centro Comercial Bahía Sur, es, tras la construcción de unas moderna instalaciones, la estación central de la ciudad. En esta estación paran cada 15-30 minutos un tren procedente de Cádiz, y cada 30-60 minutos, uno de Jerez (ambos de la Línea C-1 de Cercanías Cádiz y a las de medio recorrido). Aquí paran además todos los trenes de la Línea A-1 del tren regional Andalucía Exprés y los trenes de largo recorrido Alvia (con destino a la Estación de Atocha de Madrid). La nueva estación fue construida principalmente para la llegada del AVE.[106]

| origen/destino | <             | línea | >                     | destino/origen                |
| -------------- | ------------- | ----- | --------------------- | ----------------------------- |
| Cádiz          | Cortadura     |       | terminal San Fernando | terminal Jerez de la Frontera |
| Cádiz          | Cádiz-Estadio | A-1   | Puerto Real           | Sevilla-Santa Justa           |

| Tren  | < destino | destino >               | observaciones    |
| ----- | --------- | ----------------------- | ---------------- |
| Alvia | Cádiz     | Madrid-Puerta de Atocha | 4 trenes diarios |

- Estación de San Fernando-Centro: histórica estación de San Fernando, tras la construcción de la Estación de San Fernando-Bahía Sur se convirtió en apeadero y se derribó el viejo edificio. El 17 de enero de 2010 se inauguró el moderno edificio y recuperó su categoría de estación. Se limita a la parada de trenes de la línea de Cercanías Cádiz y a algunos de media distancia, con destino a la Estación de Santa Justa de Sevilla.[107]

| Origen/destino | <                      | línea | >           | Destino/origen                |
| -------------- | ---------------------- | ----- | ----------- | ----------------------------- |
| Cádiz          | San Fernando-Bahía Sur |       | Puerto Real | terminal Jerez de la Frontera |
| Cádiz          | San Fernando-Bahía Sur | 65    | Puerto Real | terminal Sevilla-Santa Justa  |

Tranvía Metropolitano de la Bahía de Cádiz
La localidad de San Fernando es atravesada por la Línea 1 del Tranvía Metropolitano de la Bahía de Cádiz. Esta línea une la ciudad de Cádiz con la de Chiclana de la Frontera, atravesando la ciudad de San Fernando a través de la céntrica calle Real, arteria principal de la ciudad. Además, el tranvía unirá San Fernando con Puerto Real, El Puerto de Santa María y Jerez de la Frontera, gracias a la Línea 2 que transcurrirá desde Cádiz hasta Jerez. Las obras comenzaron en el año 2008 y el objetivo es que esté en funcionamiento a finales de 2021. En noviembre de 2014 comenzaron las pruebas con un prototipo del tranvía recorriendo la calle real a tres kilómetros por hora durante varias semanas.
Para la construcción del tranvía se están llevando en la actualidad una serie de actuaciones, las más importantes la peatonalización de la calle Real y la construcción de un nuevo acceso junto al Puente Zuazo. Siendo esta fuente de polémica entre los ciudadanos de San Fernando. La línea del tranvía contará con tres tramos y siete paradas. El primero, de dos vías, transcurrirá desde la avenida Puente Zuazo hasta la plaza Font de Mora y contará con dos paradas: la primera junto al centro de salud San Fernando-Este y la segunda en la actual parada de autobuses interurbanos. El segundo trecho, de una solo vía, transcurrirá a través de la calle Real hasta el cruce de la calle Santo Entierro y contará con tres paradas: una en la confluencia con las calles Saturnino Montojo y San José, otra en la confluencia con la calle Pizarro, otra en la plaza del Carmen y la última en las proximidades de la rotonda Felipe V. La tercera parte, de dos vías, discurrirá desde la confluencia de la calle Santo Entierro hasta el Intercambiador de La Ardila, para continuar en dirección a Cádiz, y contará con una sola parada en el propio intercambiador. Además, antes de entrar en la ciudad, existirá una parada en el polígono industrial Tres Caminos (término municipal de Puerto Real). A su paso por el casco urbano, el tranvía circulará a una velocidad comprendida entre los 10 y los 20 km/h.

#### Puerto

Contraseña de la provincia marítima de Cádiz. La matrícula es CA

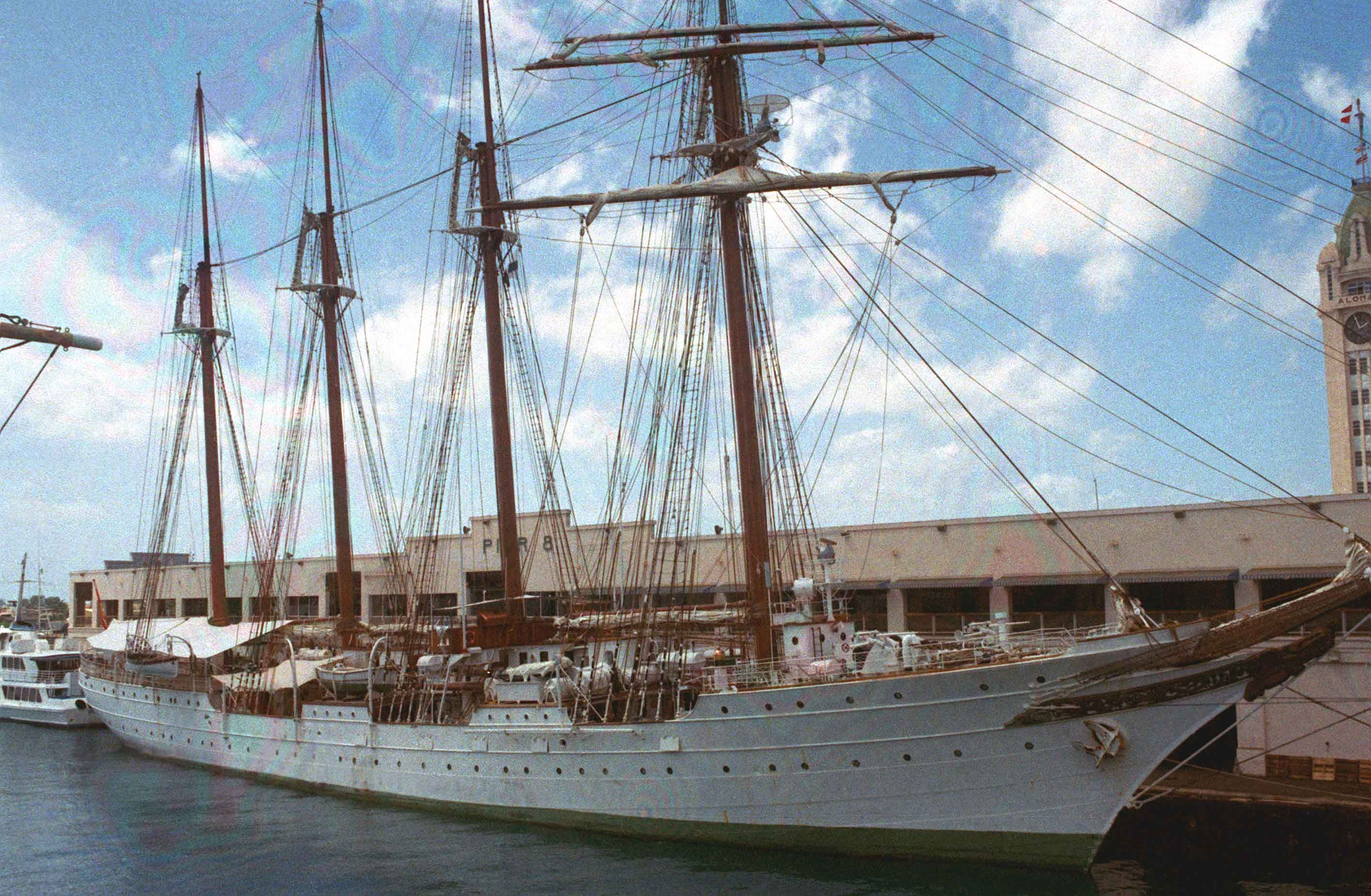
Buque escuela español Juan Sebastián Elcano

San Fernando pertenece a la Provincia marítima de Cádiz, concretamente al Distrito Marítimo de Cádiz. Las instalaciones portuarias más cercanas son las del Puerto de la Bahía de Cádiz: Puerto de Cádiz, Puerto de Bajo de las Cabezuelas y Puerto Mercantil de El Puerto de Santa María. Este puerto mantiene comunicaciones con Tánger y las Islas Canarias. También se encuentra cerca el Puerto Bahía de Algeciras, el mayor puerto de España y del Mar Mediterráneo.
En el término municipal de San Fernando existen las siguientes instalaciones portuarias:
- Arsenal de la Carraca: este centro militar está destinado a la construcción y reparación de buques (además almacenamiento y distribución de armamento y munición). Entre los buques que aquí se repara se encuentra el bergantín Juan Sebastián Elcano, Buque Escuela de la Armada Española.[113]
- Real Carenero: esta atarazana, situada en el Caño de Sancti Petri, era el viejo astillero de la Isla de León, anterior a la construcción del actual Arsenal.[114]
- Muelle de Gallineras: muelle pesquero y deportivo situado al Sureste del municipio, en el Caño de Sancti Petri.[115]
- Puerto deportivo Puente de Hierro: situado cerca del Arsenal de La Carraca, junto al puente del mismo nombre.
- Puerto deportivo Casería de Ossio: muelle deportivo situado en La Casería.

#### Conexión aérea

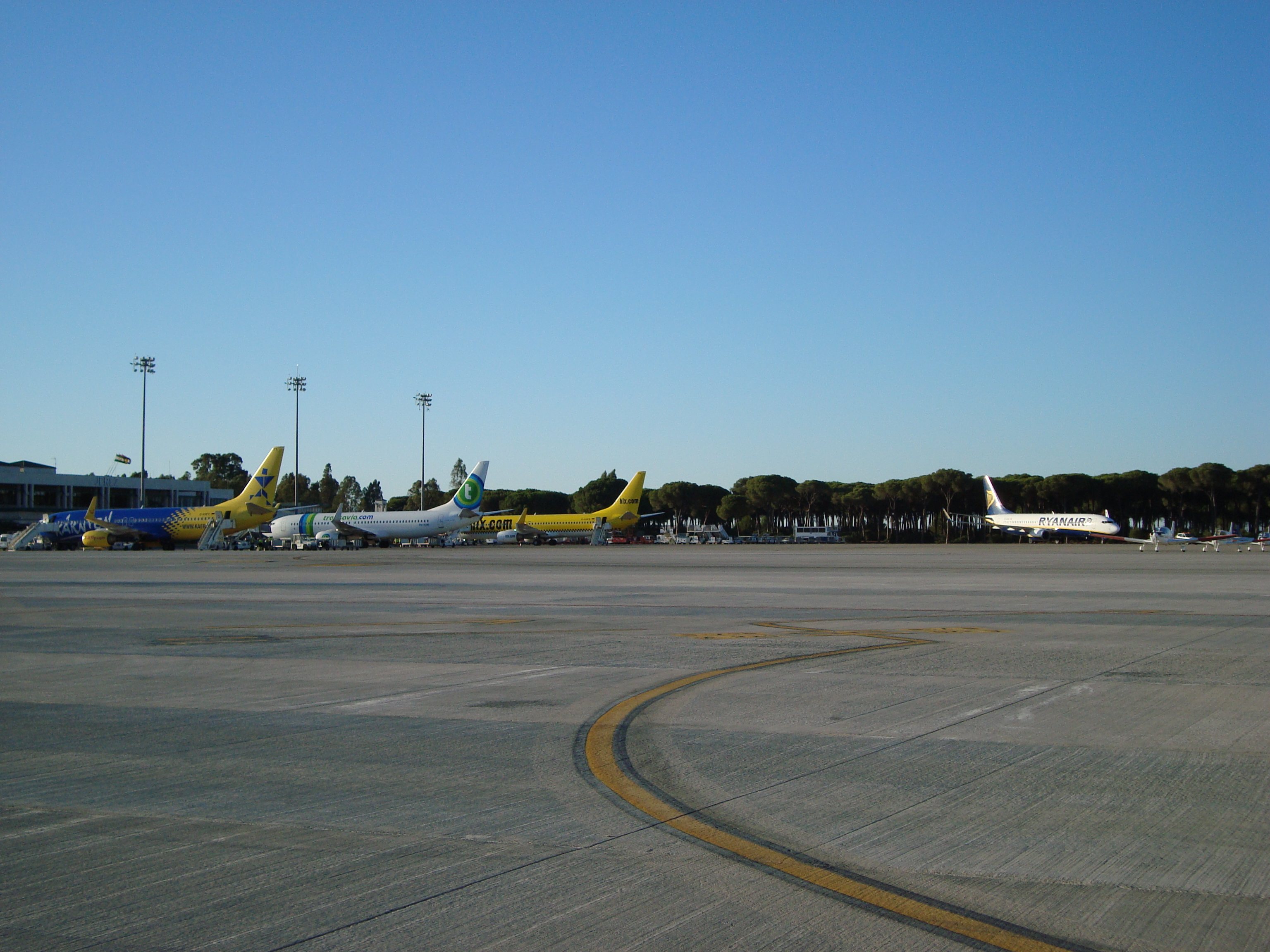
Aeropuerto de Jerez

La localidad carece de aeropuertos pero cuenta con varios cerca. El más cercano es el Aeropuerto de Jerez, situado a unos 45 kilómetros y que goza con una conexión directa a la ciudad de San Fernando por tren de cercanías. Otros aeropuertos cercanos son el de Sevilla, con vuelos directos a las principales capitales españolas y al extranjero, el de Gibraltar y el de Aeropuerto de Málaga-Costa del Sol. Además también se encuentra próxima a San Fernando la Base Naval de Rota.

## Monumentos y lugares de interés
La localidad de San Fernando cuenta con un no poco destacado patrimonio urbano, destacado por las características propias de la ciudad y de los orígenes especiales de la misma. Edificios civiles, castillos, iglesias y construcciones militares, además de otros centros culturales tales como teatros, bibliotecas y hasta un observatorio astronómico, forman parte del patrimonio de la ciudad de San Fernando. La ciudad cuenta con 8 monumentos declarados como Bien de Interés Cultural (B.I.C.), e incluso el conjunto histórico de la ciudad ha sido dotado con esta categoría.

### Patrimonio
El desarrollo urbano que experimentó la ciudad de San Fernando durante la Edad Moderna, especialmente durante el siglo XVIII, ha provocado que la inmensa mayoría de los monumentos isleños daten de esta época. Este desarrollo se produjo motivado por la presencia de la Armada en la antigua Villa de la Real Isla de León, lo que hace que en San Fernando se encuentren numerosas construcciones militares, ya sean instalaciones navales, centros científicos o templos religiosos. Gran parte de los lugares de interés de la localidad se localizan en el centro histórico de la ciudad, especialmente en la calle Real, arteria principal de la antigua villa desde que comenzó a formarse el moderno núcleo urbano.

#### Arqueología

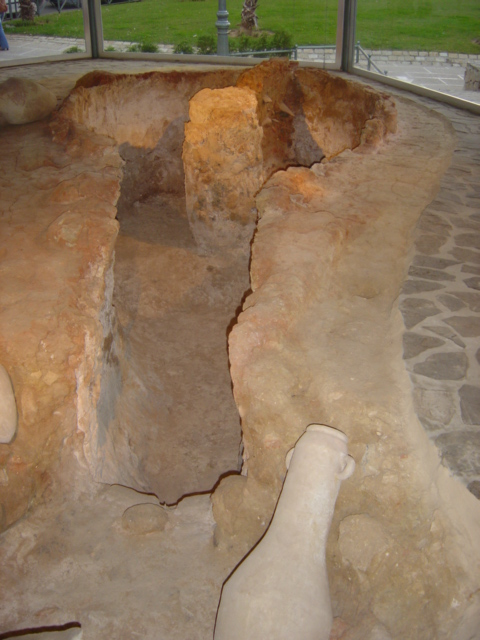
Los Hornos de origen fenicio y púnico son uno de los más antiguos restos arqueológicos encontrados en la localidad

- Hornos Púnicos y Fenicios: este conjunto de alfares y hornos de origen fenicio y cartaginés, muy poco común en Occidente por el elevado número de estructuras productivas excavadas como por su estado de conservación, se conserva en una serie de expositores de cristal de forma octogonal situados en una céntrica plaza de la ciudad. Los alfares aquí expuestos proceden de dos importantes talleres asociados a la ciudad de Gadir: el alfar tardo-púnico de Torre Alta y los hornos fenicios del Sector III de Camposoto. Esta pareja de hornos fabricó principalmente ánforas, además de otras formas cerámicas como tapaderas, jarras pequeñas, cuencos, latos y cerámica de barniz rojo proto campanienses. Las ánforas de manufactura local responde a tipos púnicos muy bien conocido en la bahía gaditana y otros enclaves del Mar Mediterráneo, fechadas entre los años finales del siglo III a. C. hasta la mitad de siglo II a. C..[121]
- Poblado Neolítico de Camposoto: uno de los pocos restos del periodo neolítico que se han encontrado en la bahía. Situado en el Sector III de Camposoto, fue descubierto durante las obras de construcción de un campo de hockey hierba.[122] Se han encontrado un fondo de cabaña y cuatro pozos del Bronce Antiguo, entre otros utensilios.[123]

#### Civil

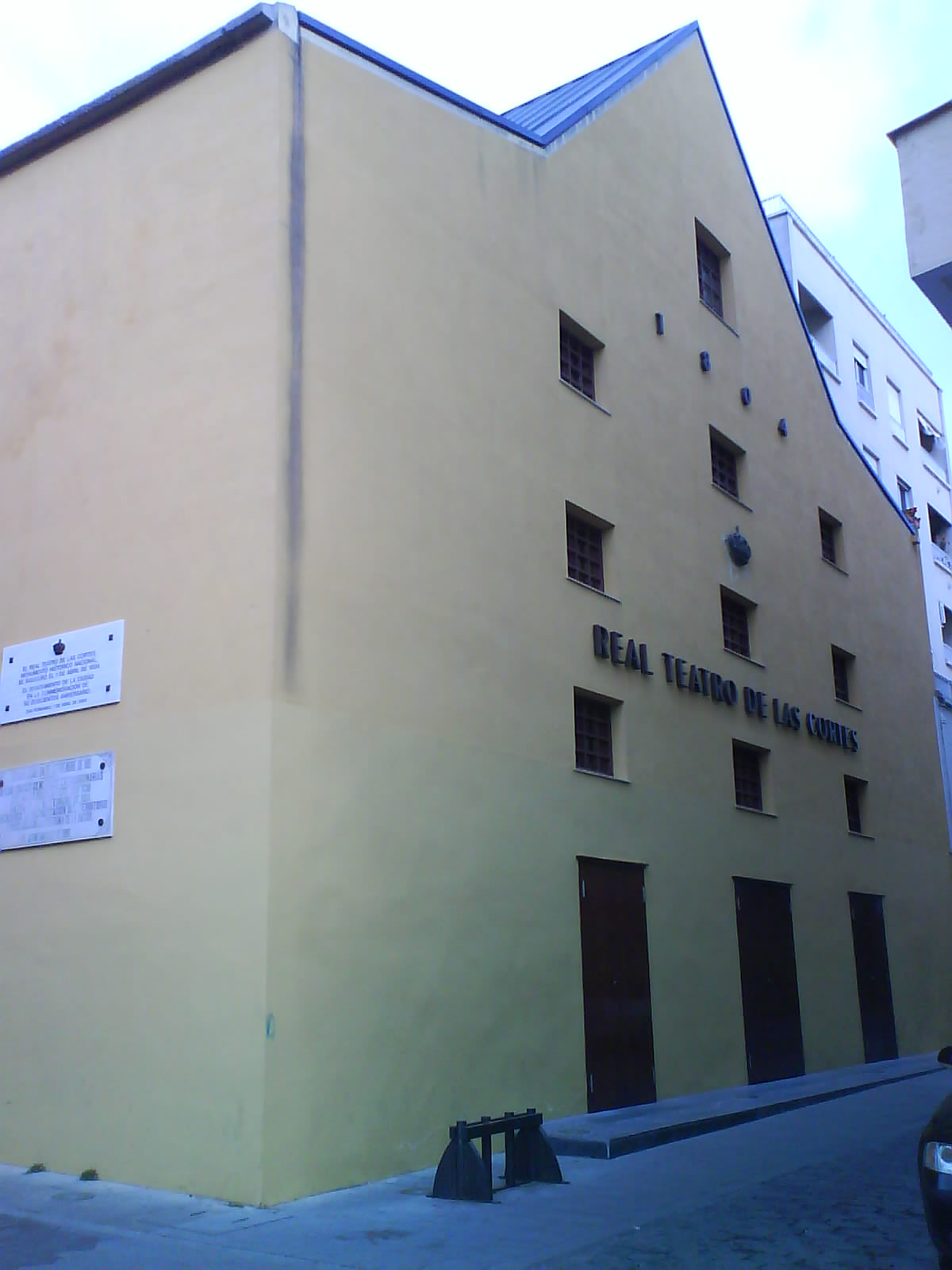
Real Teatro de las Cortes

La ciudad de San Fernando cuenta con considerables edificios y monumentos de carácter civil, algunos de los cuales han sido muy importantes no solo para la historia local, sino para la historia de España. Los más destacados edificios civiles de San Fernando son el Puente Zuazo, histórica vía de acceso a la localidad y a Cádiz; la Casa Consistorial, consistorio más grande de Andalucía y tercero de la nación; el Real Teatro de las Cortes, en el que se reunieron los diputados durante la redacción de la Constitución del año 1812; y los dos castillos con que cuenta la localidad, el Castillo de Sancti Petri y el de San Romualdo.

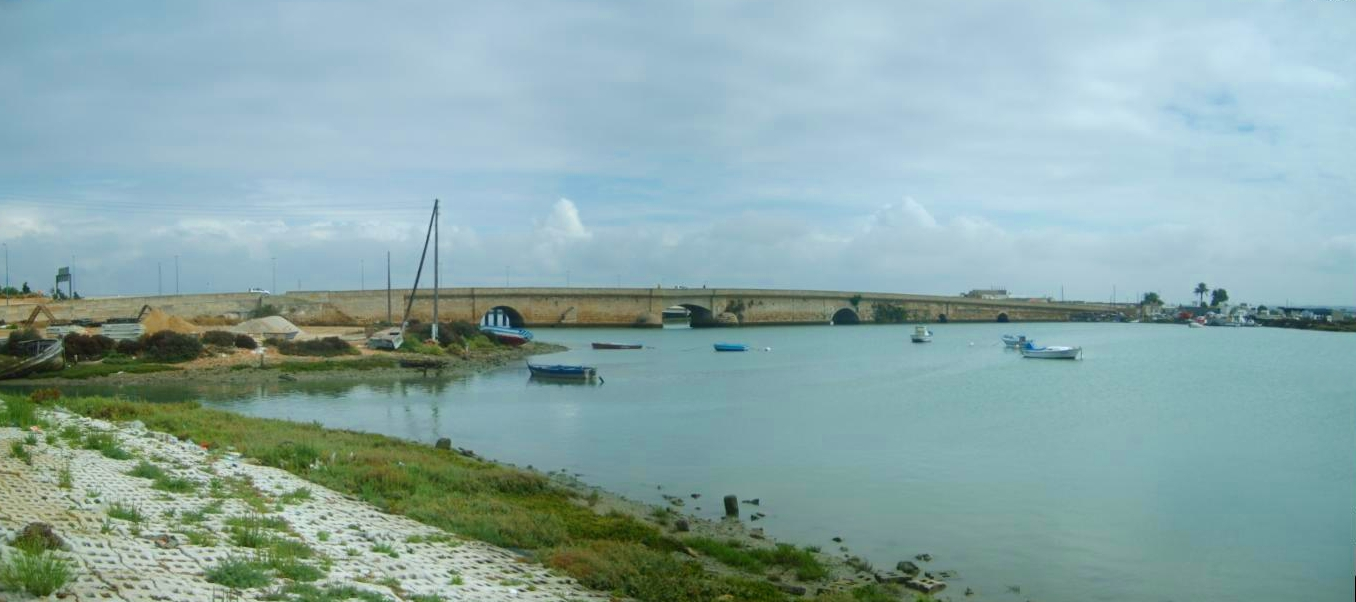
El puente Zuazo, símbolo de la ciudad de San Fernando, sobre las aguas del Caño de Sancti Petri

- Puente Zuazo (B.I.C.):[124] este puente, símbolo de la ciudad y que aparece en su escudo, ha sido a lo largo de la historia la principal vía de acceso a la Isla de León y a Cádiz, cruzando el Caño de Sancti Petri. Su construcción original data de época romana, cuando existía en el lugar en el que se levanta el puente un acueducto que traía agua potable desde El Tempul (en la actual Jerez) hasta la ciudad Cádiz, de cuya existencia hacen referencia ciertos textos árabes. A pesar de este origen, el actual Puente Zuazo data de finales de la Edad Media y principios de la Moderna. Su nombre procede del apellido de la familia Zuazo que, en el siglo XV, mandó construir un puente sobre el caño de San Pedro. En 1891, Joaquín Cristelly Laborde nos narra que «su construcción aún hoy en día, a pesar de los modernos adelantos en arquitectura, es admirable, llamando la atención a los peritos en estas construcciones al estar su pilares levantados sobre un fondo fangoso y removible, las vivas mareas, el esfuerzo de las grandes corrientes que tiene que soportar, son todas razones para considerarlo con bastante fundamento una de las grandes obras construidas por los antiguos para atestiguar la grandeza de los que la levantaron». En 1596, durante el reinado de Felipe II, se mandó construir, a ambas orillas del caño, dos fuertes que vigilaran el tránsito de vehículos y seres a través del viaducto (actualmente estas defensas se encuentran en proceso de restauración). Este puente fue escenario de luchas entre asaltantes y fuerzas españolas a lo largo de los siglos XVI y XVII, pero sin duda el enfrentamiento más importante aquí ocurrido fue el producido entre las tropas españolas y las tropas de Napoleón, durante la Guerra de Independencia Española. Durante dos años y medio (1810-1812) los defensores resistieron el envite de las fuerzas francesas, para lo que tuvieron que destruir la parte central del puente. Finalmente, los franceses se retiraron ante la imposibilidad de cruzar el caño.[125]

- Casa Consistorial (B.I.C.):[126] considerado como el mayor edificio de la arquitectura civil de Andalucía y el tercero más grande de toda España, la Casa consistorial de San Fernando es imponente edificio situado en la céntrica plaza del Rey. Las obras de construcción del Consistorio comenzaron a mediados del siglo XVIII, bajo la dirección del arquitecto Torcuato Cayón, continuando hasta el siglo siguiente. Arquitectos como Torcuato Benjumeda y Ventura Rodríguez participaron en la construcción de este edificio. Del exterior de este edificio de planta rectangular y tres pisos de altura, destaca la gran fachada. A la entrada principal se accede a través de una amplia escalinata. En el interior es notable la escalera de estilo imperial y realizada en mármol, y la Biblioteca Almirante General Lobo, de entre cuyas más 6000 obras destacan Anquitatum Romanorum, de Dionisio de Halicarnaso (Basilea, 1549) y De Arte Gimnastica. Libri Sex, de Geronimo Mercuralis (Venecia, 1569).

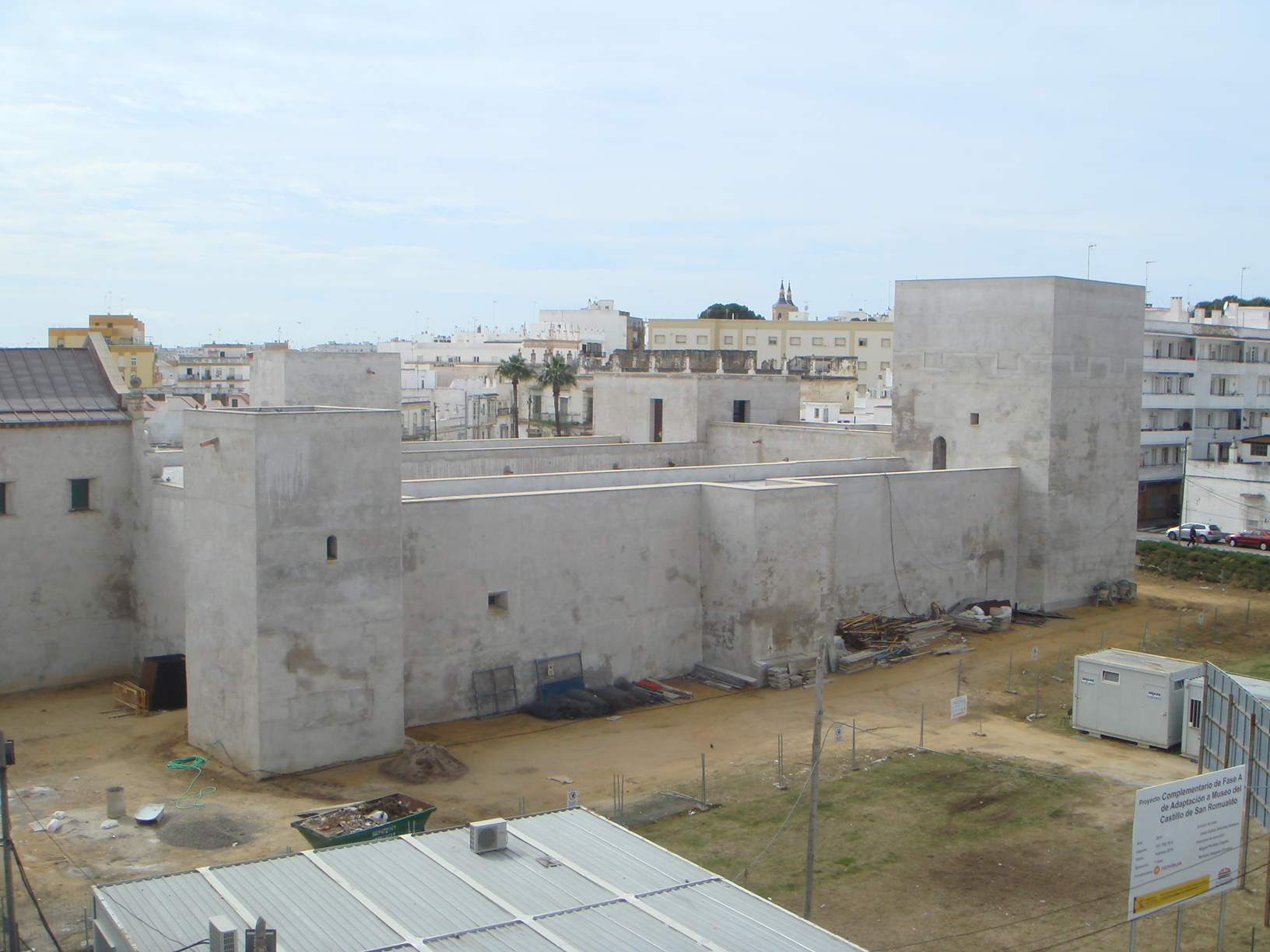
El castillo de San Romualdo durante su restauración. Al fondo de la imagen se aprecian los dos campanarios de la iglesia mayor de San Pedro y San Pablo

- Castillo de San Romualdo (B.I.C.):[127] este ribat, cuyo origen se desconoce aunque se supone que fue edificado originalmente en torno al siglo XIII (a pesar de ello, los restos que se conservan hoy en día datan del siglo XIV), es una fortaleza situada a la entrada de la antigua Isla de León, cerca del Puente Zuazo. Propiedad junto al puente de la familia Zuazo, que disputó su titularidad con los Ponce de León, el Ribat de San Romualdo fue conocido como Logar de la Puente, por la cercanía del Puente Zuazo, como Castillo de Suazo, por la familia dueña de estas tierras, y como Alquería de Rayhana, probablemente la original construcción islámica. En torno a este castillo, y en los alrededores del cercano Real Carenero, surgieron pequeños asentamientos que dieron lugar a la actual San Fernando. Y tras la construcción del Arsenal de la Carraca, coincidió con el Carenero en el inicio de su decadencia. Está declarado como Monumento Arquitectural Artístico y aparece en el Inventario de Protección del Patrimonio Cultural Europeo.[128]

- Real Carenero: este antiguo astillero es, junto al puente Zuazo y al castillo de San Romualdo, una de las más antiguas construcciones de San Fernando. Construido en tiempos de los Reyes Católicos, representa el comienzo del establecimiento de la industria naval en la Isla de León. Con la dinastía de los Austrias, el Carenero fortaleció su desarrollo y obteniendo la denominación de Real, destinando así sus actividades en las fábricas de motonería, lanas y jarcias, almacenes de aprovisionamiento, e instalaciones de carenas. Su situación geográfica, en el Caño de Sancti Petri y junto al Puente Zuazo, supuso un grave problema a partir del siglo XVI, debido al mayor calado de los buques y a la pérdida de importancia estratégica. Para la construcción de un nuevo astillero, el Arsenal de la Carraca, se eligió un lugar situado al norte del caño. A raíz de este hecho, el Real entró en decadencia, hasta llegar al estado de ruina.[129] Con motivo del bicentenario de las Cortes de 1810 se ha restaurado la zona con la intención de convertirlo en un atractivo turístico para la ciudad.

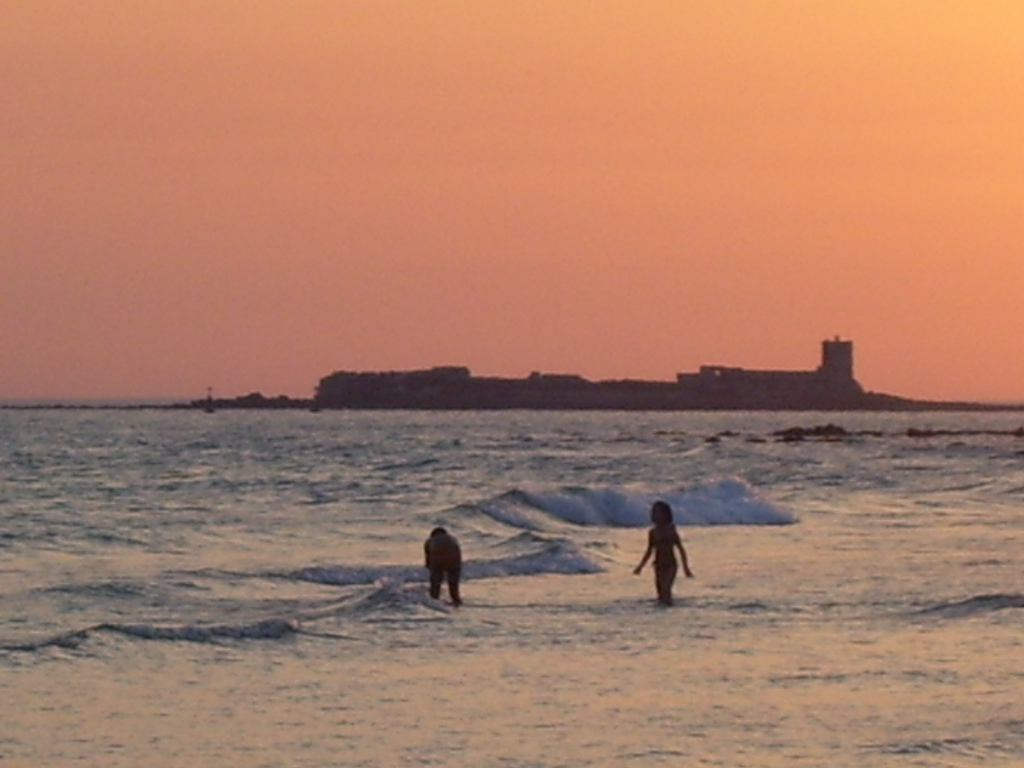
Castillo de Sancti Petri

- Castillo de Sancti-Petri (B.I.C.):[130] este castillo, situado en el Islote de Sancti Petri, en la desembocadura meridional del caño del mismo nombre, está formado por un conjunto de dependencias y fortificaciones construidas entre los siglos XVI y XVIII. En la Antigüedad, cuando el actual islote se encontraba unido a Cádiz por calzada, que hoy en día se encuentra sepultada bajo el mar, existía un templo de origen fenicio, conocido como Templo de Hércules. Este santuario uno de los más importantes templos de Mundo Antiguo. Pero de este templo no se han encontrado restos, por lo que, en la Edad Moderna se levantó el actual castillo. Este fortín se construyó con el objetivo de proteger las costas próximas ante un previsible ataque enemigo. Especialmente se destacó su labor durante la Guerra de Independencia, cuando sufrió el ataque y asedio de las tropas imperiales francesas, entre 1810 y 1812. En 1823, durante el ataque de los Cien Mil Hijos de San Luis, también se produjeron combates en torno al islote. Actualmente en proceso de reforma, titularidad estuvo recientemente en disputa entre los municipios de Chiclana y San Fernando, consiguiendo este último su reconocimiento legal tras una sentencia de los tribunales.[131][132][133]

- Real Teatro de las Cortes (B.I.C.):[134] este teatro fue inaugurado a principios del siglo XIX en 1804, como Casa de Comedias de la Real Villa de la Isla de León. Este lugar es conocido por ser el lugar en el que se reunieron, entre septiembre de 1810 y febrero de 1811, los diputados encargados de redactar la primera constitución de la historia de España, que sería promulgada en Cádiz en el año 1812. Las reuniones de las Cortes Generales y Extraordinarias se produjeron cuando la localidad se encontraba sitiada por los franceses. El edificio se caracteriza arquitectónicamente por el valor artístico de su interior, que contrasta con el recatado exterior.[135]

- Patio del Cambiazo (B.I.C.):[136] este patio del siglo XVIII es un claro ejemplo de caserío típico isleño del Barroco, en el que se pueden apreciar un amplio patio de acceso al que dan una serie de portadas. El patio del Cambiazo, situado en la calle Real, ha sido remodelado recientemente.

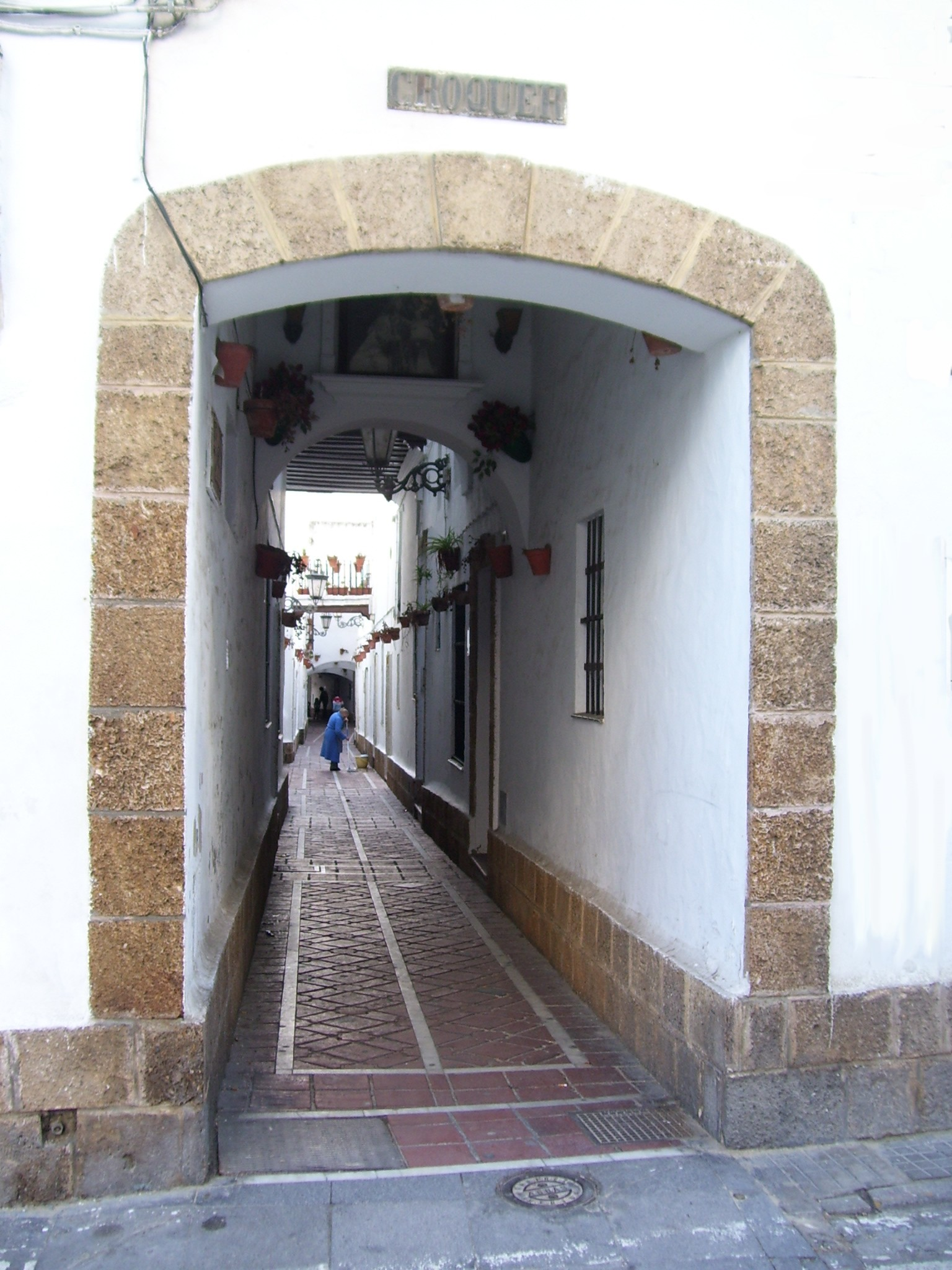
Callejón de Crocquer

- Callejón Croquer: esta pequeña callejuela, que comunica las calle Real y la calle Murillo, es probablemente la calle más singular de toda San Fernando, gracias a la tradición histórica y a la popularidad que cuenta en toda la ciudad. Un detalle a destacar en esta calle es la presencia de pequeños azulejos colgados en algunas de las puertas de sus casas con refranes y chistes populares. Declarada conjunto histórico artístico, este callejón fue construido en el siglo XVIII.[137]

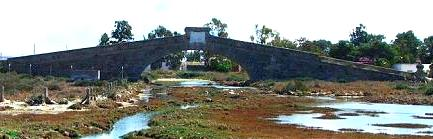
El puente Marqués de Ureña, entre la Población Militar de San Carlos y el Arsenal de la Carraca

- Puente Marqués de Ureña: este pequeño puente se construyó con el objetivo de comunicar la Población Militar de San Carlos y el Arsenal de la Carraca. De un solo arco rebajado, el caño que atravesaba se secó por lo que el puente quedó en desuso. Recibe el nombre de Gaspar de Molina y Saldívar, tercer Marqués de Ureña, director de la Población de San Carlos y constructor del Real Instituto y Observatorio de la Armada.[138]
- Baterías Defensivas de la Punta del Boquerón

Batería de Urrutia: batería defensiva construida en la Punta del Boquerón, frente al islote y al castillo de Sancti Petri, y que debe su nombre al General José de Urrutia, que fue Ingeniero General del Ejército Español. Esta fortaleza formaba parte del conjunto defensivo de la Punta del Boquerón, junto a la Batería de San Genís y a la Batería de Aspiroz, construido en el siglo XVIII para proteger esta zona del litoral gaditano y evitar la entrada de buques enemigos a través del Caño de Sancti Petri. Estuvo artillada con nueve piezas de 24 y dos de 16.
Batería de San Genís: baluarte cercano al de Urrutia, en la Punta del Boquerón. Debe su nombre al Ingeniero Militar Antonio Sangenís Torres y estaba dotado con 14 piezas (seis de a 24, dos de a 16, cuatro obuses de a 9 y dos de a 7).
Batería de Aspiroz: esta batería era la menor de las tres que formaban la línea de la Punta del Boquerón. Esta batería estaba menos artillada y construida con peores materiales.
- Plaza de toros: el coso taurino de San Fernando data del año 1871, siendo la segunda plaza más antigua de la provincia. La plaza isleña cuenta con un aforo de 8000 espectadores. En ella se entrenan los alumnos de la escuela taurina de San Fernando.
- Torres Vigías del cerro de Torre Alta

Torre Alta (B.I.C.): esta torre vigía construida en el siglo XVII fue construida para vigilar el litoral isleño y prevenir a la población ante el ataque de piratas y corsarios. Fue utilizada durante muchos años como enlace de comunicaciones con la gaditana Torre Tavira mediante un telégrafo marino de banderas. Sus vigías dependían de la Marina de guerra.
Torre Chica: construida a mediados de 1853 por el Ministerio de la Gobernación, según el modelo típico de la torre telegráfica de Mathé (similar a la restaurada torre de Arganda). En su parte superior se encontraba la maquinaria óptica creada por el Brigadier Mathé para enviar mensajes visuales a largas distancias, repetidas por una línea de torres ópticas y observadas con anteojos acromáticos por los torreros (o telegrafistas ópticos). Torre Chica era la última torre óptica, la n.º 59, de la Línea telegráfica de Andalucía (Madrid-Cádiz) mediante la cual el ministro de la Gobernación se comunicaba en pocas horas con el gobernador civil de Cádiz y con otras autoridades como el capitán general del Departamento Marítimo. Esta torre se comunicaba únicamente con la n.º 58 en Torregorda y después con la n.º 57 en el torreón de Puerta Tierra.

Baterías Defensivas del Puente Zuazo
Batería de Zuazo: aneja al Puente Zuazo, protegía la principal entrada a la Isla de León. Jugó un papel muy importante durante el ataque anglo-neerlandés de 1625, y, especialmente, durante el asedio francés, entre 1810 y 1812. Quedó prácticamente destruida a mediados del siglo XIX, y solo ha llegado a nuestros tiempos una pequeña parte.

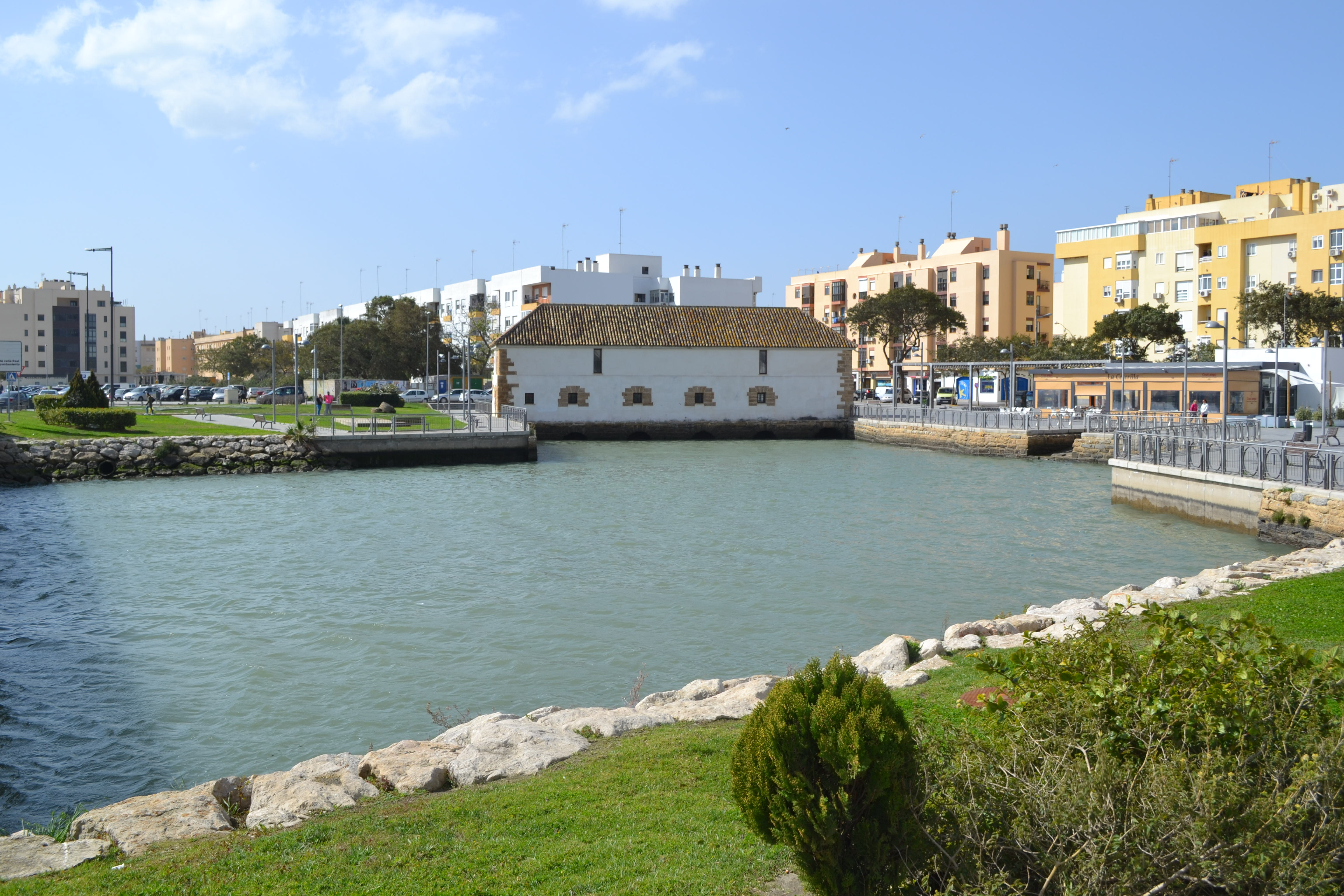
Molino de Marea del Zaporito

- Molino de Marea del ZaporitoMolino de mareas del Zaporito: Debe su nombre a Juan Domingo Saporito, rico genovés afincado en Cádiz, Administrador de las reales Aduanas de esta ciudad, quien en el año 1700 se compró un gran finca en la Villa de la Isla de León, en el sitio conocido como de Las Tres Cruces, la cual por el Este se extendía hasta el caño de Sancti Petri. Más tarde en el año 1711, Saporito construyó un caño para que las aguas del de Sancti Petri llegaran hasta el muelle de su propiedad. Este nuevo caño tomó como nombre el apellido de su dueño y constructor Saporito, vocablo que sufrió el fenómeno fonético del habla andaluza denominado ceceo, por el que /S/>/Z/, pasando a Zaporito, y quedando de este modo como topónimo de la zona. En el año 1717 Juan Domingo Saporito, ante de volverse a Génova, vendió la finca a José Micón, otro rico genovés afincado en Cádiz, quien construyó el molino de mareas conocido como Molino del Zaporito, por estar construido sobre el caño que ya llevaba este nombre y al que servía de puente. José Micón casó a su única hija Teresa Micón Porrata con Bartolomé Zaldívar, Conde de Saucedilla, quienes a su vez también casaron a su única hija, Manuela Zaldívar Micón, con José Molina y Rocha, II Marqués de Ureña, así a mediados del siglo XVIII la posesión de Las Tres Cruces, que incluía el caño y el Molino del Zaporito, pasaron a ser propiedad de su hijo Gaspar de Molina y Zaldívar, III Marqués de Ureña y IV Conde de Saucedilla. La teoría divulgada en los años setenta del pasado siglo XX que sostenía que el topónimo Zaporito era un vocablo que derivaba de San Hipólito, no tiene fundamento alguno. Para saber más consúltese: PEDRO MARTÍNEZ CHAMORRO y Mª ELENA MARTÍNEZ RODRÍGUEZ DE LEMA: El Zaporito: su nombre su origen y su historia. San Fernando 1992. Mª ELENA MARTÍNEZ RODRÍGUEZ DE LEMA: El Zaporito 300 años de historia. 1917. [cita requerida]

#### Monumentos militares

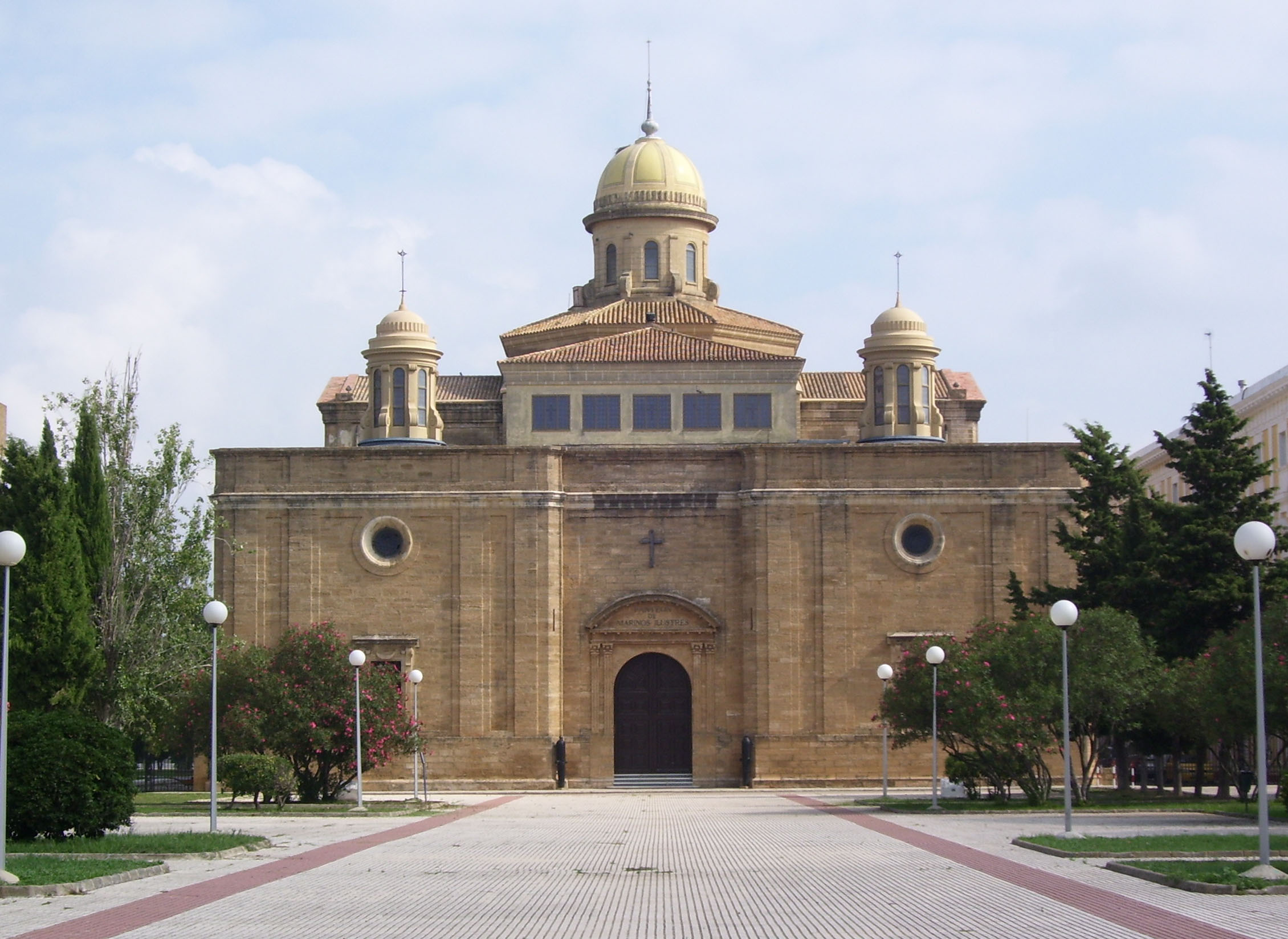
En el Panteón de Marinos Ilustres están enterrados numerosos marinos españoles

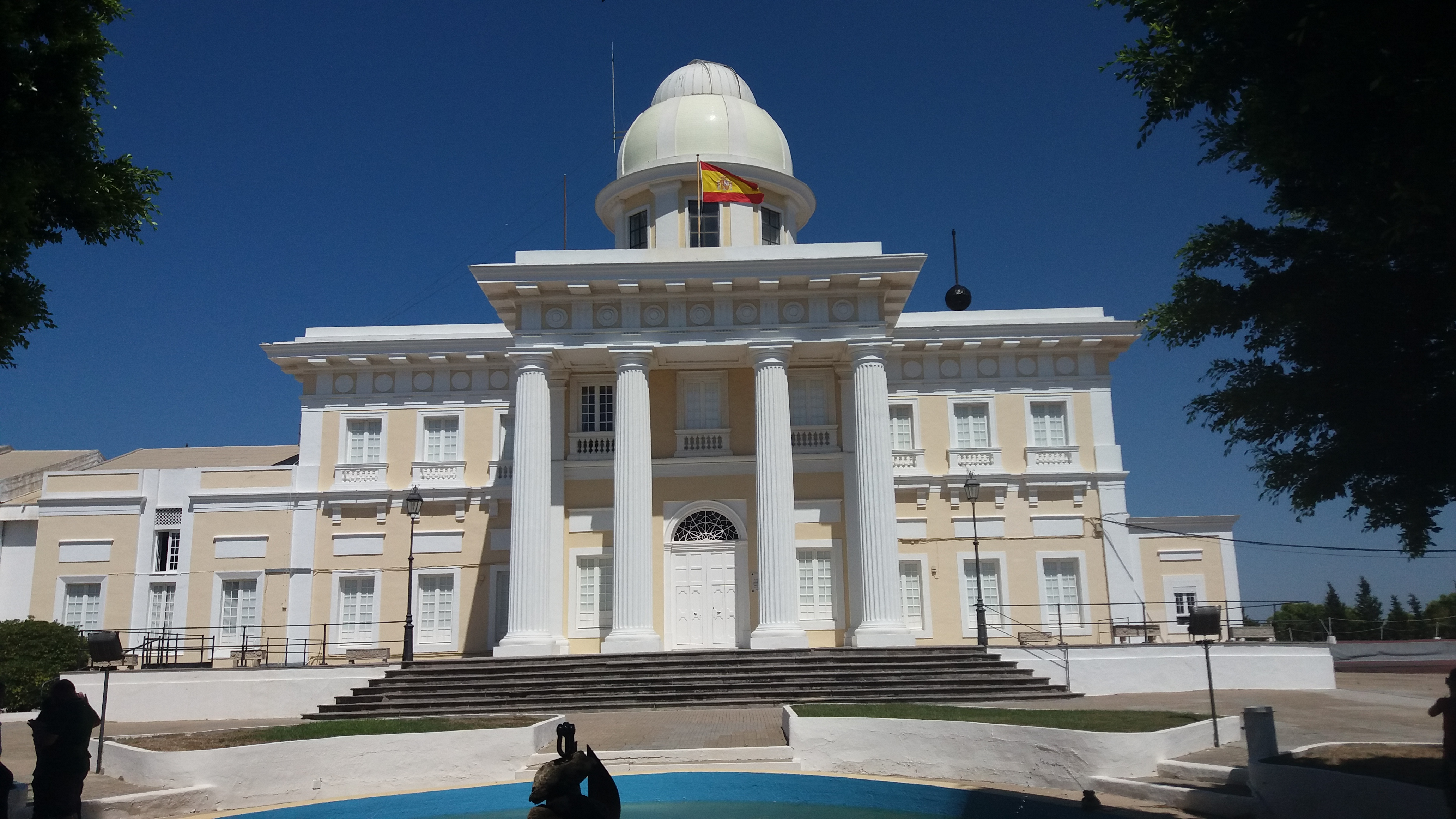
El Real Observatorio Astronómico de la Armada es una destaca institución científica vinculada a la Armada Española

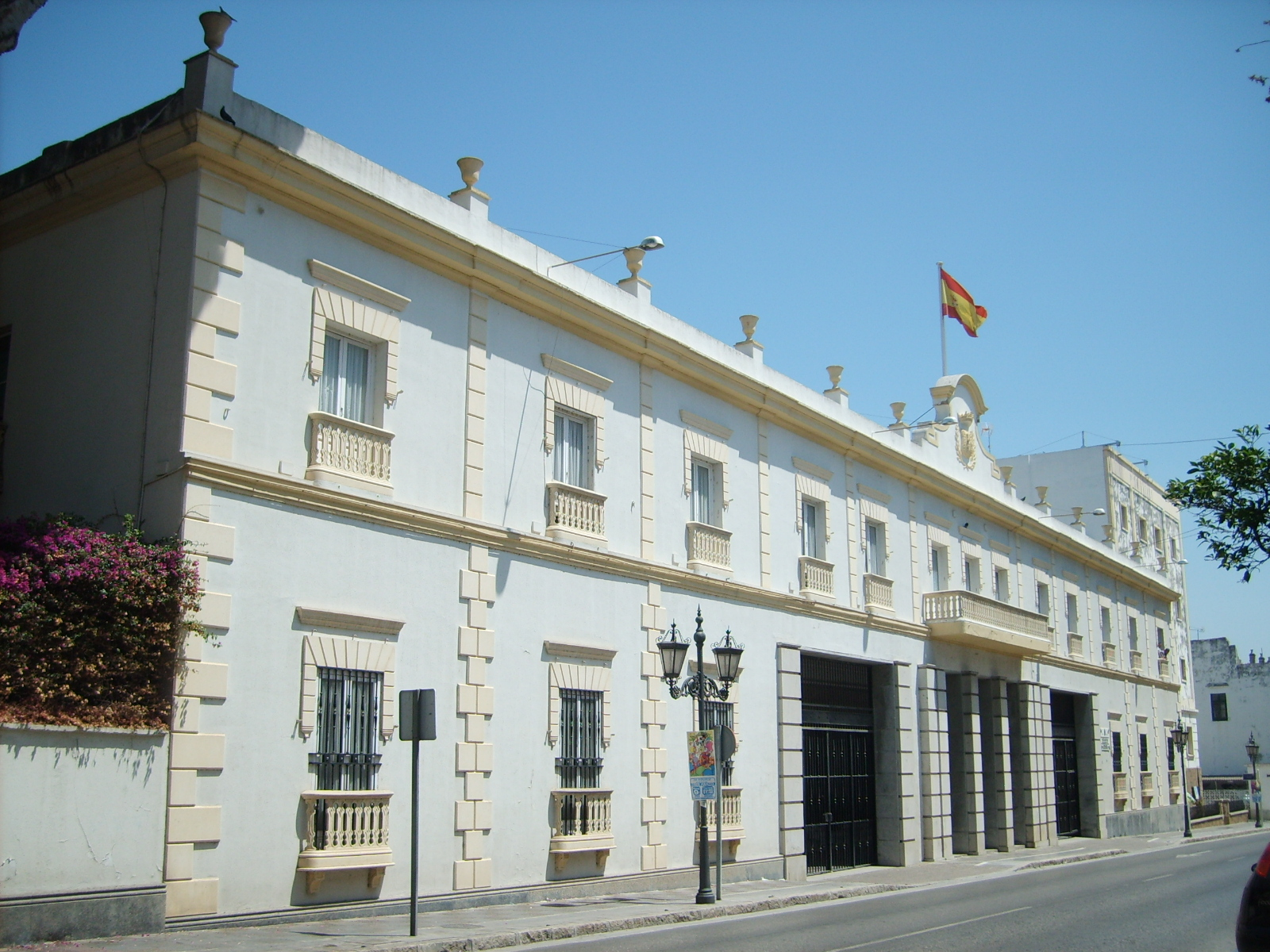
La Capitanía General Marítima tiene su sede en la céntrica calle Real

La presencia militar en la localidad de San Fernando ha sido de vital importancia para el desarrollo de la misma, legado del que dan constancia el rico patrimonio monumental. De entre estas construcciones, las más destacadas son el Arsenal de la Carraca, astillero militar en el que se han construido numerosos buques; el Panteón de Marinos Ilustres, en el que descansan los restos mortales de numerosos marinos españoles; el Real Instituto y Observatorio de la Armada, centro científico que marca la hora oficial de España; y la Capitanía General. Además, en la ciudad se encuentran varias fortificaciones y castillos que actualmente pertenecen a los gobiernos civiles.
- Arsenal de la Carraca: los astilleros de La Carraca fueron construidos en el siglo XVIII en sustitución del Real Carenero. Las obras de construcción se iniciaron en 1752, bajo el impulso del Intendente General de Marina, José Patiño, y del Marqués de la Ensenada, Zenón de Somodevilla. Las obras estuvieron al principio bajo el mando del científico militar Jorge Juan Santacilia, y posteriormente, en manos del ministro de Marina Antonio Valdés. En este Arsenal se han botado muchísimos buques, de entre los que destacan los navíos Hércules, Descubierta, Atrevida, y el Submarino Peral. Además, en La Carraca está amarrado el Buque Escuela Juan Sebastián Elcano cuando no está realizando una de sus travesías por los mares del mundo.[144]
- Panteón de Marinos Ilustres: en este templo de estilo neoclásico y construido en el siglo XVIII en la Población Militar de San Carlos, descansan los restos mortales de numerosos militares españoles, como Federico Gravina, Cosme Damián Churruca, Jorge Juan Santacilia o Cayetano Valdés. Originalmente construido como iglesia de la Purísima Concepción por el Marqués de Ureña, Gaspar de Milivar y Saldívar, su construcción no se terminó hasta el año 1854, aunque a mediados del siglo XX se completaron definitivamente las obras.[145][146][147]
- Real Instituto y Observatorio de la Armada: el ROA es un centro científico de la Armada, que cumple las funciones de observatorio astronómico y centro de formación de personal científico-militar, además de poseer una biblioteca que alberga unos 30 000 volúmenes. La construcción de este centro data de finales del siglo XVIII, y fue elegido para su edificación el cerro de Torre Alta, debido a su mayor altitud. El ROA es el encargado de fijar la hora oficial de España.[148]
- Capitanía General de San Fernando: esta institución está presente en San Fernando desde que, en 1769, se trasladara el Departamento Marítimo desde Cádiz a la Isla de León. La actual sede de Capitanía se encuentra situada en la calle Real, tras haber tenido dos sedes anteriormente: en la misma calle, al principio, y en la Población Militar de San Carlos. Este edificio fue construido en 1917 y remodelado a mediados del siglo XX, bajo el estilo imperialista del franquismo.[149]

#### Religioso

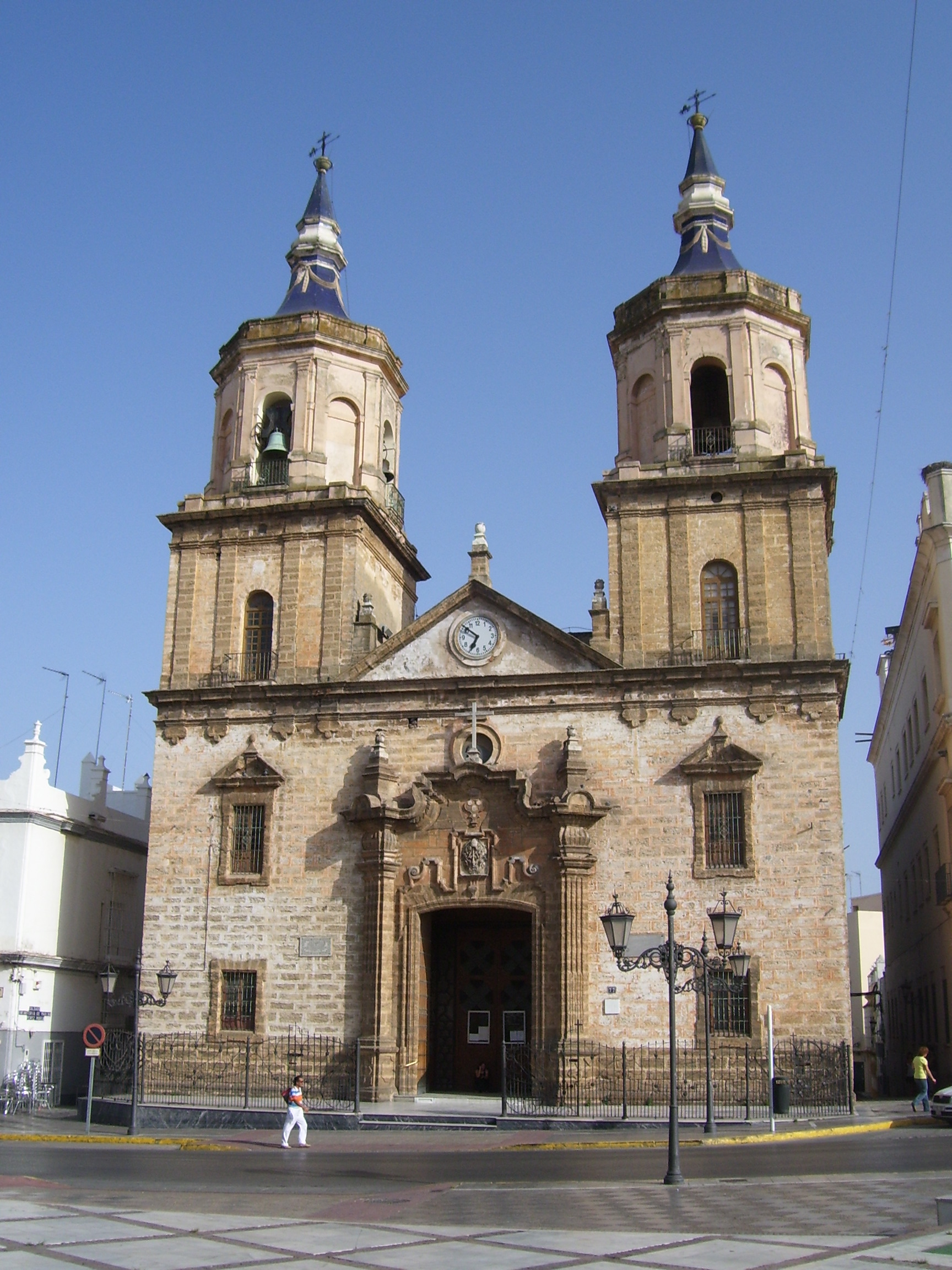
Fachada de la iglesia mayor parroquial de San Pedro y San Pablo (antes de ser reformada), situada en la calle Real y sede del juramento de las primeras Cortes Españolas

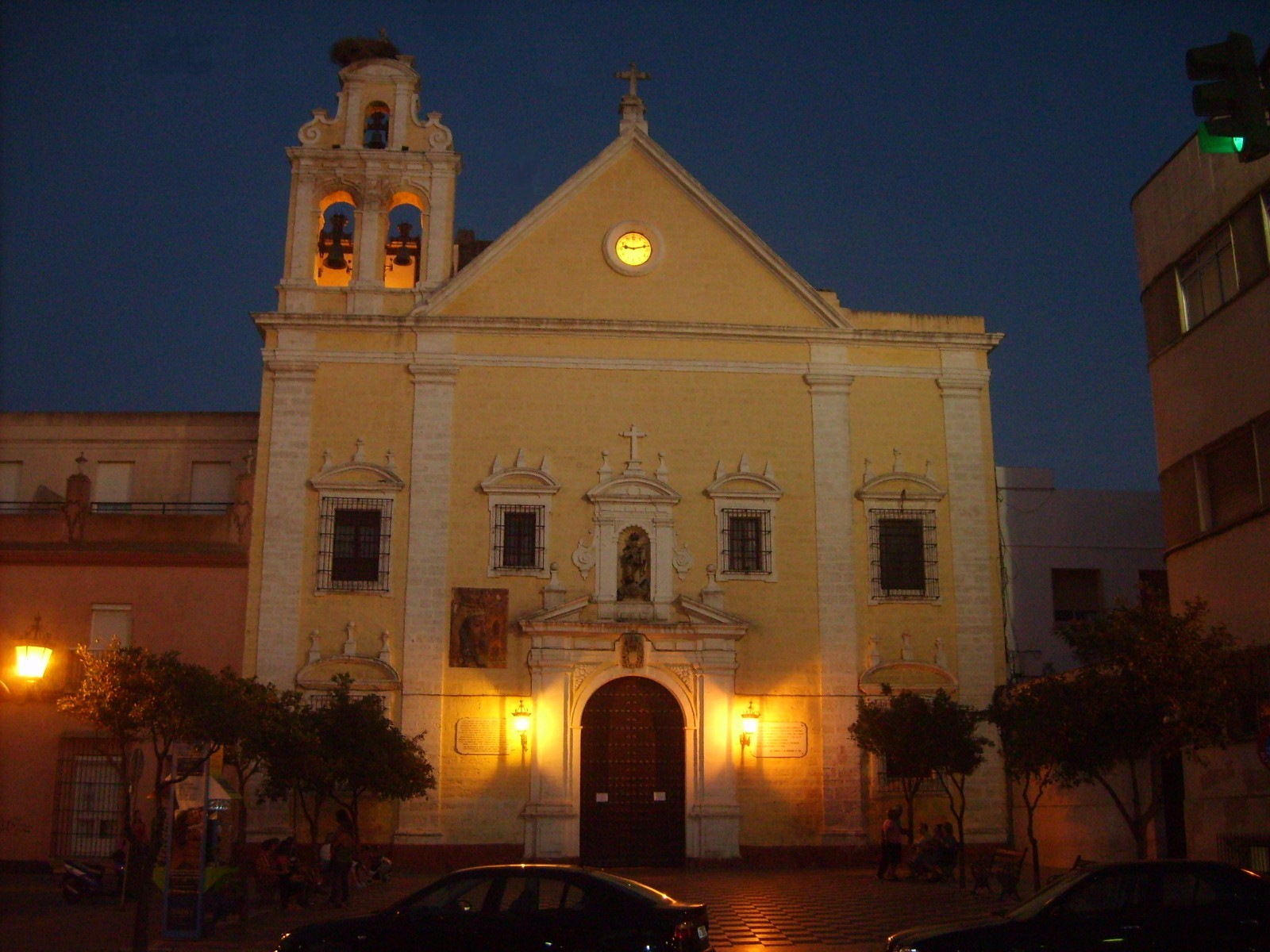
En la iglesia conventual del Carmen se le concedió a San Fernando su nombre actual y el título de ciudad. Aguarda en su interior a la devoción mariana principal de la localidad, La Virgen del Carmen Coronada, Patrona de San Fernando

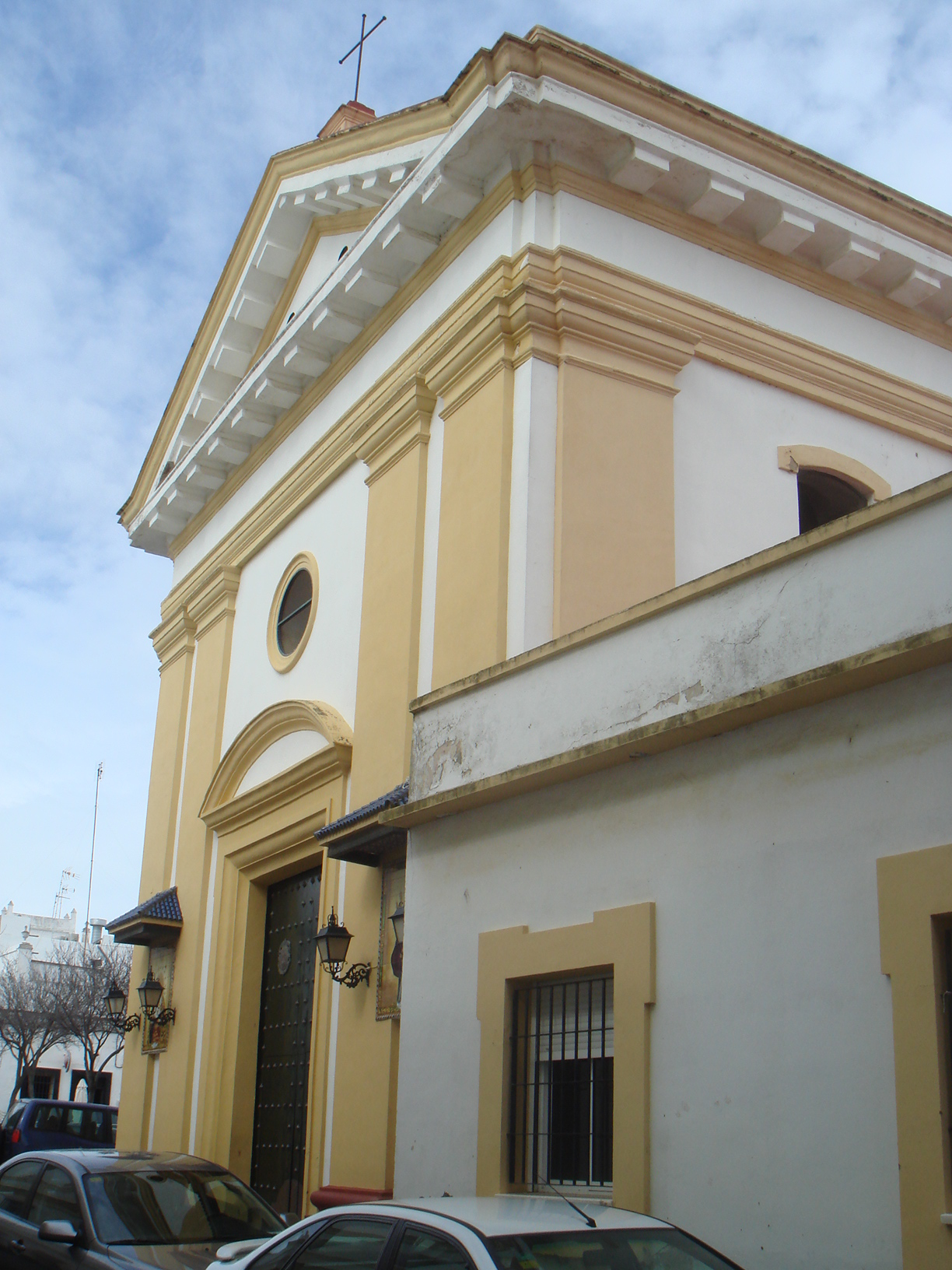
La iglesia parroquial de la Pastora está situada en la barriada del mismo nombre

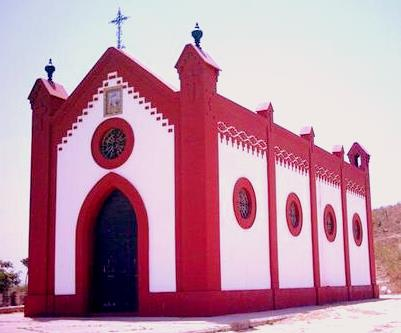
La ermita del Cerro de los Mártires fue construida sobre el lugar en el que fueron martirizados San Servando y San Germán

La localidad de San Fernando cuenta con varios edificios religiosos, todos de culto católico, construidos en su mayoría en el siglo XVIII. Las principales iglesias de San Fernando son iglesia mayor de San Pedro y San Pablo, mayor templo de la ciudad y lugar de la jura de las Cortes de Cádiz; la iglesia conventual del Carmen, en la que Fernando VII le concedió al municipio el título de ciudad y el nombre de San Fernando; iglesia castrense de San Francisco, construida por la Armada; y la ermita del Cerro de los Mártires, edificada en honor a los mártires San Servando y San Germán decapitados en el lugar sobre el que se asienta la ermita.
- Iglesia Mayor de San Pedro y San Pablo (B.I.C.):[151] esta iglesia de estilo neoclásico, conocida popularmente como iglesia mayor, es el más grande de todos los templos religiosos isleños. Construida en el siglo XVIII, las obras de construcción comenzaron en 1757 y concluyeron en 1769 bajo el proyecto de Alejandro María Pavía, aunque fue Torcuato Benjumeda quien finalizó las obras. Arquitectónicamente destacan los dos campanarios, coronadas con azulejos azules, y en las que se encuentran las campanas. En este templo se reunieron por primera vez los diputados encargados de redactar la Constitución de 1812, jurando trabajar por España. Aquí se encuentra la imagen de mayor fervor en la ciudad El Nazareno, que según la tradición fue hallada en 1751 en un antiguo mesón, conocido como Mesón del Duque, tras ser abandonado por dos viajeros italianos. También se encuentra la imagen del patrón de la ciudad desde 1800, San José.

- Iglesia conventual del Carmen: este convento carmelita e iglesia, inaugurados en 1733, es un edificio que presenta características de los estilos arquitectónicos del Barroco y del Neoclasicismo. La titular del templo, la Virgen del Carmen Coronada, es la patrona de la ciudad por rescripto del papa desde el 14 de junio de 1921, coronada como tal en 1951. Además es patrona de la Armada Española desde 1901. En esta iglesia, el rey Fernando VII concedió a la Real Isla de León el título de ciudad y el nombre actual de San Fernando.
- Iglesia Vaticana Castrense de San Francisco: este templo del siglo XVIII fue construido por la Armada Española. Las obras de construcción comenzaron en 1785, aunque anteriormente hubo en este lugar un hospicio-escuela de los Padres Franciscanos que prestaban servicios de culto desde 1765. La construcción corresponde a un momento de oposición al Barroco. La iglesia posee un conjunto de diez óvalos que forma parte de un apostolado, obra de Muñoz de la Vega. También posee un cuadro atribuido a Juan Carreño de Miranda (El Milagro de la Porciúncula) y tres cuadros de Mariano Salvador Maella, pintor de cámara del rey Carlos IV (La Inmaculada Concepción, San Carlos impartiendo la comunión entre los apestados de Milán y San Fernando recibiendo las llaves de Sevilla).
- Iglesia de la Divina Pastora: esta iglesia fue construida en el siglo XVIII, siendo el isleño Esteban Cróquer el encargado de edificar el templo. La titular de la iglesia, la Virgen de la Divina Pastora, es también copatrona de la ciudad. Arquitectónicamente destaca la fachada principal, que presenta una puerta adintelada y enmarcada por dos pares de pilastras adosadas. Sobre el dintel hay un óculo que da luz al zaguán y, coronando a este, una cornisa corrida y un frontón triangular en el que se marcan los modillones rectangulares. En el interior destaca el retablo, obra de Ángel Bugatto.
- Capilla de Nuestra Señora de los Desamparados (Antigua capilla del Hospital San José): la capilla se ubica en la plaza de San José, dentro del edificio que fuera el conjunto del Hospital de San José. El edificio vincula su fundación a la labor del Obispo gaditano Fray Tomas del Valle. Desde su inauguración como tal en 1768 hasta la actualidad ha pasado por distintas fases y cometidos. El conjunto es de planta rectangular. Dentro de él alberga la Capilla de la Hermandad de los Desamparados, así como la antigua sala de enfermos, claustro y otra dependencia, hoy convertidas en Escuela. En la antigua Sala de Enfermos estuvieron hospitalizados los heridos de la Batalla de Trafalgar. El material empleado para su construcción fue piedra, cal y canto. La Capilla de Ntra. Señora de los Desamparados se reabrió al culto el 1 de diciembre de 1985.
- Ermita del Cerro de los Mártires: esta pequeña ermita fue erigida en el cerro de los Mártires en honor a San Servando y San Germán (patronos de Cádiz y Mérida y copatronos de San Fernando) que, según cuenta la tradición, fueron decapitados alrededor del año 305 en el cerro anteriormente mencionado o en sus alrededores. La construcción de la ermita data del año 1880. En 1942 la primitiva ermita fue demolida y sustituida por la actual. En esta nueva capilla fue enterrada la primera piedra de la anterior ermita. El 23 de octubre de 1945 fue bendecida y, desde entonces, cada 23 de octubre se celebraba una romería, la romería de San Servando y San Germán, en honor a los santos copatronos. En los últimos años se celebra el domingo siguiente al día 23 de octubre.
- Iglesia del Santísimo Cristo de la Vera Cruz: construida en el siglo XVIII, la antigua iglesia del Cristo comenzó a construirse en 1775, levantándose el viejo templo sobre un convento de los Padres Mercedarios. De su conjunto imaginero es destacable la imagen del Cristo, de autor anónimo, que es titular de la iglesia y de una de las más antiguas cofradías de la ciudad. Según cuenta la tradición, la imagen del Cristo apareció entre los restos de un naufragio en aguas del Caño Herrera, en plena Bahía de Cádiz. La antigüedad de esta obra de arte oscilaría entre el último tercio del siglo XVI y principios del siglo XVII. También es destacada entre las obras de imaginería de la iglesia una Dolorosa y una imagen de San Juan. Estas dos últimas esculturas también tiene un curioso origen: su autoría se atribuye a un escultor que, estando de paso para partir a las Indias, cayó gravemente enfermo. Según se dice, pidió ayuda al citado Cristo de la Vera Cruz y, tras conseguir recuperarse, talla como agradecimiento estas dos imágenes. En 1972 fue inaugurada la iglesia nueva, que es la que se utiliza para los actos religiosos.
- Templo de San José Artesano: la construcción de este templo se inició 1 de mayo de 1993, lo que hace que sea la más moderna iglesia de la ciudad. La dirección de las obras fue adjudicada a Antonio Abalos Culebra. La iglesia consta de dos cuerpos unidos por arcos, la parte principal y el campanario; ambos desarrollados en una estructura octogonal que hace referencia al octavo día, símbolo de la resurrección.
- Iglesia de la Inmaculada: este templo de reducidas dimensiones está situado en la Casería de Ossio. Se desconoce el origen de su construcción y la fecha en que se edificó, pues, aunque en su fachada aparece la cifra de 1887, esta no puede ser la de su fundación, pues en la visita pastoral del Obispo Jaime Catalá y Barbosa, del 26 de mayo de 1880, esta iglesia figura como capilla. Probablemente, la creación de esta capilla se debe situar entre 1822 y el referido 1880.
- Parroquia de San Servando y San Germán: pequeña parroquia situada en el barrio de la Ardila. Es un edificio poco destacado, en el que sobresalen las imágenes del Santísimo Cristo de Humildad y Paciencia y de María Santísima de las Penas.
- Parroquia de la Sagrada Familia: pequeña parroquia, seguramente la más pequeña de la ciudad. Durante la Semana Santa, su titular, el Gran Poder, debe realizar el itinerario más largo de cuantos realizan las cofradías locales.

### Centros culturales

#### Museos

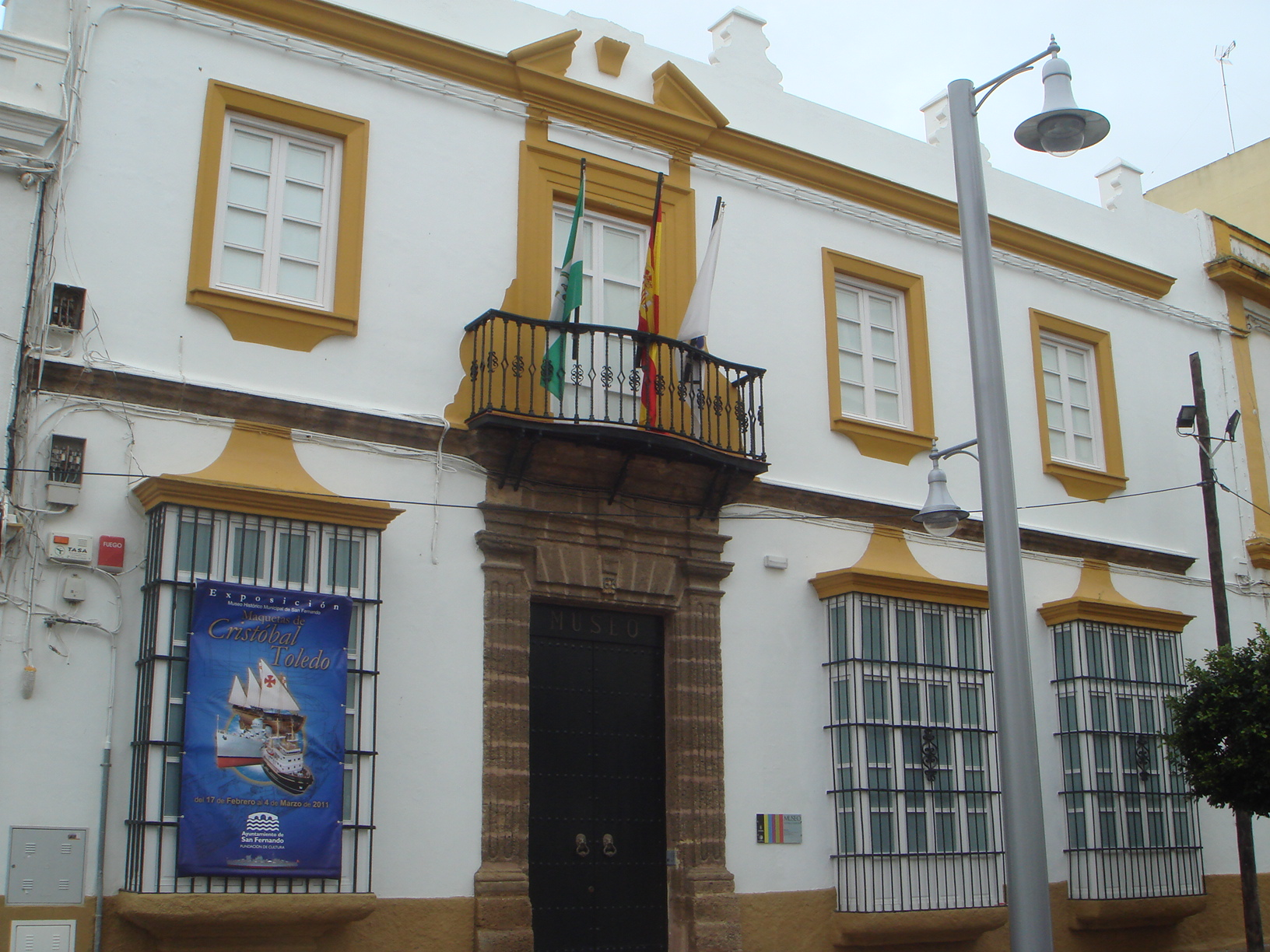
Fachada del Museo Histórico Municipal, situado en la céntrica calle Real

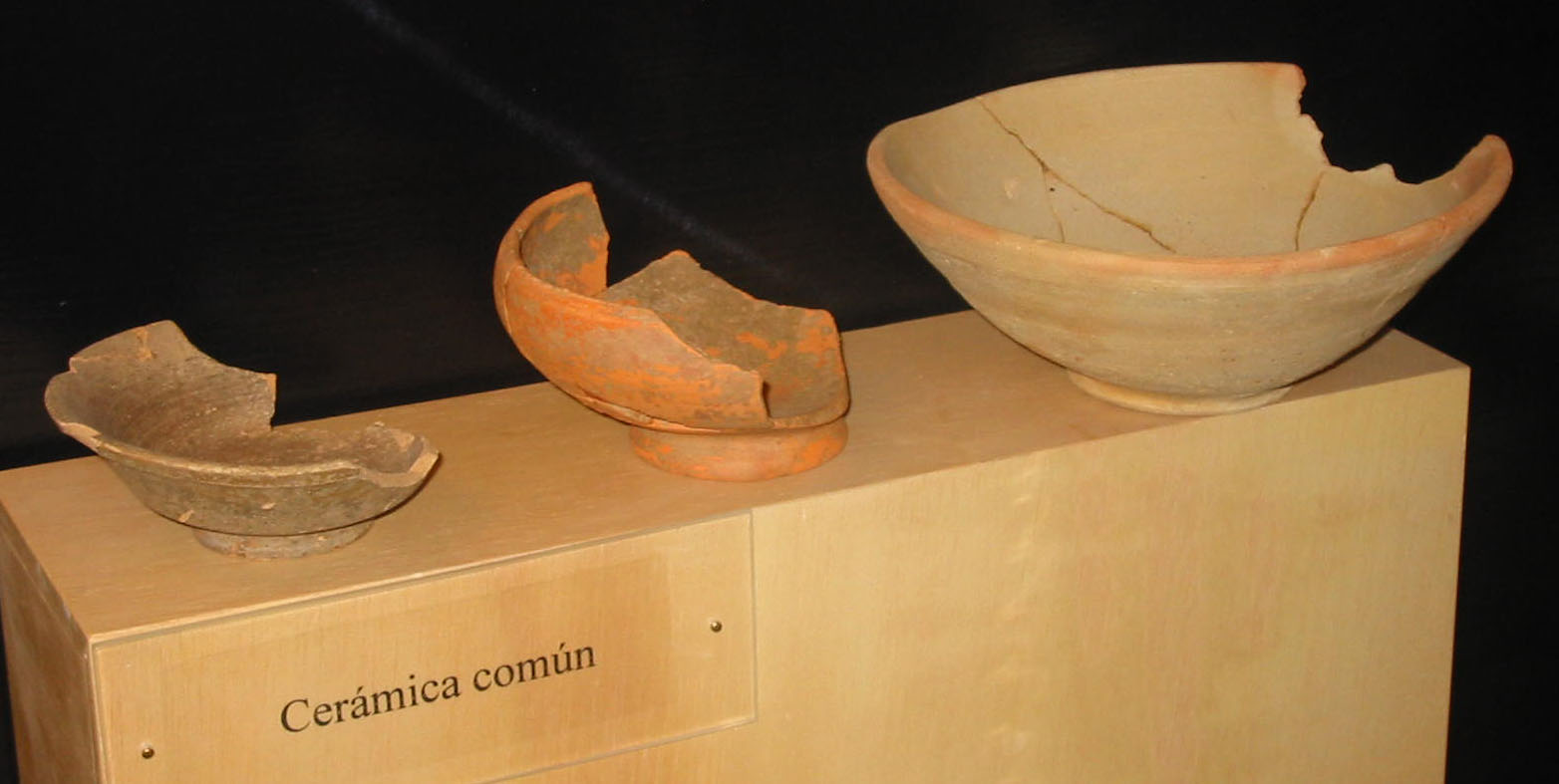
Restos arqueológicos, de origen púnico-turdetano, conservados en el Museo Municipal

- Museo Histórico Municipal: el museo de la localidad cuenta con cinco salas permanentes en las que se exponen diversas piezas encontradas en San Fernando. Las cinco salas se estructuran por épocas o por yacimientos de mayor importancia:

Sala I: Los orígenes de La Isla
Sala II: Alfares del Sector III y Torrealta
Sala III: Las Industrias de Gades
Sala IV: El Yacimiento de Pery Junquera II
Sala V: La Isla Medieval, Moderna y Contemporánea
Además, el museo cuenta con varias colecciones de Arqueología, Arqueología Industrial, Bellas Artes, Documentación, Etnología, Fósiles y Minerales, Fotografía, Hemeroteca, Numismática y Réplicas. El Patio Principal y la segunda planta son los lugares destinados para albergar las exposiciones temporales. El actual edificio del museo se construyó en 1755. El edificio se debe a un comerciante de Cádiz, Alonso Ortega y Muñiz, que edificó esta casa en terrenos del Deán de la Catedral de Cádiz; hasta su adquisición por el Ayuntamiento albergó desde el año 1949 la Clínica de la Empresa Nacional Bazán, llegando a ser conocido por los isleños como Clínica Palomo. El museo actual se inauguró en el año 1988.
- Museo Naval: el Museo Naval isleño es periférico del Museo Naval de Madrid, y alberga restos, imágenes, maquetas y otros objetos relacionados con la Armada Española. Situado en la Población Naval de San Carlos, la actual sede del museo es el edificio principal de la Escuela de Suboficiales de la Armada. Este edificio, de estilo neoclásico, fue terminado en 1798 para albergar la Academia de Pilotos y la Intendencia del Departamento. La creación del museo se remonta a finales del siglo XVIII, cuando el rey Carlos III, mediante Real Decreto del 28 de septiembre de 1792, aunque se inauguró dos siglos después, en 1992.[153] El museo consta de diecinueve salas:

1. Vestíbulo
2. Arqueología submarina
3. Trafalgar
4. Instrumentos del Polígono de Tiro Janer
5. Infantería de Marina
6. Exvotos
7. Folclórica
8. Religiosa
9. Maniobra
10. Escaleras y Rotonda central
11. Rotonda de banderas
12. Uniformes y condecoraciones
13. Juan Sebastián Elcano
14. Armamento y artillería naval
15. Cronología naval
16. Arma submarina
17. Arma aérea
18. Modelos y maquetas de vela
19. La Marina del siglo XX

- Parque de la Historia y del Mar: conjunto de instalaciones en las se tratan de temas relacionados con el mar y la importancia que tiene en la historia de San Fernando.[154] Actualmente el centro se encuentra en desuso debido, entre otras causas, a los problemas económicos que presenta el Consistorio local y a la falta de iniciativas privadas que lo activen.[155][156]
- Centro de Interpretación del Parlamentarismo: institución creada en el año 2010 con motivo del Bicentenario de las Cortes de 1810.

#### Bibliotecas y otros centro culturales
- Biblioteca Almirante General Lobo: este biblioteca, situada en el edificio del ayuntamiento, consta de más de 6000 piezas entre obras y volúmenes donadas por el militar isleño Miguel Lobo y Malagamba. Algunas de estas obras son de valor incalculable, caso de un Atlas Geográfico fechado en 1666, del primer Diccionario de la Lengua Castellana, «Anquitatum Romanorum», de Dionisio de Halicarnaso (Basilea, 1549) y «De Arte Gimnastica. Libri Sex», de Geronimo Mercuralis (Venecia, 1569).
- Biblioteca del Real Instituto y Observatorio de la Armada: sus más de 30 000 volúmenes, incluida la importante colección de publicaciones periódicas, forman una de las más interesantes bibliotecas científicas del país, inseparable del quehacer científico del Observatorio y de las tareas docentes de la Escuela de Estudios Superiores de la Armada. Su fondo bibliográfico, compuesto por 28 000 volúmenes y una rica colección de publicaciones periódicas, se ha ido formando a lo largo de los 250 años de funcionamiento del Observatorio:
  - El Fondo Bibliográfico Moderno (automatizado).
  - El Fondo Bibliográfico Antiguo: compuesto por 1287 obras publicadas en los siglos XV, XVI, XVII y XVIII, todas ellas de un interés muy especial para los historiadores de la ciencia.
  - La Colección de Cartografía, compuesta principalmente por cartografía náutica de las costas españolas publicada en los siglos XVIII y XIX, está formada por más de 3500 mapas, cartas y planos.
- Real Academia de San Romualdo de Ciencias, Letras y Artes: este centro académico, que forma parte de la Red de Academias de Andalucía, tiene como objetivo primordial fomentar fomentar, promover, y difundir el desarrollo científico, literario y artístico.[157]
- Centro de Visitantes del Parque Natural de la Bahía de Cádiz: edificio de reciente construcción situado en la salina de Leocadia, cerca de la playa de Camposoto y de Gallineras. En este centro se muestra al visitante una visión educativa del parque natural de la Bahía de Cádiz, gracias a los medios de los que dispone: mirador, rutas guiadas y audiovisuales, entre otras.[158]
- Centro de Congresos Cortes Real Isla de León: palacio de congresos y de exposiciones situado en la céntrica calle Real, en el edificio conocido anteriormente como Cine Almirante. Cuenta con un total de 900 m² destinados a la celebración de diversos eventos, y con capacidad para 551 personas. Entre las dependencias del centro destaca el Auditoría Lázaro Dou, con capacidad para 266 asistentes.[159]
- Peña Camarón de la Isla: peña cultural fundada en honor al destacado cantaor flamenco José Monge Cruz, Camarón de la Isla, natural de San Fernando, que realiza diversos eventos relacionados con la figura de Camarón y con el flamenco en general.[160]
- Biblioteca Luis Berenguer: biblioteca pública creada por el ayuntamiento en 1994 y dependiente de la Fundación Municipal de Cultura.[161]
- Biblioteca Municipal
- Casa de la Cultura

### Parques y jardines

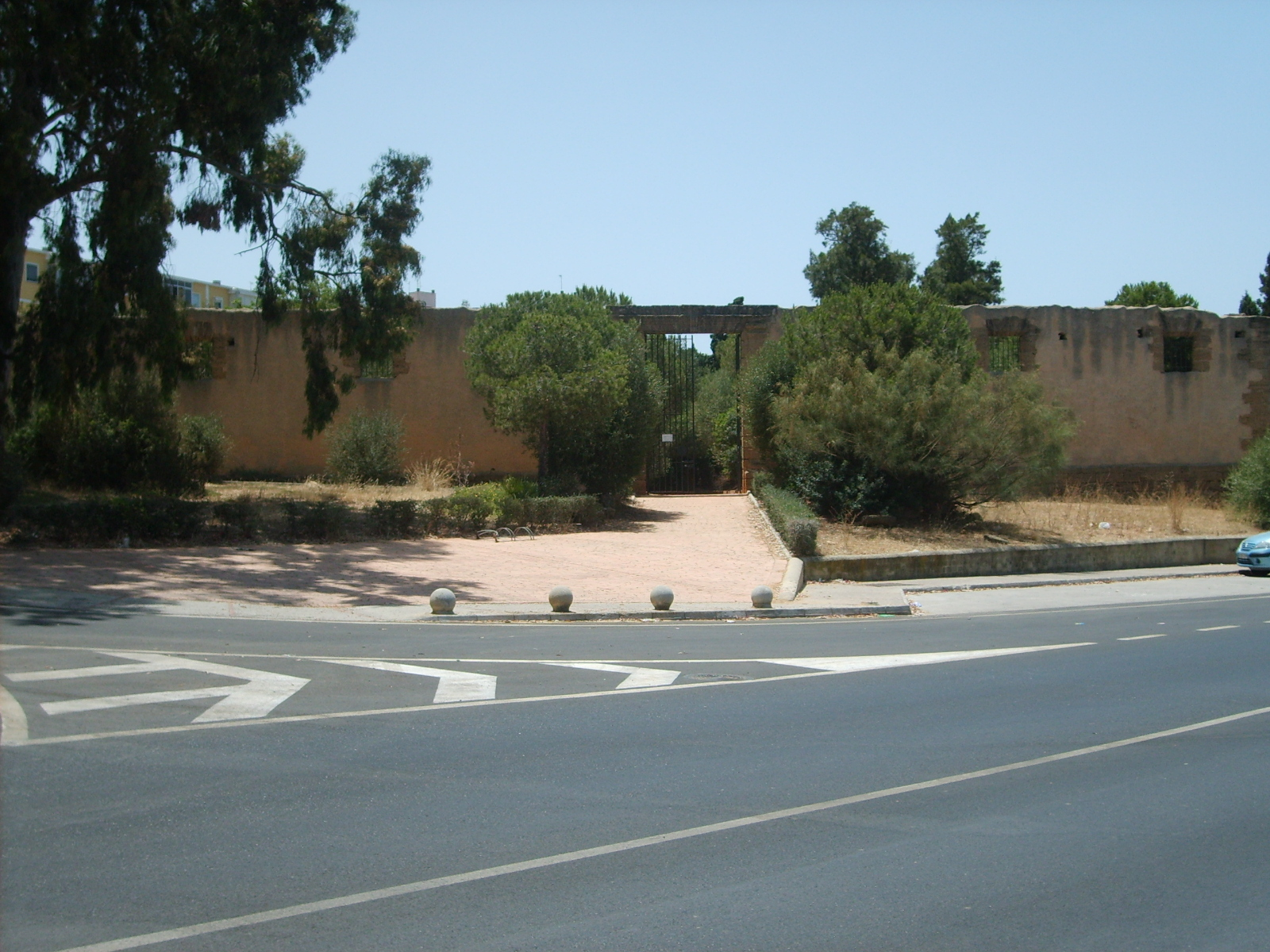
Jardín botánico

- Jardín botánico de San Fernando: parque botánico dependiente de la Junta de Andalucía, en el que se muestra la flora de los distintos ambientes de la Provincia de Cádiz, además de una colección de especies de América y de Canarias.[162][163] Aúna la tradición de aquellos jardines del siglo XVIII, cuya finalidad era la aclimatación de plantas de interés económico o estético a nuestras latitudes y que hoy en día forman parte, junto a las construcciones que los albergan, del patrimonio histórico andaluz, con la moderna concepción de los jardines botánicos cuya finalidad es la educación y la conservación.[164]
- Parque Almirante Laulhé: conocido popularmente como parque de los Patos y situado en el centro de la ciudad, cerca del cementerio municipal. Alberga en su interior varias instalaciones deportivas (pabellón municipal) además de un escenario para los conciertos.
- Parque del Oeste: situado como su nombre indica al oeste de la ciudad, junto a la CA-33, en la avenida Pery Junquera.
- Parque del Barrero: situado en la zona de Torre Alta y del Observatorio, y próximo al Centro Comercial San Fernando Plaza.
- Parque Sacramento: céntrico parque, situado junto al campo municipal de la Bazán.
- Paseo General Lobo: conocido como La Glorieta, está situado junto a la estación de San Fernando. Destacan un monumento del Sagrado Corazón de Jesús y una antigua locomotora.
- Plaza de las Esculturas: de construcción reciente, alberga una serie de esculturas modernistas. Se sitúa en el lugar donde antiguamente se encontraba el Campo de Deportes Marqués de Varela entre la avenida alcalde Cayetano Roldán y la calle Profesor Antonio Ramos.
- Parque de Las Huertas: situado en Camposoto, entre las calles Compañía de María y la carretera de Camposoto.

## Cultura

### Fiestas locales
Las festividades son una parte importante de la cultura de San Fernando, destacando:
Semana Santa
Carnaval
Feria del Carmen y de la Sal
A pesar de la importancia de estas celebraciones, la fiesta oficial de la ciudad es la fiesta de las Cortes, celebrada cada 24 de septiembre, y que conmemora la primera reunión de los diputados que elaboraron la Constitución Española de 1812. Otros festejos importantes son la romería de San Servando y San Germán conocida como Día del Cerro, la celebración cada 19 de marzo de la Solemnidad de San José, Patrón de la ciudad desde 1800, cuya procesión anual se realiza cada 1 de mayo (Fiesta de San José Obrero) recorriendo las calles del barrio de la iglesia mayor.
El 16 de julio, Fiesta local, procesiona por las calles de la localidad la Virgen del Carmen Coronada, alcaldesa y patrona de San Fernando en procesión de gloria.
La festividad del Corpus en junio con acompañamiento de la patrona (Virgen del Carmen Coronada) y el patrón (San José) al Santísimo Sacramento, la fiesta de San Juan y los Tosantos.

#### Carnaval
El carnaval de San Fernando se celebra generalmente a mediados de febrero. Esta festividad es de considerable interés para los habitantes de la ciudad. Durante la semana que dura el carnaval se celebran numerosos actos, destacando los que se producen en torno a la plaza Sánchez de la Campa (popularmente llamada como plazoleta de las Vacas), lugar de culto para los seguidores de esta fiesta. Las numerosas peñas carnavalescas realizan ensayos generales y degustaciones gastronómicas tales como la tortillada, la quesada o la gran pollada. Los actos más importantes del carnaval isleño son:
- Pregón del Carnaval de la Isla
- Concurso de disfraces
- Carrusel de Agrupaciones Carnavalescas.
- Exposiciones de temas relacionados con el mundo del carnaval
- En el Teatro de las Cortes, concurso de agrupaciones
- Homenaje al Comparsista
- Carrusel de Coros
- Gran Cabalgata de Carnaval

#### Semana Santa
La Semana Santa es una celebración muy importante para muchos vecinos de San Fernando. Muestra de este valor es la existencia de hasta veintidós Cofradías en la ciudad. La fiesta comienza el Domingo de Ramos y finaliza el Domingo de Resurrección, día en el que sale la procesión de Jesús Resucitado (el resto salen hasta la madrugada del Viernes Santo al Sábado Santo). El momento más importante es la madrugada del jueves al viernes, con la salida de la hermandad de Jesús Nazareno, apodado el Viejo, que es una de las más populares. La Semana Santa isleña cuenta con un estilo propio para el traslado de las procesiones, que consiste en que el paso es cargado sobre los hombros y sobre el cuello pero por debajo del paso, sin que los cargadores se vean. Esta fiesta ha sido declarada de Interés Turístico Nacional.

#### Feria del Carmen y de la Sal
La Feria del Carmen y de la Sal es la fiesta mayor de San Fernando. Se celebra todos los años alrededor del 16 de julio, día de la Virgen del Carmen, por ser esta la patrona de la ciudad. Muchos isleños peregrinan ese día a la iglesia del Carmen para contemplar su besamanos y posterior procesión a últimas horas de la tarde. Esta festividad tiene su origen en el siglo XVIII, siendo una de las fiestas más antiguas de la ciudad. En aquella época la iglesia estaba alejada del núcleo urbano, por lo que a lo largo del camino se instalaban puestos de venta de pasteles y de refrescos, casetas de rifas y de tómbolas. Hoy en día la duración de la feria es de una semana, manteniéndose la instalación de puestos, aunque esta vez en el recinto ferial de la Magdalena. Durante la festividad, muchos vecinos celebran actos en honor a la patrona local, además de recibir la ciudad a visitantes de las localidades cercanas. En el recinto ferial se establecen puestos y casetas (de hermandades religiosas, de clubes deportivos, de partidos políticos...), además de numerosas atracciones. Durante esta semana se celebran numerosos actos, destacando, entre otros, el Día de la Mujer. También se realizan otras actividades, como la tirada al plato, concursos de casetas, corridas y novilladas de toros, espectáculos ecuestres, espectáculos cómicos, actuaciones de diversos grupos de cante y baile, a la atardecer sale en procesión la Patrona de la Ciudad la Virgen del Carmen, cerrando la fiesta, los fuegos artificiales del día 16.

#### Aniversario de las Cortes de la Real Isla de León
La fiesta de las Cortes del 24 de septiembre es la festividad oficial del municipio de San Fernando. Celebrada cada 24 de septiembre, esta jornada festiva conmemora la jura de los diputados encargados de redactar la Constitución de 1812 y el establecimiento de la capitalidad de España en la villa. Este hito fundamental en la historia de la democracia española, acaecido en la iglesia mayor de San Pedro y San Pablo el 24 de septiembre de 1810, es, seguramente, el hecho más importante de la historia de la localidad. Durante este día se celebran en San Fernando numerosos actos culturales, deportivos e incluso gastronómicos, recreaciones históricas y desfiles de las Fuerzas Armadas, en los que se muestran uniformes típicos de hace doscientos años. Muy importante fue la celebración de este día en el año 2010, ya que en este año se conmemoró el doscientos aniversario de las Cortes de Cádiz. La conmemoración del 24 de septiembre en 2015 estará dedicada al 30 aniversario de la firma del tratado de adhesión de España a la Unión Europea, estando prevista la presencia del expresidente del Parlamento Europeo, Josep Borrell Fontelles, para ofrecer el discurso institucional en el Real Teatro de las Cortes, en la mañana de esta jornada.

#### Otras fiestas de interés
- Romería de San Servando y San Germán: esta romería se celebra el domingo más próximo al 23 de octubre en honor a los mártires San Servando y San Germán, patrones de Cádiz y copatrones de San Fernando. Durante este día, se realiza una procesión al cerro de los Mártires, lugar donde la tradición sitúa la ejecución de los dos mártires (sobre el cerro se construyó una ermita en honor a los copatronos). Además del acto histórico-religioso, esta fiesta es considerada por los vecinos como un día de ocio que se pasa en el cerro.[174]
- Noche de San Juan: en la noche del 23 al 24 de junio se celebra en la Barriada Casería de Ossio la Noche de San Juan, en la que se queman a los tradicionales Juanillo y Juanilla (muñecos rellenos de trapos y paja). Además, en este barrio se celebra una pequeña feria de la que cabe destacar los pequeños puestos de venta ambulantes, casetas de rifas y tómbolas, y pequeñas barras de bar.
- Fiesta de Tosantos: se celebra en el mercado de abastos municipal y tiene lugar el último viernes de octubre. En el mercado, los distintos puestos de venta son decorados por los propios comerciantes, con la única condición de que los adornos posean gracia satírica.
- Otras verbenas: también gozan de popularidad las verbenas, celebradas en algunas de las barriadas y cofradías isleñas. Además de la anteriormente destacada verbena de San Juan, en el barrio de la Casería, son importantes la de los Ángeles, celebrada en la Bazán a finales de julio; y la de la Hermandad de la Vera Cruz, que se celebra a finales de agosto y principios de septiembre en la plaza del Cristo.

### Gastronomía

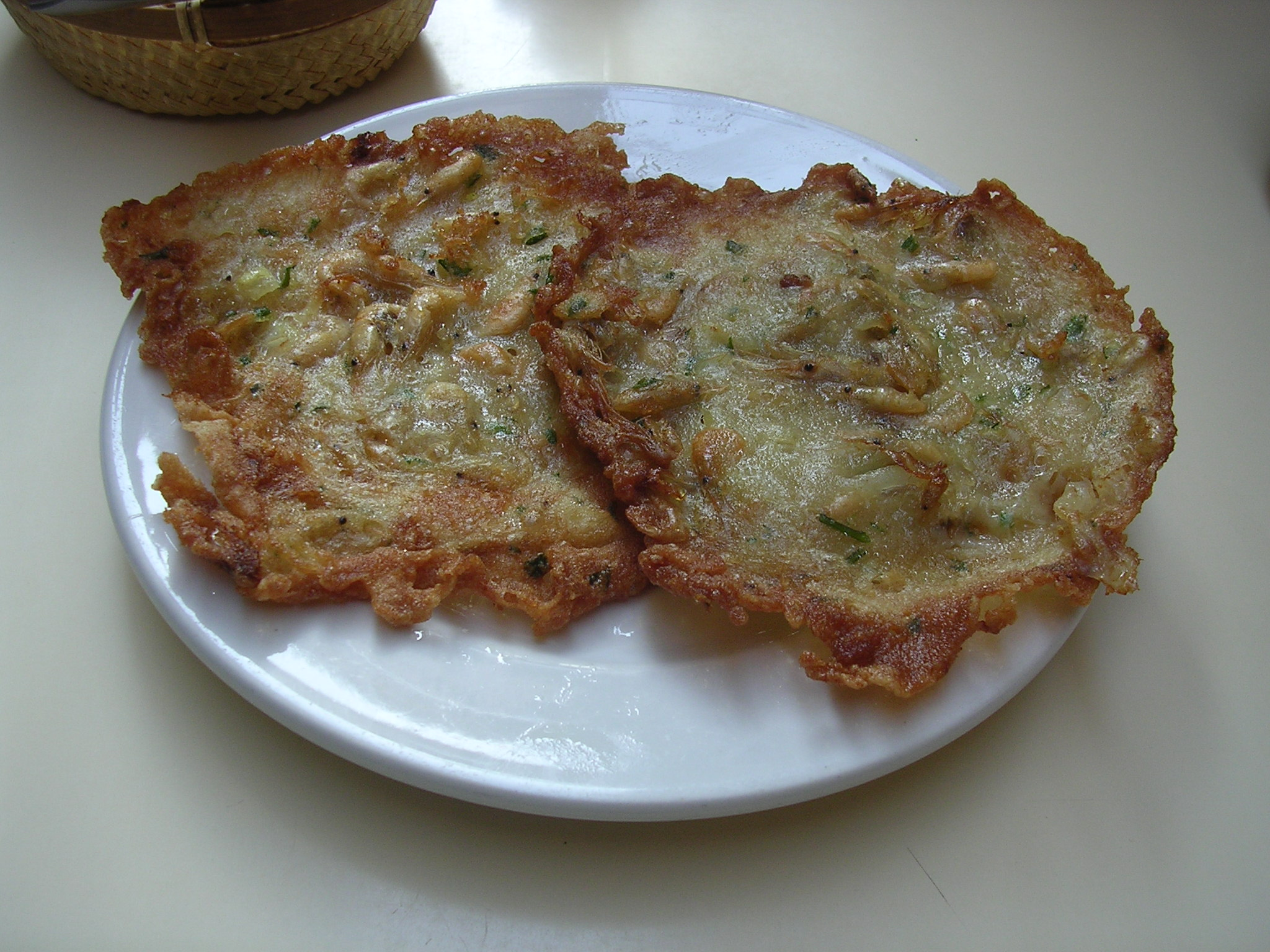
Las tortillitas de camarones son típicas del barrio isleño de Las Callejuelas

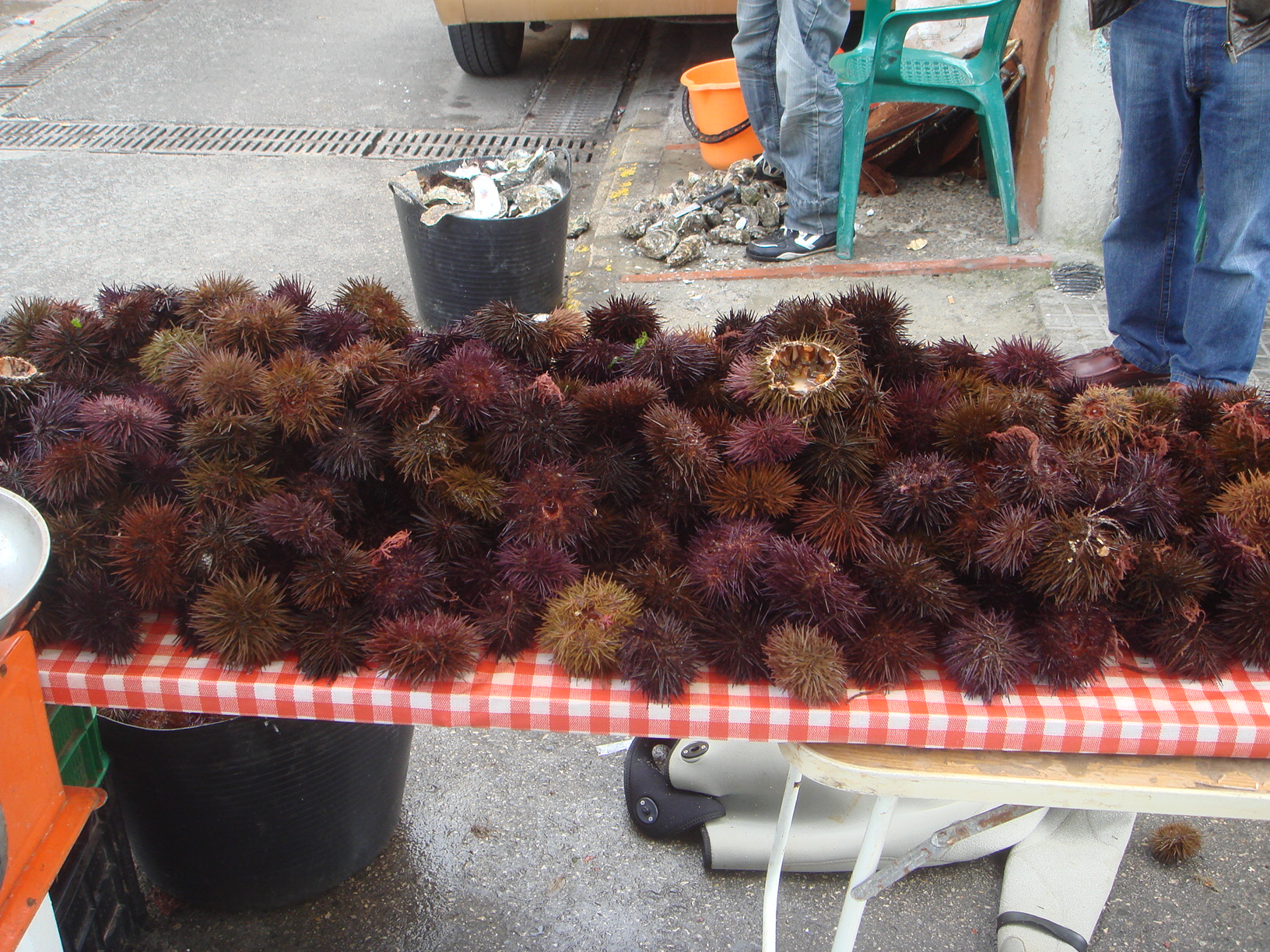
Erizos de mar

La gastronomía típica de San Fernando presenta las características de la cocina del litoral gaditano. Las especialidades gastronómicas de la localidad se basan sobre todo en la utilización del pescado y otros productos extraídos del mar. Los platos típicos isleños más conocidos son el bienmesabe (cazón macerado con vinagre, agua y comino) y las tortillitas de camarones (tortas hechas con harina, cebolla, perejil y camarones). Otras especialidades típicas de la ciudad son los fideos gordos con caballa y la dorada a la sal.
Desde 2023, debido a la elección de La Isla como la ciudad con mejores churrerías de la provincia, se celebra la campaña ¡Somos de churros!.

### Medios de comunicación
Prensa escrita y digital
San Fernando Información del grupo editorial Publicaciones del Sur, es un periódico local integrado junto a otros diarios locales en Andalucía Información. Además, el Diario de Cádiz y el periódico digital Diario Bahía de Cádiz tienen secciones especiales para San Fernando.
Radio
La única emisora local es Radio La Isla, fundada en 1986, y que se puede escuchar por internet y por FM.
Televisión
Además de las televisiones generalistas, tanto nacionales como autonómicas, en San Fernando existen dos canales de televisión local: Isla Televisión-Canal 10 e Onda Bahía TV-Canal 42. Isla TV-Canal 10 comenzó sus emisiones en 1990, emitiendo actualmente en formato digital y mediante pago, teniendo un alcance superior a los límites del municipio (sus emisiones pueden seguirse en buena parte de la Bahía de Cádiz). Onda Bahía TV emite desde 1996 las 24 horas del día, mediante formato digital (TDT). Ambos canales tratan en su programación temas relacionados con la vida política, cultural y deportiva de San Fernando, además de anunciar a empresas isleñas.

### Deporte
Instalaciones deportivas

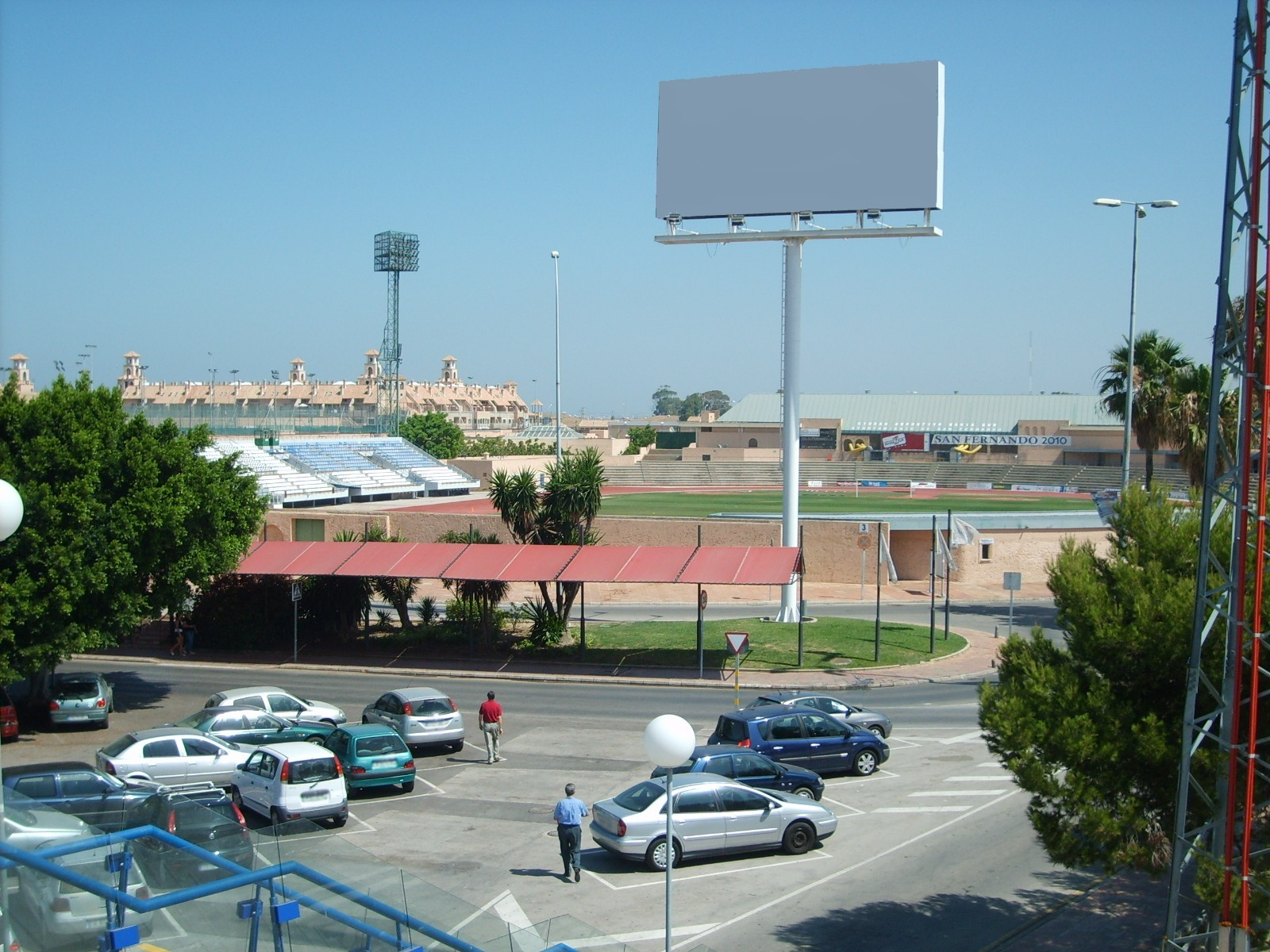
El estadio municipal Bahía Sur, antes de su reforma

La ciudad de San Fernando posee unas buenas instalaciones deportivas, que se concentran principalmente en la ciudad deportiva de Bahía Sur. Este conjunto deportivo está considerado como uno de los mejores centros de alto rendimiento de Andalucía. Este complejo cuenta con diversas instalaciones que permiten practicar variados deportes. Destaca el Estadio Municipal de Bahía Sur, estadio de atletismo con hasta 12 000 espectadores, además del pabellón municipal (utilizado para fútbol sala, baloncesto, balonmano y hockey) y las diferentes pistas de fútbol, baloncesto, tenis y pádel, y una piscina.
Fuera de la ciudad deportiva, destacan el campo municipal Bazán (con capacidad para 1040 espectadores), el campo de hockey Pablo Negre, de reciente construcción, el pabellón municipal Parque Laulhé (parque Almirante Laulhé) y el campo de deportes San Rafael (Población Militar de San Carlos). Anteriormente, el campo de fútbol de la ciudad era el campo municipal Marqués de Varela.
| Instalación deportiva                                       | Deportes                                                 |
| ----------------------------------------------------------- | -------------------------------------------------------- |
| Ciudad deportiva Bahía Sur                                  | Fútbol, baloncesto, balonmano, hockey hierba y atletismo |
| Estadio municipal Bahía Sur                                 | Fútbol, atletismo                                        |
| Pabellón municipal de deportes                              | Baloncesto, fútbol Sala y entrenamiento                  |
| Piscina municipal de La Magdalena                           | Natación                                                 |
| Complejo deportivo municipal Gómez Castro                   | Fútbol                                                   |
| Campo municipal de deportes Bazán                           | Fútbol                                                   |
| Campo municipal de hockey Pablo Negre                       | Hockey hierba                                            |
| Club Náutico de Gallineras                                  | Náutica                                                  |
| Club Náutico Puente de Hierro                               | Náutica                                                  |
| Club Náutico y Escuela de Vela La Casería (en construcción) | Náutica                                                  |

XIV Campeonato Iberoamericano de Atletismo
Dentro de los actos de conmemoración del Bicentenario de las Cortes, la Federación Iberoamericana de Atletismo eligió a San Fernando como sede del XIV Campeonato Iberoamericano de Atletismo, disputado entre el 3 y el 6 de junio de 2010. Las competiciones se realizaron en el remodelado Estadio Municipal Bahía Sur (que ha sido renombrado como Estadio de los Juegos Iberoamericanos), aunque también se utilizó el resto de pistas del complejo Bahía Sur y del Campo de Deportes San Rafael. Los campeonatos de San Fernando fueron considerados por el presidente de la FIA, el brasileño Roberto Gesta de Melo, como los mejores de la historia. El medallero total estuvo liderado por España, pero fue Cuba, con más medallas de oro, la vencedora de los Juegos.
Equipos
| Club o Equipo                           | Deporte       | División                       |
| --------------------------------------- | ------------- | ------------------------------ |
| San Fernando Club Deportivo             | Fútbol        | Segunda División B de España   |
| Grupo Empresa Bazán                     | Fútbol        | Primera Andaluza               |
| C. D. Cañorrera                         | Fútbol        | Segunda Andaluza               |
| Club Isleño San Fernando FS             | Fútbol sala   | Liga Nacional Juvenil          |
| San Fernando Club Deportivo Fútbol Sala | Fútbol sala   | Primera Provincial             |
| Club de Hockey San Fernando             | Hockey Hierba | Primera División Masculino     |
| Piorsa-CH San Fernando                  | Hockey Hierba | Liga de Hockey Hierba Femenino |
| Club Baloncesto Cimbis                  | Baloncesto    | Liga EBA                       |
| Sociedad Deportiva Candray              | Baloncesto    | Liga Provincial                |
| Club Baloncesto San Fernando            | Baloncesto    |                                |
| Club Balonmano San Fernando             | Balonmano     | Primera Andaluza               |
| Club San Fernando Kayak                 | Kayak         |                                |

## Ciudades hermanadas
- Badalona, España
- Montigny-le-Bretonneux, Francia
- Guanajuato, México[187]
- Barbate, España